# Liste der Kulturdenkmale in Hartha

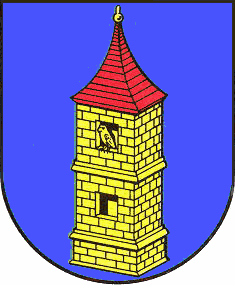
Wappen von Hartha

In der Liste der Kulturdenkmale in Hartha sind die Kulturdenkmale der sächsischen Stadt Hartha verzeichnet, die bis September 2024 vom Landesamt für Denkmalpflege Sachsen erfasst wurden (ohne archäologische Kulturdenkmale). Die Anmerkungen sind zu beachten.
Diese Aufzählung ist eine Teilmenge der Liste der Kulturdenkmale im Landkreis Mittelsachsen.

## Hartha
| Bild                                    | Bezeichnung | Lage                                         | Datierung | Beschreibung | ID       |
| --------------------------------------- | --- | -------------------------------------------- | --- | --- | -------- |
| Direkt Bild zu diesem Denkmal hochladen | Wohnhaus in geschlossener Bebauung | Annenstraße 15 (Karte)                       | 2. Hälfte 19. Jahrhundert | Original erhaltener Putzbau mit großer Toreinfahrt, bau- und ortsentwicklungsgeschichtlich von Bedeutung. Zweigeschossiger Massivbau mit mittigem Zwerchgiebel, Fenster- und Türgewände Hilbersdorfer Porphyrtuff, Haustor original erhalten (2014). | 09248037 |
| Direkt Bild zu diesem Denkmal hochladen | Wohnhaus in geschlossener Bebauung | Annenstraße 23 (Karte)                       | 2. Hälfte 19. Jahrhundert | Putzbau mit nachträglich eingebauten Läden, ortsentwicklungsgeschichtlich von Bedeutung. Zweigeschossiger Massivbau mit mittigem Zwerchgiebel, Fenster- und Türgewände Hilbersdorfer Porphyrtuff, Ladeneinbauten nachträglich und später vermutlich nochmals überformt (Minderung des Denkmalwertes). | 09248038 |
| Direkt Bild zu diesem Denkmal hochladen | Wohnhaus in geschlossener Bebauung (zeitweise Kur- und Wannenbäder Fr. Haberkorn) | Annenstraße 26 (Karte)                       | Bezeichnet mit 1810 »FAB« laut Schlussstein | Putzbau aus dem beginnenden 19. Jahrhundert in gutem Originalzustand, bau- und ortsentwicklungsgeschichtlich von Bedeutung. Zweigeschossiger Massivbau, leicht überformt um 1925 Holländerwindmühle – u. a. Inschrift sowie Dekoration Fenstergewände sowie Erhöhung der einen Eingangstür, Sockel Rochlitzer Porphyrtuff, stehende Gaupen. | 09247988 |
| Direkt Bild zu diesem Denkmal hochladen | Hauskeller (Heiliger Florian) | August-Bebel-Straße 15 (Karte)               | Um 1780 | Ortsgeschichtlich von Bedeutung. Mehrschiffiger Hauskeller mit Tonnengewölben und Stützen aus Naturstein. | 08992501 |
| Direkt Bild zu diesem Denkmal hochladen | Wohnhaus mit Anbau und Heiste | Döbelner Straße 2 (Karte)                    | Um 1850 (Wohnhaus); um 1900 (Seitenflügel Döbelner Straße) | Zeittypischer Putzbau aus der Mitte des 19. Jahrhunderts in gutem Originalzustand von ortsentwicklungsgeschichtlicher, baugeschichtlicher und städtebaulicher Bedeutung. Zweigeschossiger Massivbau, verputzt, Türportal mit Rundbogen und Schlussstein, Fensterbankgesims an.der Traufseite, im Obergeschoss Fenster mit Segmentbögen überdacht, an Traufseite zu Fensterband zusammengefasst, Abschluss durch Krüppelwalmdach mit zweiachsigem Dacherker mit Satteldach, beiderseits zwei zweiachsige Gauben, die Fassade des Hauses vermutlich in den 1920er Jahren überformt, dem Haupthaus vorgelagert Heiste mit Bruchsteintreppenwange, an dieses Haus schließt in der Döbelner Straße der ebenfalls zweigeschossige Seitenflügel mit Satteldach an, dessen Gestaltung sehr schlicht ist. Der Denkmalwert des Hauses ergibt sich aus dem baugeschichtlichen Wert auf Grund der anspruchsvollen und zeittypisch erhaltenen Hausgestaltung sowie der städtebaulichen Bedeutung als Teil des Marktplatzensembles und der in Kirchennähe befindlichen Bebauung. | 09305511 |
| Weitere Bilder                          | Stadtpark Reinhardtsthal (Sachgesamtheit) | Dresdener Straße (Karte)                     | 1926–1933 (Entwurf und Ausführung) | Sachgesamtheit Stadtpark Reinhardtsthal mit dem Einzeldenkmal: OdF-Denkmal (09305385) und folgenden Sachgesamtheitsteilen: östlicher Einfriedungsmauer mit zwei Kugelsteinen und Erinnerungstafel, Wegesystem, struktur- und raumbildender Bepflanzung, Teich mit Böschung, Mauerabschluss und Kugelsteinbrunnen und Ausstattungselementen wie zehn Kugelsteinen, vier Sockeln der ehemals vorhandenen Kinderfiguren und Pflanzkübel; weitgehend ursprünglich erhalten mit später eingefügtem Gedenkstein, gartenkünstlerisch und ortsgeschichtlich von Bedeutung | 09247973 |
| Weitere Bilder                          | OdF-Denkmal (Einzeldenkmal der Sachgesamtheit 09247973) | Dresdener Straße (Karte)                     | Nach 1945 | Einzeldenkmal der Sachgesamtheit Stadtpark Reinhardtsthal; Gedenkstein mit Inschrift aus Granit, ortsgeschichtlich von Bedeutung. Nach 1948 Umgestaltung des Mittelteils des ehemaligen Stadtparkes sowie Errichtung eines VdN-Gedenksteines (und zeitweise Umbenennung des Stadtparks in Thälmann-Breitscheid-Park). | 09305385 |
| Weitere Bilder                          | Halbmeilensäule | Dresdener Straße (Ecke Goethestraße) (Karte) | Vor 2022 (Kopie), Original bezeichnet mit 1722 | Kursächsische Postmeilensäule (Sachgesamtheit); Nachbildung der Halbmeilensäule, von verkehrsgeschichtlicher Bedeutung. Kopie einer kursächsischen Halbmeilensäule aus Rochlitzer Porphyr von 1722 mit der Reihennummer 26 und verschiedenen Inschriften. Spiegel 1: „AR“ „Waldheim 1 St“, Posthornzeichen, „1722“, Posthornzeichen, 2. Spiegel: „Geringswalda 1 St. 1/8 Rochlitz 3 St. 1/4“, „1722“, Posthornzeichen. Das am Harthaer Kreuz gefundene Originalteil befindet sich im städtischen Bauhof / örtlichen Industriemuseum (2014). | 09248034 |
| Direkt Bild zu diesem Denkmal hochladen | Wohnhaus in geschlossener Bebauung | Dresdener Straße 16 (Karte)                  | Um 1800 | Stattliches Bürgerhaus in gutem Originalzustand, baugeschichtliche Bedeutung. Zweigeschossiger Massivbau, Fenster- und Türgewände Rochlitzer Porphyr, stehende Gaupen, Fenster erneuert. | 09248035 |
| Direkt Bild zu diesem Denkmal hochladen | Mietshaus in geschlossener Bebauung (Seitenflügel des Wohnhauses Dresdener Straße 39) | Dresdener Straße 39 (Karte)                  | Um 1905 | Zeittypisches Gebäude in Klinkermischbauweise in gutem Originalzustand, baugeschichtlich, städtebaulich und stadtentwicklungsgeschichtlich von Bedeutung. Zweigeschossiges Gebäude in Klinkermischbauweise, um 1905 erbaut. Das Haus blieb weitgehend original erhalten und beeindruckt durch seine besonders zeittypische Ausprägung, so z. B. der Natursteinsockel, die Putznutung im Erdgeschoss, die Klinkerverblendung mit andersfarbigen Klinkerbändern im Obergeschoss und Dacherker sowie die charakteristischen Fenstergewände mit waagerechter Verdachung bzw. Dreieckgiebelchen sowie floralen Dekorationen. Das Haus ist Teil eines annähernd zeitgleich erbauten Straßenzuges in nahezu identischer Gestaltung. Der Denkmalwert dieses Hauses ergibt sich somit aus der baugeschichtlichen, städtebaulichen sowie stadtentwicklungsgeschichtlichen Bedeutung. | 09305489 |
| Direkt Bild zu diesem Denkmal hochladen | Mietshaus in halboffener Bebauung | Dresdener Straße 71 (Karte)                  | Um 1900, später überformt | Putzbau mit qualitätvoller Fassadendekoration (Überformung der Zeit um 1910), bau- und stadtentwicklungsgeschichtlich von Bedeutung. Zweigeschossiger Putzbau, um 1905 erbaut. Mittelrisalit mit Drillingsfenstern und flach abschließendem Dacherker, flankiert von stehenden Gauben. Das Gebäude zeichnet sich durch seine qualitätvolle neobarocke Putzstuckdekoration u. a. mit Füllhörnern und Lisenen aus. Dabei handelt es sich möglicherweise um eine Überformung. Ähnlich gestaltete Häuser finden sich noch in Hartha. Es handelt sich dabei um eine in dieser Art selten anzutreffenden Gestaltung, die möglicherweise auf einen Baumeister zurückzuführen ist. Auf Grund dieser besonderen Gestaltung kommt dem Bauwerk eine baugeschichtliche Bedeutung zu. | 09305479 |
| Weitere Bilder                          | Mietshaus in halboffener Bebauung und in Ecklage | Dresdener Straße 77, 77a (Karte)             | Um 1905 | Repräsentatives Eckhaus mit Laden, durch Jugendstil inspirierte Fassadendekorationen, baugeschichtlich und städtebaulich von Bedeutung. Dreigeschossiger Massivbau mit Jugendstilornamentik, Haupteingangstür und Okulus original, Fenster, Türen sonst erneuert, Balkonanbau neu. | 09247977 |
| Direkt Bild zu diesem Denkmal hochladen | Fabrikgebäude sowie Reste der Einfriedung (Webwaren-Fabrik Richard Möbius) | Dresdener Straße 84 (Karte)                  | Um 1900 | Letztes erhaltenes Fabrikgebäude eines ursprünglich umfangreichen Industriekomplexes, von herausragender Bedeutung für die Harthaer Industriegeschichte. Fabrikbautenkomplex mit Massivbauten, klinkerverkleidet mit Greppiner Verblendklinkern und alternierend grün glasierten Kacheln, Segmentbogenfenstern, Zahnschnittgesimsen, Natursteinsockeln. Tragkonstruktion: Stahlskelett bzw. Stahlbeton, Flachdach bzw. Sheddachkonstruktionen, bauzeitliche Türen und Fenster weitgehend erhalten. Teilabbruch Industrieanlage (Websaal mit Sheddach) 2007. | 09247968 |
| Direkt Bild zu diesem Denkmal hochladen | Ehemalige Fabrikantenvilla mit Ausstattung, heute Kindergarten | Dresdener Straße 84a (Karte)                 | 1910/1911 | Villa des Textilfabrikanten Richard Möbius, repräsentatives Beispiel der Reformarchitektur in Hartha, baukünstlerisch sowie orts- und wirtschaftsgeschichtlich von Bedeutung. Zweigeschossiger Massivbau auf Natursteinsockel mit großem Walmdach, prägnante Balkone mit hölzernen Balustraden und Stützen, farbig gefasstes Traufgesims mit Ornamentmalerei, weitestgehend erhaltene Innenausstattung (wandfest), Bauherr war Textilfabrikant Richard Möbius. | 09247966 |
| Direkt Bild zu diesem Denkmal hochladen | Wohnhaus in halboffener Bebauung (ehemals Brikett-Kohlen und Holzhandlung von Arno Hoffsky) | Feldstraße 14 (Karte)                        | 2. Hälfte 19. Jahrhundert | Schlichtes Wohnhaus und Geschäftshaus des Kohlen- und Holzhändlers Arno Hoffsky von regionalgeschichtlichem Wert. Zweigeschossiger Massivbau (Feldsteine) mit Satteldach, schiefergedeckt und stehende Gaupen, im ersten Obergeschoss Konsolen, südliche Hausecke geputzte Pilaster mit figürlichem Schlussstein und Rosette, Fenster erneuert, geringer Denkmalwert. | 09247994 |
| Weitere Bilder                          | Sparkassengebäude (ehemals Allgemeine Deutsche Credit-Anstalt) | Flemmingener Straße 1 (Karte)                | Zwischen 1856 und 1880 | Repräsentatives Geschäftsgebäude der ehemaligen Allgemeinen Deutschen Credit-Anstalt, zusammengebaut mit älterem Gebäudeteil, regionalgeschichtlich, ortsentwicklungsgeschichtlich sowie baukünstlerisch von Bedeutung. Zweigeschossiger verputzter Massivbau mit Mittelrisalit und Giebel (ornamental gefasstem Typus-Relief u. a. mit Kopfdarstellung), Fenster und Türen mit Natursteingewänden in strengen, spätklassizistischen Architekturformen, im Erdgeschoss Rundbogenfenster, im Obergeschoss Rechteckfenster mit waagerechter Verdachung, möglicherweise zu späterem Zeitpunkt giebelständig erweitert (in gleicher Gestaltung wie Ursprungsbau – nicht durch Bauakten belegt), teils mit neuzeitlichen Anbauten ohne Denkmalwert sowie älterem Hausteil unbekannter Funktion (eventuell ländliches Gebäude, welches zum ehemaligen Dorf Flemmingen gehörte). | 09248116 |
| Direkt Bild zu diesem Denkmal hochladen | Parkanlage (Stadtpark, ehemals Wettin-Platz) | Franz-Mehring-Straße (Karte)                 | 1928–1948 (Ausführung des Wettin-Platzes) | Ehemals als Schmuckplatz angelegt und zur Parkanlage umgestaltet, mit Geländemodellierung und Flächengliederung, Wegeanlagen, struktur- und raumbildender Bepflanzung sowie die den Park rahmenden Fußwege inklusive Baumreihen, weitgehend ursprünglich erhalten, ortsgeschichtlich, gartenkünstlerisch und städtebaulich von Bedeutung. 1888 wurde das Gelände des heutigen Stadtparks durch die Stadt Hartha erworben. Aus dem Jahr 1909 sind Entwürfe für einen Schmuckplatz von Otto Moßdorf (Garten-Ing., Leipzig) überliefert, die aber nicht ausgeführt wurden. Es folgte 1913 ein Entwurf für einen Schmuckplatz von Rudolf Kolbe (Architekt B.d.A., Dresden-Loschwitz). Diese Pläne für den „Wettin-Platz“ wurden im Zeitraum 1928 bis 1948 umgesetzt. Es folgte 1938 bis 1940 nach Plänen von Poeth, Hermann und Kleinmann (Dipl.-Ing. Hartha) eine Umgestaltung. 1992 erfolgten über ABM-Maßnahmen Instandsetzungsmaßnahmen. Der Park erfreut sich nach wie vor großer Beliebtheit bei Harthas Bürgern, woraus sich u. a. seine stadtgeschichtliche Bedeutung ableitet. Als charakteristischer Schmuckplatz des beginnenden 20. Jahrhunderts erlangt dieser durch verschiedene Zeitschichten geprägte Park auch gartenkünstlerische Bedeutung. | 09247974 |
|                                         | Verwaltungsgebäude mit Einfriedung (Allgemeine Ortskrankenkasse) | Franz-Mehring-Straße 25 (Karte)              | 1927–1928 | Repräsentatives Verwaltungsgebäude in neobarocken Architekturformen, bau- und ortsgeschichtlich von besonderer Bedeutung. Dreigeschossiger Massivbau mit Mansarddach, ornamentale Bleiverglasung im Treppenhaus, Fenster erneuert, bauzeitliche Einfriedung, monumentales Haupt- und Traufgesims, offene Balkone zur Nordwestseite. | 09247993 |
| Weitere Bilder                          | Mietshaus in offener Bebauung in Ecklage (ehemals Hotel und Garten-Restaurant Feldschlößchen) | Gallbergstraße 1 (Karte)                     | 1898 | Ehemaliges Hotel und Garten-Restaurant, ursprünglich mit Kegelbahn in städtebaulich dominanter Lage, bau-, orts- und stadtentwicklungsgeschichtlich von Bedeutung. 1898 vermutlich als Hotel und Garten-Restaurant erbautes Haus in städtebaulich dominanter Lage. Zweigeschossiger Putzbau mit polygonalem Eckrisalit und zeittypischer Fassadenausbildung. Mit Ausnahme der nicht mehr erhaltenen Kegelbahn blieb das heute als Mietshaus genutzte Gebäude weitgehend original erhalten. Durch seine Größe und dominante Lage prägt dieses maßgeblich die Leipziger Straße als Dominante an der Ortseinfahrt. Durch die langjährige Nutzung als Hotel und Garten-Restaurant dürfte das Haus zumindest bei der älteren Bevölkerung Harthas mit vielen Erinnerungen verbunden sein, woraus sich dessen ortsgeschichtlicher Wert ableitet. Als authentisch erhaltenes Bauwerk des ausgehenden 19. Jahrhunderts in besonders typischer Ausprägung erlangt das ehemalige Hotel mit Garten-Restaurant auch baugeschichtliche Bedeutung. Mittelrisalit mit Drillingsfenstern und flach abschließendem Dacherker, flankiert von stehenden Gauben. Das Gebäude zeichnet sich durch seine qualitätvolle neobarocke Putzstuckdekoration u. a. mit Füllhörnern und Lisenen aus. Dabei handelt es sich möglicherweise um eine Überformung. Ähnlich gestaltete Häuser finden sich noch in Hartha. Es handelt sich dabei um eine in dieser Art selten anzutreffenden Gestaltung, die möglicherweise auf einen Baumeister zurückzuführen ist. | 09305485 |
| Weitere Bilder                          | Villa | Gallbergstraße 3 (Karte)                     | Um 1910 | Reich dekorierter Putzbau von baukünstlerischer Bedeutung. Zweigeschossiger Massivbau, verputzt mit erkerartigem Risalit (Altan), Krüppelmansarddach, Anbau mit Garage, dekorativer Putz mit Festons, Fassade mit Fenstern erneuert. | 09247981 |
| Direkt Bild zu diesem Denkmal hochladen | Mietshaus in geschlossener Bebauung in Ecklage | Gerhart-Hauptmann-Straße 2 (Karte)           | Um 1900 | Repräsentatives Gebäude in Klinkermischbauweise mit Eckladen, bau- und ortsentwicklungsgeschichtlich von Bedeutung. Zweigeschossiger Massivbau mit dreigeschossigem Eckrisalit, klinkerverkleidet, stehende Gaupen, Satteldach, Sockelgeschoss verputzt, Fenster erneuert. | 09248017 |
| Direkt Bild zu diesem Denkmal hochladen | Mietshaus in geschlossener Bebauung | Gerhart-Hauptmann-Straße 10 (Karte)          | Um 1900 | Zeittypischer Klinkerbau in einem geschlossenen Straßenzug gleicher Entstehungszeit und annähernd gleicher Gestaltung, baugeschichtlich, städtebaulich und ortsentwicklungsgeschichtlich von Bedeutung. Zweigeschossiger Massivbau, Klinker verkleidet mit Zwerchgiebel und stehenden Gaupen, bauzeitliche Haustür, Fenster und eine Haustür erneuert. | 09248016 |
| Direkt Bild zu diesem Denkmal hochladen | Mietshaus in geschlossener Bebauung | Gerhart-Hauptmann-Straße 14 (Karte)          | Um 1905 | Zeittypischer Klinkerbau mit Dacherker in gutem Originalzustand, Teil eines zeitgleich entstandenen Straßenzuges, baugeschichtlich, städtebaulich und stadtentwicklungsgeschichtlich von Bedeutung. Zweigeschossiger Klinkerbau über sechs Fensterachsen. Die Fassade wird geprägt durch die zeittypischen Fenstergewände und Türportale. Die Schlusssteine der Fenstergewände zeigen eine Diamantquaderung. Belebt wird der rote Klinkerbau durch gelbe Klinkerbänder. Die Hausmitte wird durch zwei Fenster mit Segmentbogenverdachung und den Dacherker betont, welcher im Straßenzug mehrfach anzutreffen ist. Das Mietshaus ist Teil eines zeitgleich entstandenen Straßenzuges in ähnlicher Gestaltung. Hierdurch verdeutlicht der Straßenzug die Stadterweiterung Harthas um 1900, die im Zusammenhang mit der prosperierenden Industrie stand. Damit ergibt sich der Denkmalwert des Miethauses Gerhart-Hauptmann-Straße 14 aus dessen baugeschichtlicher und stadtentwicklungsgeschichtlicher Bedeutung. | 09305497 |
| Direkt Bild zu diesem Denkmal hochladen | Mietshaus in geschlossener Bebauung | Gerhart-Hauptmann-Straße 16 (Karte)          | Um 1905 | Zeittypischer Klinkerbau mit Dacherker in gutem Originalzustand, Teil eines zeitgleich entstandenen Straßenzuges, baugeschichtlich, städtebaulich und stadtentwicklungsgeschichtlich von Bedeutung. Zweigeschossiger gelber Klinkerbau mit original erhaltener Fassadengliederung, so u. a. kräftige Gurt- und Fensterbankgesimse, waagerechte Fensterverdachungen mit kleinen Reliefs (Engelköpfe u. a.). Das Gebäude ist Teil eines relativ einheitlich gestalteten Straßenzuges, welcher annähernd gleichzeitig entstand. Durch diese Einheitlichkeit dokumentiert der Straßenzug die Stadtentwicklung infolge der prosperierenden Industrie in Hartha um 1900 eindrucksvoll. Gleichzeitig ist das Gebäude ein gutes Beispiel des Bauhandwerks der Jahrhundertwende. Aus beiden Gegebenheiten ergibt sich die baugeschichtliche und stadtentwicklungsgeschichtliche Bedeutung des Mietshauses Gerhart-Hauptmann-Straße 16. | 09305496 |
| Direkt Bild zu diesem Denkmal hochladen | Mietshaus in Ecklage und in geschlossener Bebauung | Gerhart-Hauptmann-Straße 22 (Karte)          | Um 1900 | Zeittypischer Klinkerbau mit polygonaler Eckausbildung, ursprünglich mit Eckladen, in gutem Originalzustand, Teil eines zeitgleich entstandenen Straßenzuges, baugeschichtlich, städtebaulich und stadtentwicklungsgeschichtlich von Bedeutung. Zweigeschossiger, an der Ecke dreigeschossiger Klinkerbau mit zeittypischer reicher Historismusdekoration in gutem Originalzustand. Das Gebäude ist Teil eines zeitgleich entstandenen Straßenzuges, der sich durch eine einheitliche Gestaltung auszeichnet. Durch diese Einheitlichkeit verdeutlicht dieser Straßenzug die im Zusammenhang mit der prosperierenden Industrie erfolgte Stadterweiterung um 1900. Der Denkmalwert ergibt sich somit aus dem baugeschichtlichen und stadtentwicklungsgeschichtlichen Wert. | 09305495 |
| Direkt Bild zu diesem Denkmal hochladen | Mietshaus in geschlossener Bebauung und Ecklage | Goethestraße 2 (Karte)                       | Um 1900 | Repräsentatives Eckhaus in Klinkermischbauweise mit Laden, baukünstlerische, stadtentwicklungsgeschichtliche und städtebauliche Bedeutung. Zweigeschossiger Massivbau, Sockelgeschoss rustizierend geputzt, darüber klinkerverkleidet, dreigeschossiger Eck- und zwei Seitenrisalite mit Neorenaissancegiebeln, Architekturteil in Neorenaissanceformen. | 09248014 |
| Direkt Bild zu diesem Denkmal hochladen | Mietshaus in geschlossener Bebauung | Goethestraße 4 (Karte)                       | Um 1905 | Zeittypisches Mietshaus mit Läden im Erdgeschoss in Klinkermischbauweise mit seltener Stufengiebelgestaltung, baugeschichtlicher Wert. Dreigeschossiger Massivbau mit neogotischen Zwerchgiebeln, Klinker und Putzgewände aus Werkstein mit freien Jugendstilformen. | 09247992 |
| Direkt Bild zu diesem Denkmal hochladen | Ehemaliges Kino „Lichtspiel-Theater“ (ohne Saalanbau) und Mietshaus in geschlossener Bebauung | Goethestraße 8 (Karte)                       | 1911 | Schlichter Putzbau mit aufwendig gestaltetem Erdgeschoss, als vermutlich erstes Lichtspieltheater Harthas von stadtgeschichtlicher Bedeutung. Dreigeschossiger Massivbau, verputzt, mit Zwerchgiebel, Tor Haupteingang mit Arkaden mit floraler Jugendstilornamentik, Fassade und Fenster erneuert. Nach Angaben der ortsgeschichtlichen Literatur 1911 erbaut als Lichtspieltheater und Wohnhaus, am 2. September 1911 erfolgte die Eröffnung des Lichtspieltheaters, Inhaber war Georg Ottomar Voigt, von 1924 bis 1934 bleibt Georg Voigt Inhaber des Kinos, ab 1937 bis 1941 wird Hedwig Voigt, ansässig in Leipzig als Inhaberin des Kinos genannt. Vermutlich bis um 1990 genutzt. | 09247991 |
| Direkt Bild zu diesem Denkmal hochladen | Wohnhaus (ehemaliges Stadtgut) in geschlossener Bebauung | Goethestraße 17 (Karte)                      | Um 1840 | Markanter Putzbau aus dem beginnenden 19. Jahrhundert mit großer Toreinfahrt in der Annenstraße, orts- und baugeschichtlich von Bedeutung. Zweigeschossiger Massivbau, Fenster mit Natursteingewänden, Walmdach, schiefergedeckte und stehende Gaupen (um 1905), Fenster erneuert, eventuell Bürgerhaus mit Landwirtschaft. | 09247989 |
| Weitere Bilder                          | Sachgesamtheit Königlich-Sächsische Triangulierung („Europäische Gradmessung im Königreich Sachsen“); Station 100, Kreuz                                                                               | Hartha Kreuz (Karte)                         | Bezeichnet mit 1869 | Triangulationssäule; Station 2. Ordnung, bedeutendes Zeugnis der Geodäsie des 19. Jahrhunderts, vermessungsgeschichtlich von Bedeutung. Von Halle an der Saale führte die alte Salzstraße über Leipzig und Dresden bis nach Böhmen. Sie quert die höchste Erhebung des Mittelsächsischen Hochlands, in deren Nähe im 13. Jahrhundert Hartha von Franken und Thüringern gegründet wurde. Der Ort, der schon im 16. Jahrhundert über eine bedeutende, bis nach Spanien Handel treibende Leineweberinnung verfügte, gab der bedeutenden Wegkreuzung seinen Namen. Am Harthaer Kreuz trafen die B 175, die B 176 und die S 36 fast senkrecht aufeinander. Die sehr stark befahrene Kreuzung wurde in den 1990er Jahren durch die Anlage von zwei großen Verkehrskreiseln völlig neu gestaltet. Der Charakter eines Verkehrskreuzes wurde damit weitgehend aufgehoben, führte aber zu einer deutlichen Verbesserung des Verkehrsflusses. Der originale Standort der Station 100 – Kreuz wurde beim Bau zerstört. Die Steine des Vermessungspunktes waren vorher abgebaut, gesichert und restauriert worden. Bis 2010 war die Säule am Eingang zum Landesvermessungsamt Sachsen am Olbrichtplatz in Dresden (zeitweise) aufgestellt. Der historische Festpunkt wurde nun in der Nähe seines ursprünglichen Standortes neu errichtet. Er befindet sich nahe dem ursprünglichen Harthaer Kreuz. | 09305350 |
| Weitere Bilder                          | Ehemaliger Gasthof Zum Kreuz und Nebengebäude | Hartha Kreuz 2 (Karte)                       | Um 1893 (Gasthof); bezeichnet mit 1893 (Nebengebäude) | Repräsentativer Putzbau mit markantem Dachreiter, regional- und baugeschichtlich bedeutsam sowie von landschaftsprägendem Wert. - Gasthof: massiv, zweigeschossig, Mittelrisalit mit Dacherker, Porphyrgewände, originale Haustür, Dachvorstand (Schweizer-Haus-Stil), Satteldach, originale Putzreste (Quaderung) - Nebengebäude: zweigeschossig, massiv, Porphyrgewände, bezeichnet mit 1893 und „A. Richter“ | 09207847 |
| Direkt Bild zu diesem Denkmal hochladen | Fabrik (ehemals Stahldrahtlitzen- und Webgeschirrfabrik O. Dathe & Co.) | Heinrich-Heine-Straße 14 (Karte)             | 1908 (Fabrik); 1927 (Erweiterungsbau an der Nordseite) | Putzbauten mit sparsamen Putzgliederungen, die älteren Gebäudeteile auf der Süd- und Westseite über Natursteinsockel in Rochlitzer Porphyrtuff, Nordtrakt von 1927 in Formen der gemäßigten Moderne, markanter Risalit mit Treppenhaus, ursprünglich Herstellung von Stahldrahtlitzen und Webgeschirren, stadtentwicklungs- und industriegeschichtlich sowie baugeschichtlich von Bedeutung | 09307502 |
| Direkt Bild zu diesem Denkmal hochladen | Wohnhaus in geschlossener Bebauung | Karl-Marx-Straße 1, 3 (Karte)                | 1735 | Spätbarockes Bürgerhaus, im Ursprung vermutlich zwei Einzelgebäude, aus dem beginnenden 18. Jahrhundert in sehr gutem Originalzustand, zum historischen Stadtkern Harthas gehörend, von großer baugeschichtlicher, stadtentwicklungsgeschichtlicher sowie städtebaulicher Bedeutung. Zweigeschossiger Massivbau mit Mansarddach, klassizistische Tür (1821), teilweise im Erdgeschoss Fenstergewände in Rochlitzer Porphyr, barocke Kartusche mit Inschrift, Fenster, gesamte Ladeneinbauten und Hoffront neu, vor der Sanierung eines der wenigen großen barocken Bürgerhäuser der Stadt. | 08992500 |
| Direkt Bild zu diesem Denkmal hochladen | Wohnhaus in geschlossener Bebauung | Karl-Marx-Straße 4 (Karte)                   | Nach 1846 | Schlichter Putzbau aus der 1. Hälfte des 19. Jahrhunderts in gutem Originalzustand, bau- und stadtgeschichtlich von Bedeutung. Zweigeschossiger Massivbau, sehr schöne klassizistisch proportionierte Fenster und Türgewände aus Naturstein, ursprünglich Fenster mit Kniestock, bei Stadtbrand von 1846 abgebrannt und anschließend neu errichtet. | 09248005 |
| Direkt Bild zu diesem Denkmal hochladen | Wohnhauszeile (ursprünglich Fabrik bzw. Wohn- und Geschäftshäuser) in geschlossener Bebauung (ab 1867 zeitweise Filz- und Schuhwarenfabrik Hermann Müller)                                             | Karl-Marx-Straße 5, 7, 9, 11 (Karte)         | Um 1850 | Den Straßenzug prägendes Hausensemble, wesentlich geprägt durch die Überformung 1926 bzw. 1929, orts- und wirtschaftsgeschichtlich von Bedeutung. Zweigeschossiger Massivbau mit Zwerchhäusern (um 1905), Fassade zur Straße 1929 und 1926 (Art-déco-Dekor) verputzt, Gewände ursprünglich Rochlitzer Porphyr, steinsichtig, Haustüren mit Facettschliffgläsern 1936, ursprünglich Filz- und Schuhwarenfabrik Hermann Müller ab 1867 (teilweise Kontornutzung) zunächst nur die Nummer 5 und Nummer 9, ab 1929 an Müller auch die Nummer 9 bzw. 11. | 09248007 |
| Direkt Bild zu diesem Denkmal hochladen | Wohnhaus in geschlossener Bebauung | Karl-Marx-Straße 12 (Karte)                  | Nach 1846 | Typisches Bürgerhaus des 19. Jahrhunderts mit nachträglichem Ladeneinbau von stadtentwicklungs- und baugeschichtlichem Wert. Zweigeschossiger Massivbau, Fenstergewände im ersten Obergeschoss, Ladeneinbau 1920 Jahre, Tür und Gewände Erdgeschoss um 1895. | 09248006 |
| Direkt Bild zu diesem Denkmal hochladen | Mietshaus in geschlossener Bebauung | Karl-Marx-Straße 15 (Karte)                  | Um 1865 | Qualitätvoller Historismusbau mit veränderten Schaufenstern, baugeschichtlich von Bedeutung. Zweigeschossiger Massivbau, verputzt, Bandrustika im Erdgeschoss, Fenster im ersten Obergeschoss mit Zierverdachung und Schlussstein, Hauptgesims mit Putzmäander, Ladeneinbauten im Erdgeschoss verändert, Fenster erneuert. | 09247986 |
| Direkt Bild zu diesem Denkmal hochladen | Wohn- und Geschäftshaus (Doppelmietshaus) in geschlossener Bebauung | Karl-Marx-Straße 18, 20 (Karte)              | Um 1905 | Repräsentativer, das Straßenbild maßgeblich prägender Klinkerbau, baukünstlerische und städtebauliche Bedeutung. Dreigeschossiges Wohn- und Geschäftshaus mit Zwerchhaus, aufwändige neogotische Fenstergewände teilweise mit Wandspiegel, Erdgeschoss teilweise verändert, Fenster erneuert. | 09247996 |
| Direkt Bild zu diesem Denkmal hochladen | Mietshaus in geschlossener Bebauung, mit Gaststätte „Zum alten Forsthaus“ | Karl-Marx-Straße 19 (Karte)                  | Um 1895 | Städtebaulich wichtiges Gebäude in Klinkermischbauweise von baugeschichtlichem Wert. Zweigeschossiger Massivbau mit Zwerchgiebel, Erdgeschoss verputzt, Obergeschoss klinkerverkleidet, stuckierte Architekturteile in Neorenaissanceformen, Fenster erneuert. | 09248000 |
| Weitere Bilder                          | Rathaus (ehemalige Schule) und gärtnerisch gestalteter Vorplatz mit Lindenpflanzung und Brunnen | Karl-Marx-Straße 32 (Karte)                  | 1861 (Rathaus); 1913 (Gebäudevorplatz) | Dreigeschossiges Verwaltungsgebäude in repräsentativen neobarocken Architekturformen, bau- und ortsgeschichtlich und städtebaulich von Bedeutung. - Rathaus: dreigeschossiger Massivbau von 14 Achsen mit Walmdach und axial angeordnetem Altbau mit zweiläufiger Haupttreppe, Hauptfront über Sockelgeschoss mit Kolossalpilastern, kanneliert, Attika und vier große Rundbogenfenster, achsensymmetrisch Festsaal im dritten Obergeschoss betonend, bei der Sanierung ist die noch um 2000 erhaltene Innenausstattung (wandfest) weitgehend verloren gegangen, beispielsweise wurden die Wandbrunnen abgebrochen, ebenso blieben die nachfolgend aufgezählten, ebenfalls 2000 noch erhaltenen Elemente der historischen Innenausstattung nicht erhalten: Erdgeschoss, erstes Obergeschoss, zweites Obergeschoss ornamentale Bleiverglasung Treppenhaus, Türen, Windfänge, Türklinken, keramische Fußbodenbeläge, Haupttresor und Archivtüren, Festsaal mit Emporen. Ausstattung erneuert. - gärtnerisch gestalteter Vorplatz: um 1913 beim Umbau des Rathauses neu angelegt, weitgehend original erhalten, mit zwölf Linden (Tilia spec., geschnitten), zwei Rasenflächen mit Einfriedung, Wegeflächen (keramische Platten, rot) und Platzfläche (Großpflaster Granit rot) mit Brunnen (Werkstein); Quelle: Akte Baupolizei im Stadtarchiv Hartha | 09247975 |
| Direkt Bild zu diesem Denkmal hochladen | Mietshaus in geschlossener Bebauung und Ecklage | Karl-Marx-Straße 33 (Karte)                  | Um 1860 | Schlichter Putzbau mit Eckladen, weitgehend original erhalten, baugeschichtlich von Bedeutung. Zweigeschossiger Massivbau mit Zwerchgiebeln, Putzfassadenfronten, Erdgeschoss mit Nutung, mit einfachen Proportionen. | 09247987 |
| Direkt Bild zu diesem Denkmal hochladen | Wohn- und Geschäftshaus (als Kassenstelle Hartha ehemaliges Bankgebäude der Döbelner Bank und Wohnhaus) in geschlossener Bebauung                                                                      | Karl-Marx-Straße 38 (Karte)                  | Um 1895 | Repräsentatives Geschäftshaus in Klinkermischbauweise von bau- und stadtgeschichtlicher Bedeutung. Dreigeschossiger Massivbau mit Erker, viergeschossiger Eckrisalit, Sockelgeschoss rustizierend geputzt, klinkerverkleidet, Fenstergewände, Gesimse aufwändiges Architekturdekor, vermutlich Gewerbebank Döbeln, Filiale Hartha. | 09247997 |
| Direkt Bild zu diesem Denkmal hochladen | Wohnhaus (ehemaliges Innungshaus der Zeug- und Wollweber) in offener Bebauung | Kirchgasse 2 (Karte)                         | Bezeichnet mit 1795 | 1817–1832 Zunfthaus der Zeug- und Wollweber, orts- und baugeschichtlich von besonderer Bedeutung. Zweigeschossiger Bau, Erdgeschoss massiv, im ersten Obergeschoss Fachwerk, Tür- und Fenstergewände im Erdgeschoss Rochlitzer Porphyr, Fenster und Fachwerk erneuert, in Erfassungsunterlagen von 1952 als ehemaliges „Meisterhaus der Weberinnung“ bezeichnet. | 09248031 |
| Direkt Bild zu diesem Denkmal hochladen | Häuslerhaus und Schuppen | Langgasse 15 (Karte)                         | Um 1800 | Weitgehend original erhaltene ländliche Gebäude von sozial-, stadtentwicklungs- und baugeschichtlichem Wert. - Häuslerhaus: zweigeschossiger Bau, Erdgeschoss massiv, verputzt, erstes Obergeschoss Fachwerk mit Asbest verkleidet, Dachstuhl durch traufseitige Erweiterung verändert – Zeitpunkt der baulichen Erweiterung nicht äußerlich feststellbar, es handelt sich hierbei um eine im 19. Jahrhundert und auch zeitiger übliche Hauserweiterung, die inzwischen durchaus baugeschichtliche Bedeutung erlangt hat - Seitengebäude oder Schuppen: kleiner eingeschossiger Putzbau mit Satteldach | 09248029 |
| Weitere Bilder                          | Ballsaal (Flemmingener Hof) | Leipziger Straße 1 (Karte)                   | Bezeichnet mit 1895 | Aufwendig gestalteter und weitgehend original erhaltener historischer Ballsaal von baugeschichtlicher, städtebaulicher und ortsgeschichtlicher Bedeutung. Saalbau mit Emporen, gusseiserne Stützkonstruktion, Stuckdecke, Türen, Bleiglasrosetten bauzeitlich. | 09248004 |
| Weitere Bilder                          | Mietshaus in geschlossener Bebauung | Leipziger Straße 2 (Karte)                   | Um 1890 | Mit Laden, markanter, das Straßenbild maßgeblich prägender Putzbau mit reicher gründerzeitlicher Fassadengliederung, baukünstlerisch und städtebaulich von Bedeutung. Zweigeschossiger Massivbau, rustizierend verputzt mit klassizistischen Fenstergewänden, Pilastern im ersten Obergeschoss, dreigeschossigem Eckrisalit, stehende Dachgaupen. | 09247983 |
| Direkt Bild zu diesem Denkmal hochladen | Mietshaus und Einfriedung in Ecklage und offener Bebauung | Leipziger Straße 20 (Karte)                  | Um 1890 | Baulich leicht überformter Putzbau mit reicher gründerzeitlicher Fassadengliederung, baugeschichtlich und städtebaulich von Bedeutung. Zweigeschossiger Massivbau mit Mansarddach und stehenden Gaupen, verputzt, mit rustizierendem Sockelmauerwerk im Erdgeschoss, Fenstergewände profiliert im ersten Obergeschoss Blumenfestons als Wandspiegel, zwei Nischen, eine mit bauzeitlicher Plastik, bauzeitliche Einfriedung. | 09247982 |
| Direkt Bild zu diesem Denkmal hochladen | Dreiseithof mit Wohnhaus, Stallgebäude und Scheune (Remise) | Leisniger Straße 2 (Karte)                   | 1828 datiert (Bauernhaus); vermutlich 1828 (Seitengebäude und Scheune)                                                                                            | Kleine Hofanlage, im frühen 19. Jahrhundert außerhalb des Stadtkerns neu erbaut, in gutem Originalzustand, bau- und stadtentwicklungsgeschichtlich von Bedeutung | 09248010 |
| Direkt Bild zu diesem Denkmal hochladen | Wohnhaus (ehemaliges Armenhaus) | Leisniger Straße 12 (Karte)                  | Nach 1821 | Schlichter Fachwerkbau, als Wohnhaus für in Armut lebende Bürger der Stadt Hartha in der 1. Hälfte des 19. Jahrhunderts erbaut, sozial- und ortsgeschichtlich von Bedeutung. Zweigeschossiger Bau, Erdgeschoss Massivbau, im ersten Obergeschoss Fachwerk (neu aufgeschraubt), Fenster mit Türgewänden Rochlitzer Porphyr, Sockel neu gefasst. | 09248009 |
| Weitere Bilder                          | Ehemaliges Rathaus | Markt 1 (Karte)                              | Um 1840 | Markanter Putzbau an der Schmalseite des Marktes, als ehemaliges Rathaus der Stadt von großer ortsgeschichtlicher Bedeutung. Zweigeschossiger Massivbau mit Mittelrisalit, verputzt, mit Walmdach, klassizistische Fenster- und Türgewände, Rochlitzer Porphyr, Supraporte mit Harthaer Stadtwappen, Fenster, Türen usw. erneuert. | 08992479 |
| Direkt Bild zu diesem Denkmal hochladen | Ehemaliges Brauhaus | Markt 2a (Karte)                             | Bezeichnet mit 1731 | Mit dem Rathaus verbundener repräsentativer Putzbau mit prägender Toreinfahrt und zwei Dachhechten, ortsgeschichtlich, baugeschichtlich und städtebaulich von Bedeutung. Zweigeschossiger Massivbau, verputzt, im Erdgeschoss Fenster- und Türgewände Rochlitzer Porphyr, Rundbogenportal mit Schlussstein und Kartusche, Fenster und Giebelfront erneuert, heute Stadtbibliothek. | 08992487 |
| Weitere Bilder                          | Wohnhaus in geschlossener Bebauung | Markt 8 (Karte)                              | Um 1790 | Repräsentatives Bürgerhaus mit doppelläufiger Treppe und Altan, baugeschichtlich und ortsbildprägend von Bedeutung. Zweigeschossiger Massivbau auf Souterrain, Fenster- und Türgewände erneuert (um 1925), Altan auf Doppelsäulen mit zweiläufiger Treppe, an Altanbrüstung Reliefdarstellung Putto, Fenster haltend mit Kartusche und Zimmerei – Werkzeug (um 1925), weitere Kartusche Darstellung nicht erhalten, Haus zwischen 2003 und 2014 saniert, dabei Originalbestand gewahrt. | 08992481 |
| Direkt Bild zu diesem Denkmal hochladen | Türstock | Markt 9 (Karte)                              | Um 1840 | Schlichter zeittypischer Türstock aus Rochlitzer Porphyrtuff von baugeschichtlichem Wert, klassizistischer Türstock | 08992504 |
|                                         | Wohnhaus in geschlossener Bebauung | Markt 10, 12 (Karte)                         | Um 1750 | Repräsentatives Bürgerhaus mit vorgelagerter zweiläufiger Treppe, baugeschichtlich, ortsgeschichtlich und platzbildprägend von Bedeutung. Zweigeschossiger Massivbau, verputzt, Fenstergewände dekorativ verputzt (1920er Jahre), Türgewände mit Schlussstein und barocker Kartusche, doppelläufige Treppe, erneuert, ursprünglich handelte es sich um zwei Gebäude, welche später zu einem Gebäude zusammengefasst wurden. | 08992486 |
| Direkt Bild zu diesem Denkmal hochladen | Türstock | Markt 11 (Karte)                             | Bezeichnet mit 1839 | Zeittypisches Portalgewände aus Rochlitzer Porphyrtuff, baugeschichtlich von Bedeutung. Klassizistischer Türstock mit waagerechter Verdachung auf geschweiften Konsolen, am Türstock bezeichnet mit „Hennig 1839“, 1931 wohnte im Haus der Bäckermeister Emil Hennig. | 08992505 |
| Direkt Bild zu diesem Denkmal hochladen | Türportal eines Wohnhauses | Markt 13 (Karte)                             | Um 1850 | Zeittypisches Portalgewände aus Rochlitzer Porphyrtuff, vergleichbar den anderen Portalen der Marktbebauung, Zeugnis der Baukultur von baugeschichtlichem Wert. Zweigeschossiger Massivbau, verputzt, Bandrustika im Erdgeschoss, Fenster- und Türgewände Porphyr, Sandstein, Rückfront erneuert, ebenso Fenster, Krüppelwalmdach mit stehenden Gaupen (Neubau 1992). | 09305514 |
| Direkt Bild zu diesem Denkmal hochladen | Wohnhaus, ehemaliger Gasthof, in geschlossener Bebauung | Markt 17 (Karte)                             | Um 1840 | Breit lagernder Putzbau mit nachträglich eingebauten Läden, stadtentwicklungsgeschichtlich und platzprägend von Bedeutung. Zweigeschossiger Massivbau, verputzt, klassizistische Türstöcke, Fenstergewände im Erdgeschoss und teilweise Türstöcke in Rochlitzer Porphyr, stehende Gaupen (um 1840), dekorativer Putz (um 1925), Fenster, Türen, Ladeneinbauten erneuert. | 08992483 |
| Direkt Bild zu diesem Denkmal hochladen | Wohnhaus in geschlossener Bebauung | Markt 18 (Karte)                             | Bezeichnet mit 1730 | Den Marktplatz prägender, baulich leicht überformter Putzbau von stadtentwicklungs- und baugeschichtlicher Bedeutung. Zweigeschossiger Massivbau, verputzt, Fenster- und Türgewände neu (bis auf Schlussstein mit Inschrift 1730), Fenster und Türen sowie Rückfront erneuert. | 08992492 |
| Direkt Bild zu diesem Denkmal hochladen | Wohnhaus in geschlossener Bebauung | Markt 19 (Karte)                             | Um 1840 | Repräsentatives, den Marktplatz maßgeblich prägendes Bürgerhaus, stadtentwicklungs- und baugeschichtlich von Bedeutung. Zweigeschossiger Massivbau, verputzt, auf Bruchsteinsockel, klassizistische Türstöcke, natursteingefasst, desgl. Fenstergewände im Erdgeschoss, vermutlich unter Zusammenlegung zweier Hausgrundstücke neu oder umgebautes Bürgerhaus, vermutlich bereits zur Bauzeit mit Laden, Fassade geprägt durch die regelmäßige Reihung der Rechteckfenster im Obergeschoss, bauzeitlich sind beide Türportale, prägend der die gesamte Dachfläche einnehmende Dachhecht. | 08992484 |
| Direkt Bild zu diesem Denkmal hochladen | Wohnhaus in geschlossener Bebauung | Markt 20 (Karte)                             | Um 1850 / nach 1842 | Vermutlich nach dem Stadtbrand von 1842 neu erbautes Bürgerhaus mit leicht überformter Fassade, baugeschichtlich, ortsentwicklungsgeschichtlich und platzbildprägend von Bedeutung. Zweigeschossiges Wohnhaus, Massivbau, verputzt, Fenstergewände und Türportal nicht erhalten, geschweiftes Satteldach mit Hechtgaube, Fassadendekoration 1920er Jahre, vermutlich gehört das Gebäude zu den älteren Häusern der Marktbebauung, welches möglicherweise nach dem Stadtbrand von 1842 unter Einbeziehung älterer Teile eines Vorgängerbaus neu errichtet oder umgebaut wurde. | 09305515 |
| Direkt Bild zu diesem Denkmal hochladen | Wohnhaus in geschlossener Bebauung | Markt 21 (Karte)                             | Um 1800 | Bürgerhaus mit Art-déco-Dekorationen über den Fenstern, den Marktplatz mit prägender Putzbau von bau- und stadtentwicklungsgeschichtlichem Wert. Zweigeschossiger Massivbau, verputzt, Türgewände in Rochlitzer Porphyr mit Schlussstein (bezeichnet mit 1928 – Bezeichnung Portal vermutlich nachträglich), Fenstergewände in dekorativer Putzfassung (wohl 1928), stehende Dachgaupen (um 1895), Fenster, Türen, Ladeneinbauten erneuert, erbaut vermutlich um 1800, Überformung um 1928. | 08992485 |
| Direkt Bild zu diesem Denkmal hochladen | Türportal eines Wohnhauses | Markt 25 (Karte)                             | Anfang 19. Jahrhundert | Spätbarockes Türportal aus Rochlitzer Porphyrtuff in traditioneller Gestaltung, regionalgeschichtlich von Bedeutung, klassizistischer Türstock | 08992506 |
| Direkt Bild zu diesem Denkmal hochladen | Wohnhaus in geschlossener Bebauung | Markt 27, 27a (Karte)                        | Um 1750 | Unter Zusammenfassung mehrerer Wohnhäuser entstandener breitlagernder Putzbau mit nachträglichen Ladeneinbauten, den Marktplatz maßgeblich prägend, stadtentwicklungsgeschichtlich und städtebaulich von Bedeutung. Zweigeschossiger Massivbau, Erdgeschoss mit Ladeneinbauten (um 1930), Fenster- und Türgewände mit Naturstein gefasst, Gaupenbau (um 1930), vermutlich wurden beim Bau bzw. Umbau des Hauses mehrere Grundstücke zusammengelegt, wodurch das Gebäude zum größten Gebäude des Marktplatzes wurde. | 08992490 |
| Direkt Bild zu diesem Denkmal hochladen | Wohnhaus in geschlossener Bebauung | Markt 30 (Karte)                             | Um 1850 | Schlichtes Bürgerhaus, als Bestandteil der historischen Marktplatzbebauung von orts- sowie baugeschichtlichem Wert. Zweigeschossiger Massivbau, Rückfront Fachwerk, teilweise verputzt, Zwerchgiebel, Fenster erneuert. | 08992496 |
| Direkt Bild zu diesem Denkmal hochladen | Wohnhaus in geschlossener Bebauung | Markt 33 (Karte)                             | Um 1800 | Spätbarockes Bürgerhaus, vermutlich mit verputztem Fachwerk im Obergeschoss, als wichtiger Bestandteil der Marktplatzbebauung stadt- sowie baugeschichtlich von Bedeutung. Zweigeschossiger Massivbau, Fenster- und Türgewände im Erdgeschoss Rochlitzer Porphyr. | 08992491 |
| Direkt Bild zu diesem Denkmal hochladen | Wohnhaus in geschlossener Bebauung | Markt 36 (Karte)                             | Bezeichnet mit 1836 | Spätbarockes Bürgerhaus mit verputztem Fachwerk im Obergeschoss und reizvollen Art-déco-Dekorationen über den Fenstern im Erdgeschoss, baugeschichtlich, städtebaulich und stadtentwicklungsgeschichtlich von Bedeutung. Zweigeschossiger Massivbau, verputzt, Türgewände mit Schlussstein (datiert 1836), Fenstergewände dekorativ verputzt (um 1920) Fachwerk (schieferverkleidet), mit Krüppelwalmdach. | 08992495 |
| Direkt Bild zu diesem Denkmal hochladen | Wohnhaus | Markt 40 (Karte)                             | 2. Hälfte 18. Jahrhundert (eventuell älter) | Wohl zu den ältesten Häusern des Marktplatzes gehörend, nicht in der gleichen Flucht mit der übrigen Marktbebauung stehend und in seiner Gestaltung von dieser sich unterscheidend. ortsentwicklungsgeschichtlich, städtebaulich und baugeschichtlich von Bedeutung. Zweigeschossiger Bau, im ersten Obergeschoss beider Traufseiten Fachwerk (schieferverkleidet bzw. verbrettert), mit Krüppelwalmdach, zurückversetzt stehend, in der Gestaltung anders als die übrige Marktbebauung, sehr hohes Dach, Fenster unmittelbar unter der Traufe, es ist anzunehmen, dass das Gebäude wohl zu den ältesten noch erhaltenen Häusern in Hartha gehört. | 08992494 |
| Direkt Bild zu diesem Denkmal hochladen | Wohnhaus in Ecklage und geschlossener Bebauung | Nordstraße 2, 2a (Karte)                     | 1886 | Zeittypischer Mietshausbau, städtebaulich und baugeschichtlich von Wert. Zweigeschossiger Massivbau, verputzt, im Erdgeschoss Nutung, streng gefasste Fenster- und Türgewände mit schlichter Plinthe, Satteldach mit stehenden Gauben. | 08992503 |
| Direkt Bild zu diesem Denkmal hochladen | Mietshaus in geschlossener Bebauung in Ecklage | Pestalozzistraße 11 (Karte)                  | Um 1900 | Markantes Eckhaus in Klinkermischbauweise, bau- und stadtentwicklungsgeschichtlich von Bedeutung. Zwei-, teils dreigeschossiger Massivbau mit Eckrisalit und Zwerchgiebel und stehenden Gaupen, Erdgeschoss verputzt mit Nutung, Obergeschoss klinkerverkleidet, farbig alternierend, Fenster teils mit Verdachung und ornamentaler Stuckierung. | 09248001 |
| Direkt Bild zu diesem Denkmal hochladen | Mietshaus in geschlossener Bebauung | Pestalozzistraße 12 (Karte)                  | Um 1905 | Als einzigartiges ausgeprägtes Beispiel des floralen Jugendstils in Hartha von baugeschichtlicher und ortsbildprägender Bedeutung. Dreigeschossiger Massivbau mit Erker, viergeschossiger Eckrisalit, Sockelgeschoss rustizierend geputzt, klinkerverkleidet, Fenstergewände, Gesimse aufwändiges Architekturdekor. | 09247999 |
| Direkt Bild zu diesem Denkmal hochladen | Mietshaus in geschlossener Bebauung | Pestalozzistraße 16 (Karte)                  | Um 1905 | Putzbau mit zeittypischer Fassadendekoration, weitgehend authentisch erhalten, von stadtentwicklungsgeschichtlichem und baugeschichtlichem Wert. Dreigeschossiger Massivbau auf Bruchsteinsockel, Zwerchgiebel, ornamentaler Fassadenschmuck, Supraporte (Eule), Fenster erneuert. | 09247998 |
| Direkt Bild zu diesem Denkmal hochladen | Mietshaus in geschlossener Bebauung | Pestalozzistraße 18 (Karte)                  | Um 1905 | Zeittypischer, durch den Jugendstil beeinflusster Bau in Klinkermischbauweise, baukünstlerisch und geschichtlich von Bedeutung. Zweigeschossiger Massivbau mit Zwerchhaus, verputzt und teils klinkerverkleidet, Fenster- und Türgewände Werkstein bzw. geputzt, bauzeitliche Haustür, Fenster erneuert. | 09248015 |
| Direkt Bild zu diesem Denkmal hochladen | Haustor (Toreinfahrt) | Pestalozzistraße 21 (Karte)                  | Um 1890 | Authentisch erhaltenes Baudetail eines Mietshauses in handwerklich solider Ausführung, baugeschichtlich von Bedeutung. Türstock mit Beschlagwerksornamentik, typisches Beispiel qualitätvoller Tischlerarbeit in Neorenaissanceformen. | 08992502 |
| Weitere Bilder                          | Schule (Pestalozzi-Schule, ehemalige Bürgerschule), Turnhalle, Einfriedung, Freigelände um die Schule (Gartendenkmal) sowie Gehwege um die Schule (Pestalozzistraße, Richard-Wagner-Straße, Südstraße) | Pestalozzistraße 27 (Karte)                  | 1900–1901 | Drei- bzw. viergeschossiger Bau in teils repräsentativen neobarocken- und Neorenaissanceformen mit weitgehend erhaltener wandfester Ausstattung, Turnhalle als Saalbau mit Emporeneinbau in gleicher Gestaltung, parkartige Grünanlagen und bauzeitlicher Einfriedung, baugeschichtlich, ortsgeschichtlich und städtebaulich von Bedeutung. - Schule: Schuleinweihung laut stadtgeschichtlicher Literatur am 16. November 1902, dreigeschossiger bzw. viergeschossiger Massivbau auf Sockelgeschoss, repräsentativer Mittelrisalit mit flankierenden Seitenrisaliten mit genuteter Fassadenfront, Segmentbogenfenstern und Kolossalpilastern (Sandstein bzw. Putz), Haupteingänge von toskanischen Säulen mit Gebälk flankiert, Rundbogenfenster mit ornamentalen Zwickelfeldern, sandsteingefasster Okulus mit Uhr über Hauptgesims, Seitenflügel mit Segmentbogenfenstern, wohl ursprünglich klinkerverkleidet, um 1927 farbig verputzt, Hofansicht Klinker in Rot, bauzeitliche Ausstattung (wandfest) u. a.: stuckierte Treppenhäuser, Mosaikfußböden, Türlaibungen, Treppengeländer, Haupteingangs- und Zimmertüren, Fenster erneuert - Turnhalle: massiver Saalbau mit übergiebeltem Mittelrisalit, klinkerverkleidet mit geputzten Eckquaderungen und Segmentbogenfenstern in Naturstein (mit Glasbausteinen zugesetzt) - Einfriedung: Natursteinsockel mit aufwändigen Pfeilern in Klinkermauerwerk (verdacht) mit schmiedeeisernen Zaunfeldern, an der nördlichen Grundstücksgrenze Klinkermauer, Zugangstore: aufwändig gestaltetes Haupttor an der Pestalozzistraße, Nebenzugangstore: ein doppelflügliges Ziergittertor an der Richard-Wagner-Straße, zwei doppelflüglige Ziergittertore an der Südstraße - Freianlagen: parkartige Grünanlage mit regelmäßigem Wegesystem, zum Teil Klinkerbelag, teilweise wassergebundenen Decken, Baumreihe aus Winter-Linden (Tilia cordata) entlang der Grundstücksgrenze an der Pestalozzistraße, Reste einer Baumreihe aus Winter-Linden entlang der Grundstücksgrenze an der Heinrich-Heine-Straße, Baumraster aus sechs Winter-Linden nördlich und südlich des Seitenflügels, nördliches Baumraster nur noch drei Bäume vorhanden, außerdem Altbaumbestand aus u. a. Rot-Buche (Fagus sylvatica), Stiel-Eiche (Quercus robur) und Rosskastanie (Aesculus hippocastanum) - Pflasterung Gehwege: Belag aus Fitschener Platten auf den Gehwegen entlang der Pestalozzistraße, Richard-Wagner-Straße und Südstraße | 09247967 |
| Direkt Bild zu diesem Denkmal hochladen | Ehemaliges Postamt und Einfriedung | Pestalozzistraße 29 (Karte)                  | Zwischen 1903 und 1904 (Post); um 1904 (Einfriedung) | Repräsentativer Klinkerbau von bau- und ortsgeschichtlicher Bedeutung. Zweigeschossiger Massivbau mit Natursteinsockel, neogotischer Zwerchgiebel, Fenster mit Natursteingewände, bauzeitlicher Fahnenhalter, Einfriedung mit Natursteinsockel, Pfeilern und schmiedeeisernen Zäunen. | 09247976 |
| Direkt Bild zu diesem Denkmal hochladen | Mietshaus in geschlossener Bebauung | Pestalozzistraße 30 (Karte)                  | Bezeichnet mit 1896 | Mit Laden, Klinkermischbau mit Fassadendekorationen im Stil der Neorenaissance, baulich leicht vereinfacht, stadtentwicklungs- und baugeschichtlich von Bedeutung. Zweigeschossiger Massivbau mit Zwerchgiebel und stehende Gaupen, Sockelgeschoss verputzt mit Nutung (teilweise verändert), Obergeschoss mit farbigen Klinkern verkleidet, Architekturteile in Neorenaissanceformen. | 09248021 |
| Direkt Bild zu diesem Denkmal hochladen | Villa mit Einfriedung | Pestalozzistraße 31 (Karte)                  | Bezeichnet mit 1903 (Villa); um 1905 (Einfriedung) | Putzbau mit historisierendem Fassadendekor, stadtentwicklungs- und baugeschichtlich von Bedeutung. Zwei-, teils dreigeschossiger Massivbau mit Eckrisalit auf Sockelgeschoss, Eckquaderungen, teils Fensterverdachungen mit Ornamentik, Haus vor 2014 saniert. | 09248119 |
| Direkt Bild zu diesem Denkmal hochladen | Mietshaus in geschlossener Bebauung | Pestalozzistraße 32 (Karte)                  | Bezeichnet mit 1896 | Zeittypischer, baulich leicht überformter Bau in Klinkermischbauweise, stadtentwicklungs- und baugeschichtlich von Bedeutung. Zweigeschossiger Massivbau mit Zwerchgiebel und stehende Gaupen, Sockelgeschoss verputzt und verändert, Obergeschoss mit farbigen Klinkern verkleidet, Architekturteile in Neorenaissanceformen. | 09248020 |
| Direkt Bild zu diesem Denkmal hochladen | Villa | Pestalozzistraße 33 (Karte)                  | 1903/1904 | Villa des ehemaligen Fahrzeugfabrikanten Emil Faust, orts- und baugeschichtlich von Bedeutung. Zweigeschossiger Massivbau, Natursteinsockel verputzt mit Klinker, Fenstergewände neogotisch – Jugendstil, Bauherr war Tiefbauunternehmer Dathe, späterer Eigentümer Emil Faust, Fahrzeugfabrikant (Quelle: Stadtarchiv Hartha). | 09248118 |
| Direkt Bild zu diesem Denkmal hochladen | Mietshaus in geschlossener Bebauung | Pestalozzistraße 34 (Karte)                  | Um 1895 | Zweifarbiger Klinkerbau mit Putzstuckdekorationen aus den 1920er Jahren, stadtentwicklungs- und baugeschichtlich von Bedeutung. Zweigeschossiger Massivbau mit Zwerchgiebel und Blendarkade, Sockelgeschoss verputzt (um 1920), Obergeschoss mit farbigen Klinkern verkleidet, dort über Fenstern rundbogige Bleiglasfelder, stuckiert, im Erdgeschoss Putzstuckdekorationen: Fruchtkörbe auf gedrehten Säulen sowie Namenszug des damaligen Eigentümers: „Karl Hänsel“, originale Haustür. | 09248019 |
| Direkt Bild zu diesem Denkmal hochladen | Wohnhaus mit Garten und Einfriedung | Pestalozzistraße 35 (Karte)                  | 1905–1906 (Wohnhaus); 1906 (Einfriedung) | Ortsgeschichtlich, bau- und gartenkünstlerisch sowie städtebaulich von Bedeutung. 1905 Bau eines Wohnhauses auf dem Flurstück 230 für den Filzwarenfabrikanten Oskar Fein durch O. Krauspe; 1906 Errichtung eines Hintergebäudes (B. Fröhlich) und Einfriedung (O. Krauspe); 1926 Erweiterung der Anlage um das Flurstück 231f – Fortsetzung der Einfriedung und vermutlich Gartengestaltung; 1938 Abputz und Dachgeschossausbau am Wohnhaus (C. Reinschüssel) im Auftrag des Eigentümers Alfred Oemig. - Wohnhaus: zweigeschossiger Massivbau in offener Bebauung mit Zwerchgiebeln und Mansarddach, über Porphyrsockel verputzte Fassadenfronten (verändert) und Fenstern (erneuert) mit Natursteingewände, baukünstlerisch äußerst qualitätvolle, bauzeitliche Ausstattung: Treppenhausgeländer mit Kandelaber, das Gebälk tragende Karyatiden im Erdgeschoss, Fußbodenkacheln in floralen Formen des Jugendstils, Haus- und Wohnungstüren mit figürlichen und ornamentalen Ätzverglasungen, Kachelöfen, florale und lineare Stuckaturen in den Deckenbereichen der Wohnungsdielen und -zimmer - Hintergebäude: eingeschossiger Massivbau mit Pultdach, Fenster und Türen mit Natursteingewänden gefasst, verputzte Fassadenfronten (teilweise verändert) - Garten: von der ursprünglichen Anlage sind erhalten (s. hierzu gartendenkmalpflegerische Bestandserfassung): - Einfriedung inklusive Mauern und Pfeiler (Ziegelmauerwerk mit grauem Spezialputz), Sockel (Zyklopenmauerwerk, Rochlitzer Porphyr) sowie Zaunfelder und Tore (Ziergitter), Wege- und Platzflächen und deren Beläge (Einfahrt Großpflaster Granit, Eingänge weißrotes Seifensteinpflaster, ursprünglich alle Gartenwege, Solnhofer Platten mit Reststücken originaler Betonzierkante) - struktur- und raumbildende Bepflanzung: Eine Hänge-Esche (Frasinius excelsior ‚Pludula‘) als Laubenbaum, zwei geschnittene Linden an der Einfahrt, eine Trauer-Weide (Salixalba ‚Tristis‘) und Blütensträucher wie Rhododendron, Pfeifenstrauch (Philadelphus), Schneebeere (Symphoricarpos) und Flieder (Syringa), Ausstattungselemente wie Reste eines Pavillons (Fundamente) und einer Pergola (Fundamente der Pfosten), vier Pflanzgefäße (Unterbau Ziegel mit grauem Spezialputz, Pflanzgefäß Beton) und Wasserbecken (Beton); Quelle: Stadtarchiv Hartha, Baupolizeiamt, Bauakte Pestalozzistraße 35                                                                                       | 09247972 |
| Direkt Bild zu diesem Denkmal hochladen | Wohn- und Geschäftshaus in geschlossener Bebauung in Ecklage | Pestalozzistraße 36 (Karte)                  | Um 1900 | Zeittypischer, weitgehend original erhaltener Klinkerbau, baugeschichtlich, städtebaulich und ortsentwicklungsgeschichtlich von Bedeutung. Zwei-, teils dreigeschossiger Massivbau, klinkerverkleidet, aufwändige stuckierte Fassadengliederung in Neorenaissanceformen. | 09248024 |
| Direkt Bild zu diesem Denkmal hochladen | Mietshaus in geschlossener Bebauung | Pestalozzistraße 41 (Karte)                  | Um 1900 | Klinkermischbau in Neorenaissanceformen, baugeschichtlich von Bedeutung. Zweigeschossiger Massivbau mit Zwerchgiebel, Sockelgeschoss verputzt, Klinker, Haustor bauzeitlich, Fenster erneuert, stehende Gaupen. | 09247980 |
| Direkt Bild zu diesem Denkmal hochladen | Mietshaus in geschlossener Bebauung | Pestalozzistraße 42 (Karte)                  | Um 1905 | Zeittypisches Wohnhaus in Klinkermischbauweise, baugeschichtlich, ortsentwicklungsgeschichtlich und städtebaulich von Bedeutung. Zweigeschossiger Massivbau, teils klinkerverkleidet, mit Zwerchgiebel, Sockel mit Porphyr verkleidet, Fenster erneuert, Haustür bauzeitlich. | 09248023 |
| Direkt Bild zu diesem Denkmal hochladen | Mietshaus in geschlossener Bebauung | Pestalozzistraße 43 (Karte)                  | Um 1900 | Zeittypischer Klinkermischbau in Neorenaissanceformen, Teil eines zeitgleich entstandenen Straßenzuges, baugeschichtlich, ortsentwicklungsgeschichtlich und städtebaulich von Bedeutung. Zweigeschossiger Massivbau mit Zwerchgiebel, Sockelgeschoss verputzt, Klinker, Haustor um 1910, stehende Gaupen, vor 2014 denkmalgerecht saniert. | 09247979 |
| Direkt Bild zu diesem Denkmal hochladen | Mietshaus in geschlossener Bebauung | Pestalozzistraße 46 (Karte)                  | Um 1900 | Zeittypisches Wohnhaus in Klinkermischbauweise, baugeschichtlich, ortsentwicklungsgeschichtlich und städtebaulich von Bedeutung. Zweigeschossiger Massivbau, teils klinkerverkleidet, mit Zwerchgiebel, Sockel mit Porphyr verkleidet, Fenster erneuert, Haustür bauzeitlich. Breit lagerndes Gebäude in Klinkermischbauweise. Im Erdgeschoss ursprünglich mit Laden und seitlichem Tor (zur Garage umgebaut). Die Fenster und Türen wurden durch zeittypische Gewände mit geometrischen Verzierungen aus Werkstein eingefasst. Das Obergeschoss und der Frontgiebel wurden mit roten Klinkern verblendet. Zwischen den Fenstern, die Horizontale des Hauses betonend, wurden Klinkerbänder aus dunkelrot glasierten Klinkern angeordnet. Auch die Fenster des Obergeschosses wurden mit zeittypischen, qualitätvoll gestalteten Werksteingewänden versehen. eine ähnliche Gestaltung weist auch der Frontgiebel auf. Das Gebäude ist Teil eines annähernd zeitgleich entstandenen Straßenzuges, der durch sein einheitliches Erscheinungsbild beeindruckt. Das Haus dokumentiert gemeinsam mit der Nachbarbebauung eindrucksvoll die sog. „Baumeisterarchitektur“ des beginnenden 20. Jahrhunderts sowie die städtebauliche Entwicklung Harthas im Zusammenhang mit der Industrialisierung. Aus beidem ergibt sich die stadtentwicklungsgeschichtliche und baugeschichtliche Bedeutung des Hauses. | 09305517 |
| Direkt Bild zu diesem Denkmal hochladen | Mietshaus in geschlossener Bebauung | Pestalozzistraße 47 (Karte)                  | Um 1902 | Qualitätvoller Putzbau in Jugendstilformen, baugeschichtlich, ortsentwicklungsgeschichtlich und städtebaulich von Bedeutung. Zweigeschossiger Massivbau mit Zwerchgiebel (geschweift) verputzt, Tor bauzeitlich, Fenster erneuert, liegende Dachgaupen | 09247978 |
| Direkt Bild zu diesem Denkmal hochladen | Mietshaus in geschlossener Bebauung | Pestalozzistraße 48 (Karte)                  | 1901 datiert | Traditionelles Wohnhaus in Klinkermischbauweise, Teil eines gleichartigen Straßenzuges, baugeschichtlich, ortsentwicklungsgeschichtlich und städtebaulich von Bedeutung. Zweigeschossiger Massivbau, teils klinkerverkleidet, mit Zwerchgiebel, Sockel mit Porphyr verkleidet, Fenster erneuert. | 09248022 |
| Direkt Bild zu diesem Denkmal hochladen | Mietshaus in geschlossener Bebauung | Pestalozzistraße 52 (Karte)                  | Um 1905 | Weitgehend original erhaltener Putzbau mit zeittypischen Fassadendekorationen, baukünstlerisch, baugeschichtlich und städtebaulich von Bedeutung. Zweigeschossiger Massivbau, verputzt mit Zwerchgiebel (mit Zapfen), floral gefasster Hauptgesims, aufwändige Fenstergewände, teilweise mit Wandspiegel, bauzeitliche Eingangstür. | 09248018 |
| Direkt Bild zu diesem Denkmal hochladen | Mietshaus in geschlossener Bebauung | Pestalozzistraße 56 (Karte)                  | Um 1890 | Sachlich gestalteter Putzbau mit Deckenmalerei im Treppenhaus, baugeschichtliche und künstlerische Bedeutung. Zweigeschossiger Massivbau mit Zwerchgiebel, Erker und Walmdach, Fenster, Fassaden erneuert, Hausflur: Art-deco-Deckenmalerei mit Tierkreiszeichen und weiblichen Allegorien, wohl von Kunstmaler Hans Moller, Dresden, mit Deckenleuchte und Zwischentür um 1928 (Quelle Stadtarchiv Hartha). | 09247984 |
| Direkt Bild zu diesem Denkmal hochladen | Mietshaus in geschlossener Bebauung | Pestalozzistraße 68 (Karte)                  | Um 1905 | Zeittypisches Wohnhaus in Klinkermischbauweise in gutem Originalzustand von baugeschichtlichem, stadtentwicklungsgeschichtlichem und städtebaulichem Wert. Türstock mit Beschlagwerksornamentik, typisches Beispiel qualitätvoller Tischlerarbeit in Neorenaissanceformen. Zeittypisches Mietshaus in Klinkermischbauweise. Zweigeschossig mit fünf Fensterachsen im Obergeschoss. Hauseingang in der Mittelachse des Hauses, zurückgesetzt über eine Vortreppe zu erreichen. Die originale Haustür blieb erhalten. Das Obergeschoss wurde mit orangen Klinkern verblendet und mit roten Klinkerbändern gegliedert. Die Fenster wurden durch Klinkerformsteine (Stabprofilierung) eingefasst und gestalterisch durch kleine Reliefs mit Köpfchen und wappenartiger Darstellung hervorgehoben. Den Abschluss des Hauses bildet ein schiefergedecktes Satteldach mit großem vierachsigem Dacherker und kleinen Gauben seitlich. Das Haus ist Teil eines gleichzeitig entstandenen Straßenzuges in weitgehend einheitlicher Gestaltung. Der Straßenzug dokumentiert eindrucksvoll die im Zusammenhang mit der Industrialisierung stehende rasante Entwicklung der Stadt Hartha, woraus sich die stadtgeschichtliche Bedeutung auch des Einzelhauses ableitet. Der gute Originalzustand des Hauses ermöglicht einen eindrucksvollen Einblick in die sogenannten „Baumeisterarchitektur“ des beginnenden 20. Jahrhunderts, so dass dem Gebäude auch ein baugeschichtlicher Wert beizumessen ist. | 09305516 |
| Weitere Bilder                          | Kirche und Friedhof Hartha (Sachgesamtheit) | Pfarrgasse (Karte)                           | 1908 (Einweihung Neuer Friedhof) | Sachgesamtheit Kirche und Friedhof Hartha mit folgenden Einzeldenkmalen: Kirche mit Ausstattung und Einfriedung (09248114) sowie der Friedhofskapelle, den Kriegerdenkmalen der Kriege 1870/1871, 1914–1918, 1939–1945, dem Denkmal für Martin Luther und verschiedenen Gräbern (09247970), der gärtnerischen Friedhofsanlage (Gartendenkmal) sowie der Luther-Buche und der Siegeseiche (beide Gartendenkmale); qualitätvoll gestaltete Friedhofsanlage mit für die Stadtgeschichte bedeutsamen Denkmälern und Grabmälern, stadtgeschichtliche, künstlerische sowie gartenkünstlerische Bedeutung. Die Ursprünge reichen vermutlich in die Zeit der ersten Stadtkirche, die bereits 1506 abbrannte, mehrfach erweitert, in den Äquidistantenkarten 1874 noch ohne Friedhofskapelle und mit L-förmigen Grundriss, im Meilenblatt von 1821 mit Nachträgen bis 1876 in den Äquidistantenkarten von 1890 schon zu rechteckiger Grundriss erweitert, 1907 und 1912 nun mit der 1893 erbauten Kapelle, in den Messtischblättern von 1921, 1922 und 1939 Erweiterung auf die heutige Ausdehnung erkennbar, 1893 mit Eisengitterzaun umgrenzt sowie mit zwei Toren ausgestattet, 1897 nach Plänen des Landschaftsgärtners Otto Moßdorf aus Leipzig (auch Entwurf des Palmengartens in Leipzig) teilweise neu angelegt und mit Pflanzengruppen ausgeschmückt (Quelle: Georg Buchwald (Hrsg.): Neue sächsische Kirchengalerie. Band 10: Ephorie Leisnig. Leipzig 1900. Sp. 455–456.) Friedhofsgestaltung: Hauptzugang über Treppenanlage und doppelflügliges Ziergittertor im Westen der Kirche, weiterer Zugang südöstlich der Kirche, regelmäßiges Wegesystem mit teilweise geraden, teilweise in Bögen geführten Wegen und wassergebunden Decken, Hauptweg vom Zugang südöstlich der Kirche nach Norden an der Kapelle vorbei führend, südlich der Kapelle mit Resten einer Lindenreihe (Tilia spec.) bestanden, nördlich der Kapelle mit Allee aus Spitz-Ahorn (Acer platanoides), nördlich der Allee Querweg mit Allee aus Spitz-Ahorn (Acer platanoides), entlang der westlichen Friedhofsgrenze Allee aus Winter-Linden (Tilia cordata), nördlich der Kirche abgestorbene Trauer-Esche (Fraxinus excelsior ‚Pendula‘), in verschiedenen Bereichen Rhododendron-Bestände. | 09305441 |
| Weitere Bilder                          | Kirche mit Ausstattung und Einfriedung (Einzeldenkmal der Sachgesamtheit 09305441) | Pfarrgasse (Karte)                           | 1868–1870 (Kirche); Anfang 16. Jahrhundert (Schnitzfiguren); 1871 (Altar); 1897 (farbige Bleiglasfenster); 1911 (Orgel)                                           | Einzeldenkmal der Sachgesamtheit Kirche und Friedhof Hartha; ortsbildprägende neoromanische Hallenkirche von baugeschichtlicher, künstlerischer und geschichtlicher Bedeutung. 14. April 1868–13. November 1870 (Entwurf und Ausführung der Kirche), Massivbau (Naturstein) als große, dreischiffige Hallenkirche mit flachem Satteldach, Fassadenfronten des Schiffes mit Wandpfeilern, Rundbogenfenstern und darüberliegenden Zwerggalerien mit Zwillings- bzw. Drillingsfenstern, neoromanischen Doppelsäulen und Würfelkapitellen, eingezogener Westturm mit Zeltdach und ursprünglich flankierenden Turmfialen, Hauptportal als Rundbogen mit Rosette und Supraporte (Relief mit Verkündigungsengel), Hallenraum mit gusseisernen Säulen und überhöhten Kuppelgewölben teils mit Rippenbögen, umlaufende eingeschossige Empore, Kanzel auf Bündelpfeiler von Gotthilf Ludwig Möckel, 28 künstlerisch bedeutende Bleiglasfenster, Apsis mit Geburt, Auferstehung Christi und Ausgießung des hl. Geistes, obere Nordseite mit vier großen Propheten, obere Südseite mit vier Evangelisten, mittlere Emporenfenster Nordseite mit Philipp Melanchthon, Ulrich von Hutten und Friedrich dem Weisen, mittlere Emporenfenster Südseite mit Martin Luther, Johann dem Beständigen und Franz von Sickingen, untere Nordseite mit Gleichnis der zehn Jungfrauen, untere Südseite mit acht Ereignissen aus dem Leben Jesu, ursprünglich neoromanischer Altar mit Retabel (Möckel), Reliefplastik der Grablegung Christi aus carrarischem Marmor (Schwenk, Broßmann) bekrönt von einem Ciborium und vier flankierenden Apostelstatuen, (Möckel, Schwenk, Broßmann), Orgel der Firma Eule, Bautzen, 1910, Altarorgel, Firma Schuke, Potsdam, 1982, nach Außenrenovierung 1933–1935 natursteinsichtige Außenfronten der Kirche und des Turmes, nach Innenrenovierung 1959–1962 vereinfachte Ausmalung, 1970 u. a. Beseitigung der Altarretabel (Grablegung Christi heute in der Turmhalle) und zeitgenössische Ausstattung des Altarraumes, ebenda barocke Grabplatte von Familie Plenikowski. | 09248114 |
| Direkt Bild zu diesem Denkmal hochladen | Friedhofskapelle und Kriegerdenkmale der Kriege 1870/1871, 1914–1918, 1939–1945 sowie diverse Grabstätten und Denkmal von Martin Luther (Einzeldenkmale der Sachgesamtheit 09305441)                   | Pfarrgasse (Karte)                           | 1873 (Kriegerdenkmal Deutsch-Franz. Krieg und Lutherdenkmal); 1893 (Friedhofskapelle); zwischen 1914 und 1940 (Grabmale); 1989 (Kriegerdenkmal Zweiter Weltkrieg) | Einzeldenkmale der Sachgesamtheit Kirche und Friedhof Hartha; stadtgeschichtliche und künstlerische Bedeutung. - Friedhofskapelle: neoromanischer Klinkerbau (verputzt) mit Empore, Bleiverglasungen (1920er Jahre), Kapelle um 1893 erbaut, wohl um 1935 umgestaltet (Verputz, neues Rundbogenportal mit Inschrift: „Friede sei mit Euch“) - Grabmale: - Franz Hermann Müller (1916), Filzwarenfabrikant - Grabmal Familie Kipping (östliche Friedhofsmauer) - ehemaliges Grabmal Abel Hoffmann (1973), neu belegt und ergänzt durch Familie Kehl, bezeichnet mit „R. Pohlert, Bildhauer, Dresden. 1914“ - nicht auffindbar 2014: Ernst Arthur Fein (28. Februar 1923), Stadtrat und Fabrikbesitzer - Kriegerdenkmale: - Kriegerdenkmal 1870/1871 mit Skulptur einer Germania, datiert: 2. September 1873 - Kriegergedenkstätte 1914–1918: Obelisk mit Relief „Tröstender Christus mit kniender Frau“, weinend, flankiert von je vier Gedenktafeln mit Namen in Rochlitzer Porphyr, mit Wegeverbindung und Sitzbank, Entwurf von Oswin Hempel, Gedenkstein: Selmar, Werner (beide Dresden), Gedenktafeln: Steinmetzmeister Haberkorn (Rochlitz), hinter dem Obelisk Stiel-Eiche (Quercus robur) - Kriegergedenkstätte 1939–1945: Hochkreuz mit liegenden Gedenktafeln, 1989 - Denkmale/Gedenkbäume: - Denkmal mit Skulptur Martin Luther, um 1873 - „Siegeseiche“ – Friedenseiche 1871 zum Gedenken an Deutsch-Französischen Krieg - „Lutherbuche“, 1883, Hainbuche (Carpinus betulus) - weitere bauliche Anlagen: - Treppenanlage zum Markt (erneuert) - Einfriedung, Zyklopenmauerwerk aus Porphyr mit schmiedeeisernen Ziergittern | 09247970 |
| Direkt Bild zu diesem Denkmal hochladen | Wohnhaus | Steinaer Straße 2 (Karte)                    | Bezeichnet mit 1827 | Ländliches Wohnhaus mit verkleidetem bzw. verputztem Fachwerkobergeschoss in gutem Originalzustand, hausgeschichtlich, sozialgeschichtlich und ortsentwicklungsgeschichtlich von Bedeutung. Zweigeschossiger Bau, Erdgeschoss massiv, erstes Obergeschoss Fachwerk, verputzt bzw. verkleidet, Stichbogenportal mit Schlussstein aus Rochlitzer Porphyrtuff, Krüppelwalmdach. | 09248032 |
| Direkt Bild zu diesem Denkmal hochladen | Wohnhaus in geschlossener Bebauung (heute Gaststätte Silbertal) | Steinaer Straße 11 (Karte)                   | Bezeichnet mit 1846 | Zeittypischer Putzbau in gutem Originalzustand, bau- und ortsentwicklungsgeschichtlich von Bedeutung. Zweigeschossiger Massivbau, verputzt, Krüppelwalmdach mit originalem Dachhecht, klassizistische Tür- und Fenstergewände, sehr schlichter zeittypischer Bau, welcher das Bauhandwerk und die Lebensverhältnisse seiner Entstehungszeit anschaulich dokumentiert. | 09248033 |
| Direkt Bild zu diesem Denkmal hochladen | Türportal mit Schlussstein | Steinaer Straße 16 (Karte)                   | Bezeichnet mit 1798 | Zeittypisches Portalgewände eines Wohnhauses aus dem ausgehenden 18. Jahrhundert von stadtentwicklungsgeschichtlichem und baugeschichtlichem Wert | 09248030 |
| Direkt Bild zu diesem Denkmal hochladen | Wohnhaus in geschlossener Bebauung | Steinaer Straße 23 (Karte)                   | Um 1730 | Breit lagernder Putzbau über 12 Achsen mit bauzeitlichem Portalgewände und zwei übereinander angeordneten Dachhechten, bau- und ortsentwicklungsgeschichtlich von Bedeutung. Zweigeschossiger Massivbau, verputzt mit Fenster- und Türgewände, Naturstein – 2014 überputzt, teils verändert und erneuert, zwei Dachhechte, möglicherweise ursprünglich bis zu vier Wohnhäuser, welche später zu einem Gebäude zusammengefasst wurden. | 09248027 |
| Direkt Bild zu diesem Denkmal hochladen | Diakonatsgebäude | Steinaer Straße 25 (Karte)                   | 1890 | Ursprünglich vermutlich zweigeschossiger Putzbau mit dreigeschossigem Seitenrisalit in zeittypischer Bauweise, bau- und ortsgeschichtlich von Bedeutung. 1890 als Diakonat erbaut. Ursprünglich vermutlich zweigeschossiger Putzbau mit dreigeschossigem Seitenrisalit, später aufgestockt. Das weitgehend authentisch erhaltene Gebäude wird geprägt durch eine zeittypische Rustikagliederung im Erdgeschoss, einen Natursteinsockel sowie Gurt- und Fensterbankgesimse und Fensterverdachungen mit waagerechtem Gebälk bzw. Dreieckgiebel. Die Haustür blieb original erhalten, die Fenster wurden vorbildgerecht erneuert. Im Inneren des Hauses befand sich der Konfirmandensaal (heute Gemeindesaal), der auch zu Armenkommunionen und Abendandachten benutzt wurde. Die Baukosten des Hauses betrugen 24.000 Mark. Das Gebäude wird bis heute durch die Kirche genutzt. Neben der baugeschichtlichen Bedeutung als exemplarisches Beispiel des Bauhandwerks des ausgehenden 19. Jahrhunderts ergibt sich der Denkmalwert auch aus der ortsgeschichtlichen Bedeutung als eines der wichtigsten kirchlichen Gebäude der Stadt Hartha. | 09248026 |
| Direkt Bild zu diesem Denkmal hochladen | Wohnhaus (ursprünglich zwei Wohnhäuser) in geschlossener Bebauung | Steinaer Straße 29 (Karte)                   | 1846 datiert | Zeittypische Bürgerhäuser aus der Mitte des 19. Jahrhunderts in zeittypischer Ausprägung, bau- und ortsentwicklungsgeschichtlich von Bedeutung. Zweigeschossige Massivbauten, verputzt, Fenster- und Türgewände aus Rochlitzer Porphyr, Fenstergewände im Erdgeschoss beider Häuser weisen die für die 1. Hälfte des 19. Jahrhunderts typische Hohlkehle zur Aufnahme der Winterfenster auf, Ladeneinbau verändert, beide Gebäude wurden heute unter einer Hausnummer zusammengefasst. | 09248025 |
| Direkt Bild zu diesem Denkmal hochladen | Wohnhaus in offener Bebauung mit Einfriedung und Garten | Südstraße 2, 4 (Karte)                       | 1923 bis 1926 (Wohnhaus); 1926 (Einfriedung) | Neobarockes repräsentatives Doppelwohnhaus mit Gestaltungselementen des Art dèco, einer der bedeutendsten Wohnbauten großbürgerlichen Anspruchs in der Stadt Hartha mit weitestgehendem bauzeitlichen Erhaltungszustand, baukünstlerische und städtebauliche Bedeutung. - Wohnhaus: Bauherr war Fabrikbesitzer Wilhelm, Drahtlitzenfabrikant, zweigeschossiger Massivbau mit schiefergedecktem Mansarddach in repräsentativen neobarocken Formen, offene, großzügige Loggien auf der Gartenfront - Einfriedung: bauzeitlicher Holzzaun mit Sockel aus Zyklopenmauerwerk und Pfosten aus verputztem Ziegelmauerwerk - Garten: Baumreihe aus drei Winter-Linden (Tilia cordata) entlang der Grundstücksgrenze südlich des Hauses, drei Rosskastanien (Aesculus hippocastanum) nördlich des Hauses | 09247971 |
|                                         | Wohnhaus in offener Bebauung | Weststraße 10 (Karte)                        | Um 1895, später überformt | Vermutlich im ausgehenden 19. Jahrhundert erbautes Wohnhaus mit prägender Fassadenüberformung in den 1920er Jahren von bau- und stadtentwicklungsgeschichtlichem Wert. Zweigeschossiger Massivbau, verputzt mit Zwerchgiebel, Tor- und Fenstergewände mit Korbbögen, teils mit floralem Eierstab gefasst, Tor und Fenster erneuert. Um 1895 erbautes, einzeln stehendes Mietshaus. Vermutlich in den 1920er Jahren Neugestaltung der Fassade mit qualitätvollen Art-déco-Dekorationen. Frei stehender zweigeschossiger Putzbau, 4 × 2 Achsen, abgeschlossen durch ein Satteldach. Das Haus wird heute im Wesentlichen geprägt durch die Fassadengestaltung der 1920er Jahre, dabei insbesondere durch die Fenstereinfassungen, wie beispielsweise die durch Gesimse verbundenen Fenster im Obergeschoss oder die dekorative Einfassung der seitlichen Haustür. Der Sockel aus Natursteinen sowie die Fenstergrößen und die Anordnung der Fenster sind dagegen bauzeitlich. Das Haus vereint in sich Gestaltungselemente der Erbauungszeit und des Umbaus. Vermutlich gehörte das Haus zu den ersten in dem um 1900 vermutlich neu angelegten Straßenzug und dokumentiert damit gemeinsam mit der Nachbarbebauung die städtebauliche Entwicklung Harthas infolge der Industrialisierung im ausgehenden 19. Jahrhundert recht eindrucksvoll. Zugleich erlangt das Haus durch die genannte qualitätvolle Gestaltung das Bauhandwerk beider Bauphasen Zeugniswert des Bauhandwerks. Der Denkmalwert ergibt sich danach vorrangig aus der stadtentwicklungsgeschichtlichen und baugeschichtlichen Bedeutung des Hauses. | 09305518 |
|                                         | Mietshaus in geschlossener Bebauung | Weststraße 23 (Karte)                        | Um 1900 | Zeittypischer Bau in Klinkermischbauweise mit aufwendiger Fassadengestaltung in gutem Originalzustand, bau- und ortsentwicklungsgeschichtlich von Bedeutung. Zweigeschossiger Massivbau, verputzt mit Zwerchgiebel, Tor- und Fenstergewände mit Korbbögen, teils mit floralem Eierstab gefasst, Tor und Fenster erneuert. Das Gebäude zeichnet sich durch eine aufwendige, authentisch erhaltene Fassadengliederung aus. Das Erdgeschoss wird durch eine Rustikagliederung, die kräftig vortretenden Sohlbänke, gestützt durch pfeilerartige Vorlagen, sowie Diamantquader in den Brüstungsfeldern der Fenster und den in Form von Diamantquadern ausgebildeten Schlusssteinen geprägt. Die Haustür blieb original erhalten. Durch rote Klinkerverblender wurde die Obergeschossfassade verkleidet, welche durch Putzgesimse gegliedert wird. Weiterhin prägend für die Fassade sind die Fenstergewände mit vorkragenden Sohlbänken und Verdachungen. Die Fensterbrüstungen zwischen den Stützkonsolen der Sohlbänke wurden mit Balustern dekoriert. Den oberen Abschluss des Hauses bildet ein ebenfalls kräftig ausgebildetes Kranzgesims mit Stützkonsolen. Der leicht vortretende Seitenrisalit mit Dreieckgiebel weist die gleichen Gestaltungselemente auf. Das Gebäude gehört unzweifelhaft zu den besterhaltenen Mietshäusern des Straßenzuges und zeichnet sich durch eine besonders typische und original erhaltene Gestaltung aus. Damit ergibt sich der Denkmalwert dieses Mietshauses aus dem baugeschichtlichen sowie dem stadtentwicklungsgeschichtlichen Wert. | 09305519 |
|                                         | Mietshaus in geschlossener Bebauung | Weststraße 27 (Karte)                        | Um 1905 | Zeittypischer Putzbau mit Toreinfahrt in gutem Originalzustand, bau- und ortsentwicklungsgeschichtlich von Bedeutung. Zweigeschossiger Massivbau, verputzt mit Zwerchgiebel, Tor- und Fenstergewände mit Korbbögen, teils mit floralem Eierstab gefasst, Tor und Fenster erneuert. | 09248013 |
| Weitere Bilder                          | Wohnhaus in halboffener Bebauung | Weststraße 29 (Karte)                        | Um 1900 | Aufwendig gegliedertes Gebäude in Klinkermischbauweise, baugeschichtlich von Bedeutung. Zweigeschossiger Massivbau auf Natursteinsockel, Erdgeschoss mit Bandrustika geputzt, im ersten Obergeschoss verkleideter Klinker, Seitenrisalit mit Zwerchgiebel, Fenster erneuert, Eingangstor bauzeitlich. | 09248012 |

### Ehemalige Denkmäler (Hartha)
| Bild                                    | Bezeichnung | Lage                       | Datierung                                                                                                | Beschreibung | ID       |
| --------------------------------------- | --- | -------------------------- | --- | --- | -------- |
| Direkt Bild zu diesem Denkmal hochladen | Wohnhaus in geschlossener Bebauung | Karl-Marx-Straße 2 (Karte) | 18. Jahrhundert                                                                                          | Zu den ältesten Häusern des Straßenzuges gehörender Putzbau, geschichtliche Bedeutung. Zweigeschossiger Massivbau, verputzt, klassizistischer Türstock in Rochlitzer Porphyr, das Gebäude überstand als einziges Haus der Straßenzeile den Brand von 1846, bei dem große Teile der Neustadt (so u. a. die Karl-Marx-Straße 4–16) abbrannten. Nach dem steilen Dach zu urteilen, könnte das Haus zumindest teilweise Baubestände aus dem 17. oder 18. Jahrhundert aufweisen. 2020 abgerissen. | 09248008 |
| Direkt Bild zu diesem Denkmal hochladen | Wohnhaus, anschließendes Wohn- und Wirtschaftsgebäude, Hinterhaus und anschließende im Winkel stehende Seitengebäude und Scheune des ehemaligen Stadtgutes | Leisniger Straße 1 (Karte) | Um 1750 (Wohnhaus); 1835 datiert (Nebengebäude); 19. Jahrhundert (Hinterhaus, Scheune und Seitengebäude) | Ursprünglich der Versorgung der Stadtbevölkerung dienendes landwirtschaftliches Gut von großer ortsgeschichtlicher Bedeutung. Das Stadtgut diente ursprünglich der Versorgung der Stadtbewohner. Aus dem Adressbuch des Jahres 1931 geht hervor, dass im Stadtgut ein Fuhrgeschäft, eine Stuhlfabrik und eine Käsegroßhandlung untergebracht waren. Außerdem wohnten mehrere Personen im Gut. - Wohnhaus/Eckhaus: zweigeschossiger Massivbau, verputzt, Umbau des ersten Obergeschosses um 1925, Erdgeschoss Türstock (nach 1800) und Fenstergewände Rochlitzer Porphyr (Gewände mit zweifacher Hohlkehle – vermutlich um 1750), Krüppelwalmdach - Wohn- und Wirtschaftsgebäude (an Eckhaus anschließend): zweigeschossiger breit gelagerter Bau, teilmassiv, Fachwerk im Obergeschoss, klassizistischer Türstock, verputzt, Fenstergewände Erdgeschoss teilweise Porphyrtuff, hohes Satteldach mit Hecht über die gesamte Dachlänge - Hofgebäude: zweigeschossiger Massivbau, Natursteingewände im 1. Obergeschoss verputzt, teils Bruchsteinmauerwerk, später auch Ziegelmauerwerk, Satteldach mit Dachhecht - Stallgebäude und Scheune: eingeschossige Massivbauten mit segmentbogigen Toren bzw. großem Holztor, Walmdach bzw. Satteldach schiefergedeckt 2020 abgerissen. | 09248011 |
| Weitere Bilder                          | Alte Apotheke | Markt 3–5 (Karte)          | | Alte Apotheke | 08992482 |

## Diedenhain
| Bild                                    | Bezeichnung                                                                                            | Lage                   | Datierung                                                  | Beschreibung | ID       |
| --------------------------------------- | --- | ---------------------- | ---------------------------------------------------------- | --- | -------- |
| Weitere Bilder                          | Eisenbahnbrücke (Diedenhainer Viadukt)                                                                 | (Flurstück 89) (Karte) | 1846                                                       | Großer 14-bogiger Viadukt aus Naturstein mit gutem Originalzustand der Bahnstrecke Riesa–Chemnitz (6255; sä. RC), verkehrsgeschichtlich, technikhistorisch und bautechnisch von Bedeutung | 09248002 |
| Direkt Bild zu diesem Denkmal hochladen | Wohnstallhaus, Seitengebäude, Heiste und Miststatt sowie Hofpflasterung eines ehemaligen Vierseithofes | Diedenhain 25a (Karte) | 1824 datiert (Wohnstallhaus); um 1820/1830 (Seitengebäude) | Authentisch erhaltene Bestandteile eines ehemaligen Vierseithofes, baugeschichtlich, sozialgeschichtlich und ortsbildprägend von Bedeutung. - zweigeschossiges Wohnstallhaus: Erdgeschoss massiv, Erdgeschoss Fachwerk, Schweinestall/Heuboden - Remise: Fachwerk teilmassiv, Hofbelag vor dem Wohnhaus und Schweinestall Vom Vierseithof blieben das Wohnstallhaus und das im rechten Winkel zum Wohnhaus stehende Seitengebäude weitgehend original erhalten. Laut Inschrift am Gebäude wurde das Wohnstallhaus 1824 erbaut. Das Seitengebäude wird vermutlich annähernd zeitgleich errichtet worden sein. Bei beiden Gebäuden handelt es sich um landschafts- und zeittypische bäuerliche Wohn- und Wirtschaftsgebäude in Fachwerkbauweise mit massiven Erdgeschossen. Beim Wohnstallhaus blieben qualitätvolle Stichbogenportale mit Schlussstein erhalten. Abgeschlossen werden beide Häuser durch steile Satteldächer. Die Gebäude beeindrucken durch ihre Authentizität. So blieben offensichtlich die Tür- und Fensteröffnungen ebenso erhalten, wie teilweise sogar bauzeitliche Fenster. Vor beiden Häusern befindet sich eine Heiste, die den im Hof befindlichen Misthaufen eingeschlossen hatte. Weiterhin blieb alte Hofpflasterung erhalten. Das zweite Seitengebäude des ehemaligen Vierseithofes war schon zum Zeitpunkt der Denkmalneuerfassung nicht mehr erhalten gewesen. Das Dach der Scheune wurde nach 2003 entfernt, so dass die Scheune nicht mehr denkmalwürdig ist. Die erhaltenen Bestandteile des Bauernhofes sind eindrucksvolle Zeugnisse ländlichen Bauhandwerks ihrer Entstehungszeit, ebenso dokumentieren sie trotz verschiedener Anpassungen noch immer die Lebens- und Wirtschaftsbedingungen im Bauernhof des beginnenden 19. Jahrhunderts, so dass sich ihr Denkmalwert vor allem aus der baugeschichtlichen und sozialgeschichtlichen Bedeutung ableiten lässt. | 09248003 |

## Gersdorf
| Bild                                    | Bezeichnung | Lage                        | Datierung | Beschreibung | ID       |
| --------------------------------------- | --- | --------------------------- | --- | --- | -------- |
| Weitere Bilder                          | Napoleonstein: Gedenkstein in Erinnerung an den 5. Mai 1813 (Schlacht bei Obergersdorf) | (Flurstück 202/3) (Karte)   | Bezeichnet mit 1913 | Gedenkstein an die Schlacht bei Gersdorf, von regionalgeschichtlicher Bedeutung. Sockel aus Bruchstein, Natursteinstele, Inschrift „5. Mai 1813“, darüber gekreuzte Schwerter und eingelassene Kanonenkugel, aufgestellt am 5. März 1913. | 09207755 |
| Direkt Bild zu diesem Denkmal hochladen | Spritzenhaus mit Schlauchturm | Am Schanzenbach (Karte)     | Bezeichnet mit 1925 | Von orts- und technikgeschichtlicher Bedeutung, Schlauchturm von ortsbildprägender Wirkung. - Feuerwehrhaus: massiv, Krüppelwalmdach - hoher Schlauchturm auf quadratischem Grundriss, mit Holz verkleidet, Schieferhaube mit Wetterfahne (bezeichnet mit 1925) Gebäude sind saniert. | 09207783 |
| Direkt Bild zu diesem Denkmal hochladen | Brücke | Am Schanzenbach (Karte)     | Um 1800 | Bogenbrücke über dem Schanzenbach, Bestandteil der alten Dorfstruktur, von heimatgeschichtlichem Wert, aus Bruchsteinen errichtet | 09207794 |
| Direkt Bild zu diesem Denkmal hochladen | Brücke | Am Schanzenbach (Karte)     | Bezeichnet mit 1817 | Bogenbrücke über Dorfbach, wichtiger Bestandteil der alten Dorfstruktur, heimatgeschichtlich von Bedeutung. Bogenbrücke aus Bruchsteinmauerwerk, schlichtes Zweckbauwerk an der Hofzufahrt zum Hof Nummer 66. | 09207789 |
| Direkt Bild zu diesem Denkmal hochladen | Brücke | Am Schanzenbach (Karte)     | 19. Jahrhundert | Bogenbrücke über den Schanzenbach, wichtiger Bestandteil der alten Ortsstruktur, als Zeugnis alter Verkehrsverbindungen zwischen den Dörfern von regionalgeschichtlichem Wert. In Bogen gemauert, aus Porphyrbruchstein, Fahrbahn später verbreitert, damit Nordseite neu aufgemauert. | 09207799 |
| Direkt Bild zu diesem Denkmal hochladen | Brücke | Am Schanzenbach (Karte)     | 19. Jahrhundert | Kleine Bogenbrücke, wichtiger Bestandteil der Dorfstruktur, heimatgeschichtlich von Bedeutung, Hofzufahrt aus Bruchsteinmauerwerk | 09207787 |
| Direkt Bild zu diesem Denkmal hochladen | Wohnstallhaus eines Dreiseithofes | Am Schanzenbach 3 (Karte)   | Um 1800 | In seiner Bausubstanz weitgehend originales Fachwerk-Gebäude (verputzt bzw. verkleidet) in straßenbildprägender Lage, baugeschichtlich von Bedeutung. Erdgeschoss massiv, Obergeschoss Fachwerk (verschiefert bzw. Hoftraufseite verputzt), profilierte Steingewände, Anbau um 1900, saniert vor 2014 – Dachdeckung nicht denkmalgerecht, Konstruktion und Dachstuhl blieben erhalten. | 09207802 |
| Direkt Bild zu diesem Denkmal hochladen | Wohnstallhaus, Scheune und zwei Seitengebäude eines Vierseithofes | Am Schanzenbach 20 (Karte)  | Um 1900 (Wohnstallhaus); 1. Hälfte 19. Jahrhundert (Seitengebäude und Vierseithof)                                                                 | Geschlossen erhaltener Vierseithof mit weitgehend authentisch erhaltenen Wohn- und Wirtschaftsgebäuden, teilweise in Fachwerkbauweise, von ortsbildprägender und heimatgeschichtlicher Bedeutung. - Wohnstallhaus: massiv, profilierte Fenstergewände, Krüppelwalmdach, alte Haustür - 1. Seitengebäude: Fachwerk-Obergeschoss und Giebel, ortsbildprägend - 2. Seitengebäude: massiv - Scheune: Erdgeschoss massiv, Obergeschoss Fachwerk, Krüppelwalmdach | 09207801 |
| Direkt Bild zu diesem Denkmal hochladen | Häusleranwesen | Am Schanzenbach 27 (Karte)  | Um 1800 | Den Dorfkern prägendes Häuslerhaus mit Fachwerk-Obergeschoss, bau- und heimatgeschichtlich von Bedeutung. Zweigeschossig, Erdgeschoss massiv, Satteldach mit Schiefer, urspr. vollständig Fachwerk-Obergeschoss, nach Sanierung vor 2014 Giebel massiv ersetzt, dafür Fachwerk freigelegt, Erdgeschoss hat durch Sanierung sein ursprüngliches Erscheinungsbild verloren, nach Sanierung kommt dem Gebäude nur noch ein sehr geringer Denkmalwert zu. | 09207795 |
| Direkt Bild zu diesem Denkmal hochladen | Häusleranwesen (eventuell ehemalige Schmiede) mit Erweiterungsbau, Schuppen, Werkstattgebäude und Einfriedung | Am Schanzenbach 29 (Karte)  | 18. Jahrhundert | Ortsbildprägender Gebäudekomplex mit alter Fachwerk-Konstruktion (Kopfstreben) am Hauptgebäude, baugeschichtlich und ortsbildprägend von Bedeutung. Zweigeschossig, Erdgeschoss massiv, Giebel Fachwerk verkleidet, Satteldach. | 09207793 |
| Direkt Bild zu diesem Denkmal hochladen | Wohnstallhaus, zwei Seitengebäude, Torbogen und Hofpflasterung eines Vierseithofes | Am Schanzenbach 33 (Karte)  | Bezeichnet mit 1811 | Weitgehend original erhaltene Fachwerk-Gebäude, baugeschichtlich, heimatgeschichtlich und ortsbildprägend von Bedeutung. - Wohnstallhaus: Erdgeschoss massiv, Obergeschoss Fachwerk (verputzt), Giebelseite verändert, zwei Stichbogenportale mit Schlussstein (datiert 1811), 1 Giebelseite verkleidet - 1. und 2. Seitengebäude: Erdgeschoss massiv, Obergeschoss Sichtfachwerk, Steingewände im Erdgeschoss, Satteldach - 3. Seitengebäude: mit Scheunentrakt (Fachwerk) | 09207792 |
| Direkt Bild zu diesem Denkmal hochladen | Seitengebäude, Wohnstallhaus und Torbogen eines Vierseithofes | Am Schanzenbach 39 (Karte)  | Um 1800 | Schützenswert aufgrund der erhaltenen Hofstruktur mit teilweise Fachwerk-Gebäude, bau- und heimatgeschichtlich von Bedeutung. - Wohnstallhaus: zweigeschossig, Erdgeschoss massiv, Obergeschoss Fachwerk (verputzt), Satteldach - 1. Seitengebäude: Erdgeschoss massiv, Obergeschoss in Teilen Fachwerk, originale Schiebefenster, Stichbogenportal mit Schlussstein | 09207790 |
| Direkt Bild zu diesem Denkmal hochladen | Seitengebäude eines Dreiseithofes | Am Schanzenbach 45 (Karte)  | Um 1800 | In seiner Bausubstanz original erhaltene Fachwerk-Gebäude, heimatgeschichtlich und ortsbildprägend von Bedeutung. Zweigeschossig, Erdgeschoss massiv, Obergeschoss Fachwerk, Giebel Fachwerk, Satteldach. | 09207788 |
| Direkt Bild zu diesem Denkmal hochladen | Seitengebäude sowie Pflasterung (ehemals zum Pferdegöpel gehörend) eines ehemaligen Vierseithofes | Am Schanzenbach 46 (Karte)  | 1. Hälfte 18. Jahrhundert | Weitgehend original erhaltenes Gebäude dokumentiert ländliche Lebens- und Bauweise, haus- und heimatgeschichtlich von Bedeutung. Erdgeschoss massiv, Obergeschoss Fachwerk, Giebelseite verkleidet, Satteldach. | 09207791 |
| Direkt Bild zu diesem Denkmal hochladen | Scheune eines Vierseithofes | Am Schanzenbach 70 (Karte)  | Um 1900 | Ortsbildprägendes Fachwerk-Gebäude in sehr gutem Originalzustand. Fachwerk-Konstruktion, eine Giebelseite massiv. | 09207786 |
| Direkt Bild zu diesem Denkmal hochladen | Gasthof und Scheune | Am Schanzenbach 72 (Karte)  | Um 1800 (Scheune); bezeichnet mit 1818 (Gasthof)                                                                                                   | Dorfbildprägendes Fachwerk-Gebäude mit zugehöriger massiver Scheune von orts- und baugeschichtlicher Bedeutung. Zweigeschossig, Erdgeschoss massiv, Obergeschoss Fachwerk, Stichbogenportal mit Schlussstein, bauliche Erweiterung aus der 2. Hälfte des 19. Jahrhunderts, Satteldach. | 09207785 |
| Direkt Bild zu diesem Denkmal hochladen | Seitengebäude eines großen Dreiseithofes | Am Schanzenbach 77a (Karte) | 2. Hälfte 19. Jahrhundert | Zeittypischer ehemaliger Pferdestall aus dem 19. Jahrhundert in gutem Originalzustand, baugeschichtlich von Bedeutung. Zweigeschossig, Erdgeschoss massiv mit zwei Segmentbogen-Toren, Obergeschoss zum Teil Fachwerk, Betonung der Mittelachse durch Dacherker und Dreiecksgiebel. | 09207780 |
| Direkt Bild zu diesem Denkmal hochladen | Wohnstallhaus und Durchfahrtsscheune eines Vierseithofes | Am Schanzenbach 78 (Karte)  | Um 1700 (Wohnstallhaus); 18. Jahrhundert (Scheune)                                                                                                 | Wohnstallhaus mit für die Gegend selten erhaltener Fachwerk-Konstruktion mit Thüringer-Leiter-Motiv und Wildem Mann, von hausgeschichtlichem Wert, vermutlich eines der ältesten Gebäude des Ortes. - Wohnstallhaus: zweigeschossig, Erdgeschoss massiv und überformt, Obergeschoss Fachwerk, sichtbare Balkenköpfe, Satteldach, profilierte Schwelle - Scheune: Fachwerk-Konstruktion, Durchfahrt - kleiner Anbau: möglicherweise Kellereingang | 09207782 |
| Direkt Bild zu diesem Denkmal hochladen | Wohnstallhaus und zwei Seitengebäude eines ehemaligen Vierseithofes | Am Schanzenbach 80 (Karte)  | 2. Hälfte 17. Jahrhundert (Wohnstallhaus); 19. Jahrhundert (Seitengebäude)                                                                         | Aufgrund der intakten Hofstruktur mit Fachwerk Gebäuden von großem baugeschichtlichen und regionalgeschichtlichen Wert, ortsbildprägend. Teil Fachwerk-Gebäude, steile Satteldächer, Fachwerk-Scheune. | 09207781 |
| Direkt Bild zu diesem Denkmal hochladen | Ehemaliges Wohnstallhaus | Am Schanzenbach 95 (Karte)  | Um 1700 | Aufgrund der alten Fachwerk-Konstruktion mit Thüringer-Leiter-Motiv (Balusterform) und Kopfstreben von bauhistorischem Wert. Zweigeschossig, Erdgeschoss massiv, Obergeschoss zum Teil Fachwerk, Fachwerk zum Teil zerschnitten (breite Fenster), Satteldach, rückwärtig wurde das Haus später um eine Fensterachse verbreitert, zugewandte Traufseite im Obergeschoss mit Thüringer Leiter mit Balustern, Giebelseite nach Umbau massiv. | 09207776 |
| Direkt Bild zu diesem Denkmal hochladen | Häusleranwesen mit angebautem Schuppen | Am Schanzenbach 96 (Karte)  | 1. Hälfte 18. Jahrhundert | Vermutlich zu den ältesten Häuslerhäusern des Dorfes gehörendes Fachwerkhaus (verkleidet) mit Frackdach und angefügtem Anbau straßenseitig, haus- und sozialgeschichtlich von Bedeutung. Zweigeschossiges Fachwerkhaus, vermutlich im 18. Jahrhundert erbaut, mit massivem Erdgeschoss und rückwärtigem massiven Anbau, ein weiterer Anbau straßenseitig, beide mit Schleppdach. Sehr kleine Rechteckfenster nahe der Traufe. Hausabschluss durch straßenseitig vorkragendes Satteldach. Das Gebäude wurde baulich leicht verändert, die Grundstruktur des Hauses einschließlich seiner konstruktiven Elemente blieb jedoch im Wesentlichen unverändert erhalten. Es dürfte zu den ältesten Häuslerhäusern des Dorfes gehören und erlangt somit durchaus eine große hausgeschichtliche und regionalgeschichtliche Bedeutung. | 09305349 |
| Direkt Bild zu diesem Denkmal hochladen | Zwei Seitengebäude, Portal am Wohnstallhaus und Torbogen eines Vierseithofes | Am Schanzenbach 97 (Karte)  | Bezeichnet mit 1825 (Portal am Wohnstallhaus); 2. Hälfte 19. Jahrhundert (Seitengebäude); 3. Viertel 19. Jahrhundert (Auszugshaus und Toreinfahrt) | Weitestgehend originale Gebäude, Hofstruktur intakt, dokumentiert alte Dorfstruktur, regionalgeschichtlich bedeutsam. - 1. Seitengebäude: Erdgeschoss massiv (überformt), Obergeschoss Fachwerk, Krüppelwalmdach - 2. Seitengebäude: massiv, Stichbogenportal (Porphyr) - Portal befindet sich am Wohnstallhaus, dieses ist ohne Denkmalwert | 09207775 |
| Direkt Bild zu diesem Denkmal hochladen | Häusleranwesen | Am Schanzenbach 98 (Karte)  | 1. Hälfte 18. Jahrhundert | In seiner Konstruktion erhaltenes Fachwerkhaus vermutlich aus dem frühen 18. Jahrhundert, später baulich überformt, heimatgeschichtlich von Bedeutung. Mit massivem Erdgeschoss und heute verputztem Fachwerkobergeschoss. Abgeschlossen wird das Gebäude durch ein relativ steiles Satteldach. Trotz baulicher Veränderungen blieben die konstruktiven Merkmale des Hauses sowie das Wand-Öffnungs-Verhältnis und die Kubatur erhalten. Damit dokumentiert das Haus nach wie vor die ländliche Bauweise des 18. Jahrhunderts sowie die Lebensweise der ländlichen Bevölkerung. Der Denkmalwert ergibt sich demnach aus dem bau- und sozialgeschichtlichen Aussagewert. | 09305348 |
| Direkt Bild zu diesem Denkmal hochladen | Wohnstallhaus, Seitengebäude und Scheune eines Vierseithofes | Am Schanzenbach 103 (Karte) | Um 1800 (Wohnstallhaus); 19. Jahrhundert (Scheune); bezeichnet mit 1853 (Wohnstallhaus)                                                            | In seiner Hofstruktur erhaltenes Bauerngut in gutem Originalzustand, zum Teil Fachwerk-Gewände, heimatgeschichtlich von Bedeutung. - Wohnstallhaus: massiv, Wand-Öffnungs-Verhältnis intakt, Porphyrgewände, zwei profilierte Porphyrportale mit Verdachung und Inschrift, Satteldach - Seitengebäude: Erdgeschoss massiv, Porphyrgewände, Stichbogenportal, Obergeschoss Fachwerk, zum Hof hin freiliegend, Talseite massiv - große Scheune: mit Gewölbekeller, Hocheinfahrt Das nordwestliche der drei denkmalgeschützten Gebäude zwischen 2018 und 2020 abgerissen. | 09207773 |
| Direkt Bild zu diesem Denkmal hochladen | Wohnstallhaus, Scheune und zwei Seitengebäude eines Vierseithofes | Am Schanzenbach 114 (Karte) | 1. Hälfte 19. Jahrhundert (Seitengebäude); 2. Hälfte 19. Jahrhundert (Wohnstallhaus und Scheune)                                                   | Landschaftstypische, intakte Hofstruktur, ortsbildprägende Fachwerk-Gebäude in weitgehend originalem Zustand, heimatgeschichtlich von Bedeutung. - Wohnstallhaus: massiv, steinerne Gewände, Portal mit profilierter Verdachung - beide Seitengebäude: Erdgeschoss massiv (spätere Garageneinbauten), Obergeschoss Fachwerk, Satteldach - Scheune: massiv mit Fachwerk-Obergeschoss zur Hofseite, Satteldach | 09207774 |
| Direkt Bild zu diesem Denkmal hochladen | Seitengebäude eines Vierseithofes | Am Schanzenbach 119 (Karte) | Bezeichnet mit 1860 | Ortsbildprägendes Fachwerk-Gebäude in weitgehend originalem Zustand, zwei originale Portale zur Hofseite erhalten, baugeschichtlich von Bedeutung. Zweigeschossig, Erdgeschoss massiv, Obergeschoss Fachwerk, Satteldach, Portale bezeichnet. | 09207757 |
| Direkt Bild zu diesem Denkmal hochladen | Wohnstallhaus und Scheune eines Dreiseithofes | Am Schanzenbach 123 (Karte) | 1. Hälfte 19. Jahrhundert (Wohnstallhaus); 19. Jh. (Scheune)                                                                                       | Weitgehend originale Gebäude, mit Fachwerk-Konstruktion, in ortsbildprägender Lage am Dorfeingang gelegen, heimatgeschichtlich von Bedeutung. - Wohnstallhaus: zweigeschossig, Erdgeschoss massiv, Obergeschoss Fachwerk, Satteldach, Fachwerk verkleidet - Scheune: Fachwerk-Gebäude, zur Straße hin mit Wellblech verkleidet | 09207756 |
| Direkt Bild zu diesem Denkmal hochladen | Zwei Seitengebäude eines Vierseithofes | Am Schanzenbach 126 (Karte) | Um 1800 | Zeittypische ländliche Wirtschaftsgebäude in weitgehend originalem Zustand in ortsbildprägender Lage, heimatgeschichtlich von Bedeutung. - 1. Seitengebäude: zweigeschossig, Erdgeschoss massiv, Obergeschoss Fachwerk und zum Teil massiv, Satteldach - 2. Seitengebäude: straßenbildprägendes Fachwerk-Obergeschoss, zur Hofseite Stichbogenportal im massiven Erdgeschoss, entstellender Garageneinbau | 09207772 |
| Direkt Bild zu diesem Denkmal hochladen | Wohnstallhaus eines kleinen Bauernhofes | Am Schanzenbach 130 (Karte) | 17. Jahrhundert | Von wissenschaftlich-dokumentarischem Wert, sehr alte Fachwerk-Konstruktion mit gekreuzten Streben. Zweigeschossig, im Erdgeschoss originale Steingewände, Bruchsteinsockel, Lehmziegel, Obergeschoss Fachwerk einrieglig mit gekreuzten Eckstreben und Lehmausfachung, Satteldach, schlechter Bauzustand, langjährig leerstehend, im Verfall begriffen, im Erdgeschoss unterfahren, möglicherweise giebelseitig verlängert oder Wohn- und Wirtschaftsteil waren unter einem Dach vereint. Dem Haus kommt eine besondere hausgeschichtliche Bedeutung zu. | 09207771 |
| Weitere Bilder                          | Paltrockwindmühle mit technischer Ausstattung | An der Mühle 1 (Karte)      | 1865 | Gut erhaltene Mühle einschließlich der zugehörigen Technik, landschaftsprägend sowie orts- und technikgeschichtlich von Bedeutung. Hölzerner Mühlenkasten, 1950 Umbau und Erweiterung, elektrischer Antrieb, Schienenkranz erhalten, um 1984 noch voll funktionsfähig. 1865 als Bockwindmühle erbaut und 1951 zur Paltrockwindmühle umgebaut. In dieser Form blieb sie bis heute im Wesentlichen unverändert erhalten. Bis in die 1970er Jahre war die Mühle in Betrieb. Seit 2000 erfolgten Rekonstruktionen des Daches, der Unterkonstruktion mit der Rollenanlage sowie des Windrosengestelles auf dem Dach. Die Mühlentechnik blieb weitgehend erhalten. Die Mühle steht östlich des Dorfes Gersdorf und prägt durch ihren Standort maßgeblich das Landschaftsbild. Auf Grund ihres guten Erhaltungszustandes kommt ihr eine große technikgeschichtliche (Geschichte des Mühlenbaus) sowie eine ortsgeschichtliche Bedeutung zu (Quellen: Internetseite der Stadt Hartha 2014. Windmühlen und Wassermühlen einst und heute. Hg. v. Landratsamt Döbeln, Kulturamt o. J., S. 26)                                                      | 09207758 |
| Weitere Bilder                          | Dorfkirche, Kirchhof und Pfarrhof Gersdorf (Sachgesamtheit) | Kirchberg (Karte)           | 1801–1805 | Sachgesamtheit Dorfkirche und Kirchhof Gersdorf mit den Einzeldenkmalen: Kirche, Mauer, zwei Kriegerdenkmale und Parentationshalle (09207796) sowie Pfarrhaus, Seitengebäude und Scheune des Pfarrhofs (09207797) sowie dem Pfarrgarten (Sachgesamtheitsteil); ortsbildprägende klassizistische Saalkirche von Johann Gottlieb Ilgen, auf Anhöhe gelegen, umgeben von durch eine Bruchsteinmauer umschlossenen Kirchhof, von ortsgeschichtlicher und ortsbildprägender Bedeutung. Aus der besonderen gesellschaftspolitischen Stellung von Kirche und Kirchhof im Gemeindeleben leitet sich der hohe ortsgeschichtliche Wert der beschriebenen Bestandteile der Sachgesamtheit „Dorfkirche und Kirchhof Gersdorf“ ab. Hinzu kommt die der dominanten Spornlage zu verdankende ortsbildprägende Bedeutung. | 09303688 |
| Weitere Bilder                          | Kirche mit Ausstattung, Mauer, Kriegerdenkmal für Gefallene des Ersten Weltkrieges, vier Soldatengräber des Zweiten Weltkrieges und Parentationshalle sowie Mord- und Sühnekreuz am südlichen Kirchhoftor (Einzeldenkmale der Sachgesamtheit 09303688) | Kirchberg (Karte)           | 1480 (Sakramentshäuschen); 1515/1520 (Kruzifix); 1801–1805 (Kirche); 1870 (Orgel); 1906 (Kirchenfenster)                                           | Einzeldenkmale der Sachgesamtheit Dorfkirche, Kirchhof und Pfarrhof Gersdorf; ortsbildprägende klassizistische Saalkirche von Johann Gottlieb Ilgen, auf Anhöhe gelegen, umgeben von altem durch eine Bruchsteinmauer umschlossenen Kirchhof, Anlage von ortsgeschichtlicher und ortsbildprägender Bedeutung | 09207796 |
| Direkt Bild zu diesem Denkmal hochladen | Pfarrhaus und Seitengebäude mit angebauter Scheune des Pfarrhofes (Einzeldenkmale der Sachgesamtheit 09303688) | Kirchberg 1, 3 (Karte)      | Um 1800 (Scheune und Seitengebäude); 1860 (Pfarrhaus)                                                                                              | Einzeldenkmale der Sachgesamtheit Dorfkirche, Kirchhof und Pfarrhof Gersdorf; geschlossen erhaltenes Bauensemble von ortsgeschichtlicher sowie ortsbildprägender Bedeutung. Pfarrhof heute bestehend aus dem 1860 neu erbauten Pfarrhaus sowie dem zum Pfarrhof gehörenden Seitengebäude mit angebauter Scheune, vermutlich um 1800 erbaut. Zum Pfarrhof gehört ein Pfarrgarten, der dem Pfarrhaus gegenüber liegt und direkt mit dem Kirchhof verbunden ist. Über eine Steintreppe kann der erhöht liegende Garten vom Pfarrhof aus betreten werden. Die heutige Anlage geht vermutlich nicht auf eine Vorgängeranlage zurück. - Pfarrhaus: an Stelle des Vorgängerbaus 1860 vom Baumeister Möhler aus Altgeringswalde erbaut. Massiver Putzbau, profilierter Türstock, Porphyrgewände - Seitengebäude: zweigeschossig, Erdgeschoss massiv mit aufwendigen Porphyrgewänden (Segmentbogen), Obergeschoss Fachwerk, Giebelseite massiv - Scheune direkt an Giebelseite des Seitengebäudes angebaut, verputzter eingeschossiger Fachwerkbau, vermutlich annähernd zeitgleich mit dem Seitengebäude errichtet, Satteldach mit Dachhäuschen | 09207797 |
| Direkt Bild zu diesem Denkmal hochladen | Häuslerhaus | Kirchberg 11 (Karte)        | 1. Hälfte 19. Jahrhundert | Zeittypisches, ländliches Wohnhaus in gutem Originalzustand von heimat- und ortsentwicklungsgeschichtlichem Wert. Erdgeschoss massiv, Steingewände, Obergeschoss Fachwerk (verputzt), Satteldach (Schiefer). | 09207798 |
| Direkt Bild zu diesem Denkmal hochladen | Ehemaliges Wohnstallhaus eines Bauernhofes | Pfarrhäuser 25 (Karte)      | 18. Jahrhundert | In seiner Konstruktion und Grundstruktur erhaltenes ländliches Wohn- und Wirtschaftsgebäude mit verputztem Fachwerkobergeschoss von ortsentwicklungs- und baugeschichtlichem Wert. Zweigeschossig, Erdgeschoss massiv, leicht verändert, Obergeschoss Fachwerk verputzt, kleine Fensteröffnungen nahe der Traufe, steiles Satteldach, Dachneigung und Anordnung der Fenster sprechen für ein relativ hohes Alter – eine Bauzeit vor 1800 ist mit Sicherheit anzunehmen. | 09207759 |

## Kieselbach
| Bild                                    | Bezeichnung                                                                           | Lage                     | Datierung | Beschreibung | ID       |
| --------------------------------------- | ------------------------------------------------------------------------------------- | ------------------------ | --- | --- | -------- |
| Direkt Bild zu diesem Denkmal hochladen | Vierseithof mit Wohnstallhaus, zwei Seitengebäuden (eines heute Wohnhaus) und Scheune | Kieselbach 1, 1a (Karte) | 2. Hälfte 19. Jahrhundert (Seitengebäude und Scheune); um 1900 (Wohnstallhaus)                                                  | In seiner Hofstruktur original erhaltener Vierseithof mit baugeschichtlich interessanten Baudetails wie einer Kumthalle, von heimat- und baugeschichtlicher Bedeutung. - Wohnstallhaus: massiv, zweigeschossig, Porphyrgewände, Satteldach, Überformungen im Erdgeschoss - Seitengebäude: massiv, Porphyrportal mit Verdachung, Porphyrgewände - Scheune: massiv - Stallgebäude: dreibogige Kumthalle, Erdgeschoss durch Garageneinbau überformt | 09207766 |
| Direkt Bild zu diesem Denkmal hochladen | Wohnstallhaus, Scheune und Seitengebäude eines Dreiseithofes                          | Kieselbach 2 (Karte)     | Mitte 19. Jahrhundert | In seiner Hofstruktur original erhaltener kleiner Dreiseithof mit Fachwerk-Gebäuden, straßenbildprägend und heimatgeschichtlich von Bedeutung. - Wohnstallhaus: zweigeschossig, Erdgeschoss massiv, Obergeschoss Fachwerk, Krüppelwalmdach - Seitengebäude: Erdgeschoss massiv, Obergeschoss Fachwerk, Satteldach - Scheune: Fachwerk-Konstruktion, Satteldach | 09207765 |
| Direkt Bild zu diesem Denkmal hochladen | Wohnstallhaus eines Dreiseithofes                                                     | Kieselbach 3 (Karte)     | 1. Hälfte 19. Jahrhundert | Zeittypisches bäuerliches Wohnhaus, baulich leicht überformt, in straßenbildprägender Lage von heimatgeschichtlichem Wert. Zweigeschossig, Erdgeschoss massiv, Obergeschoss Fachwerk, Giebelseite zur Straße massiv, Satteldach, bauliche Veränderungen: Giebel massiv, Stalltür nicht erhalten, Stubenbereich verändert, Fensteröffnungen verändert, geringer Denkmalwert. | 09207764 |
| Direkt Bild zu diesem Denkmal hochladen | Wohnstallhaus, zwei Seitengebäude und Scheune eines Vierseithofes                     | Kieselbach 6 (Karte)     | Bezeichnet mit 1836 (Seitengebäude); um 1870 (Seitengebäude); 1872 datiert (Wohnstallhaus); 2. Hälfte 19. Jahrhundert (Scheune) | In seiner Struktur original erhaltener, dominant liegender Vierseithof mit typischen ländlichen Wohn- und Wirtschaftsgebäuden mit zahlreichen interessanten Baudetails wie eine dreibogigen Kumthalle (Stallgebäude), haus- und heimatgeschichtlich von Bedeutung. - Wohnstallhaus: zweigeschossig, massiv, Satteldach, Porphyrgewände - Seitengebäude: zweigeschossig, Obergeschoss Fachwerk, steinerne Gewände, Segmentbogenportale, eines mit bezeichnetem Schlussstein, Satteldach - Scheune: massiver Bau - Stallgebäude: zweigeschossig, massive Bauweise, Porphyrgewände, dreibogige Kumthalle (Säulen) | 09207763 |
| Direkt Bild zu diesem Denkmal hochladen | Häusleranwesen                                                                        | Kieselbach 9 (Karte)     | 1. Hälfte 19. Jahrhundert | Unmittelbar an der Dorfstraße gelegenes zeittypisches Fachwerk-Wohngebäude in gutem Originalzustand von regionalgeschichtlichem Wert. Zweigeschossig, Erdgeschoss massiv (mit Überformungen), Obergeschoss Fachwerk, Giebelseite massiv, Satteldach. | 09207770 |
| Direkt Bild zu diesem Denkmal hochladen | Seitengebäude eines Dreiseithofes                                                     | Kieselbach 13 (Karte)    | 2. Hälfte 19. Jahrhundert | Authentisch erhaltenes ländliches Wirtschaftsgebäude in gutem Originalzustand, heimatgeschichtlich und ortsbildprägend von Bedeutung. Zweigeschossig, Erdgeschoss massiv, Obergeschoss Fachwerk, im Obergeschoss Türen, Satteldach (Dachpappe), Giebel mit Heuaufzug. | 09207767 |

## Langenau
| Bild                                    | Bezeichnung                                                                                | Lage                        | Datierung                                                                | Beschreibung | ID       |
| --------------------------------------- | ------------------------------------------------------------------------------------------ | --------------------------- | ------------------------------------------------------------------------ | --- | -------- |
| Direkt Bild zu diesem Denkmal hochladen | Kriegerdenkmal                                                                             | Am Auenbach (Karte)         | Nach 1918                                                                | Von ortsgeschichtlicher Bedeutung. Schrift unleserlich, Kreuz, Porphyrstele. | 09207841 |
| Direkt Bild zu diesem Denkmal hochladen | Häusleranwesen                                                                             | Am Auenbach 2 (Karte)       | 1. Hälfte 18. Jahrhundert                                                | Ortsbildprägender Fachwerk-Bau in gutem Originalzustand, hausgeschichtlich bedeutsam. L-förmiger Grundriss, Erdgeschoss massiv, Steingewände, Obergeschoss Fachwerk, in Teilen stark vorkragend, saniert vor 2014, originalgetreu erhalten. | 09207829 |
| Direkt Bild zu diesem Denkmal hochladen | Häuslerhaus                                                                                | Am Auenbach 6 (Karte)       | Um 1800                                                                  | In straßenbildprägender Lage auf der Anhöhe stehender Fachwerk-Bau, landschaftstypische Holzbauweise, regionalgeschichtlich bedeutsam. Erdgeschoss massiv, Obergeschoss in Teilen Fachwerk, Satteldach. | 09207830 |
| Direkt Bild zu diesem Denkmal hochladen | Häusleranwesen                                                                             | Am Auenbach 11 (Karte)      | Um 1800                                                                  | Landschaftstypische Holzbauweise, Bestandteil der ursprünglichen Dorfstruktur, regionalgeschichtlich von Bedeutung. Erdgeschoss massiv, Obergeschoss Fachwerk (Giebel- und Rückseite verputzt), Satteldach mit Überstand. | 09207832 |
| Direkt Bild zu diesem Denkmal hochladen | Zwei Seitengebäude eines Bauernhofes                                                       | Am Auenbach 12 (Karte)      | Mitte 19. Jahrhundert                                                    | Weitgehend original erhaltene Fachwerk-Gebäude, Bestandteil der ursprünglichen Dorfstruktur, regionalgeschichtlich bedeutsam. - 1. Seitengebäude: Erdgeschoss massiv, originale Steingewände, originale Holztür, Obergeschoss Fachwerk (verkleidet), Krüppelwalmdach - 2. Seitengebäude: Erdgeschoss massiv, ehemals Stall, Obergeschoss Fachwerk, verkleidet, Krüppelwalmdach | 09207834 |
| Direkt Bild zu diesem Denkmal hochladen | Häuslerhaus und Schuppen, vermutlich ehemalige Schmiede                                    | Am Auenbach 13 (Karte)      | Um 1800                                                                  | Das Ortszentrum prägender Fachwerk-Bau, landschaftstypische Holzbauweise in gutem Originalzustand, regionalgeschichtlich von Bedeutung. Erdgeschoss massiv, nachträgliche Vergrößerung der Fenster, Obergeschoss Fachwerk, Giebelseite verkleidet, Satteldach. Zwischen 2016 und 2017 abgerissen. | 09207835 |
| Direkt Bild zu diesem Denkmal hochladen | Gasthof                                                                                    | Am Auenbach 15 (Karte)      | Ende 19. Jahrhundert, im Kern älter                                      | Im Ortszentrum stehendes, markantes Fachwerk-Gebäude, ortsgeschichtliche Bedeutung. Zweigeschossig mit Anbau, Erdgeschoss massiv mit Fenstern von um 1915, hohes Obergeschoss in Fachwerk-Konstruktion, Satteldach, Tür zur Straße zugesetzt (2014). | 09207836 |
| Direkt Bild zu diesem Denkmal hochladen | Häuslerhaus                                                                                | Am Auenbach 17 (Karte)      | Um 1800                                                                  | Landschaftstypisches Häusleranwesen mit teil aufgebrettertem Fachwerk im Obergeschoss, regionalgeschichtlicher Wert. Erdgeschoss massiv, breite Fenster, Obergeschoss Fachwerk, Giebelseite und Rückseite verkleidet, Satteldach. | 09207837 |
| Direkt Bild zu diesem Denkmal hochladen | Ehemalige Schule                                                                           | Am Auenbach 19b (Karte)     | 1910                                                                     | Repräsentativer Bau des Architekten Adalbert Erlebach, Musterbau der sächsischen Heimatschutzbewegung, von bau- und sozialgeschichtlichem Wert. Bauwerk aus den ersten Jahren der selbständigen Tätigkeit des Architekten, der bis 1904 Mitarbeiter des Dresdner Architekten Woldemar Kandler war. Erlebach hat ab 1910 bis zum Beginn des Zweiten Weltkrieges ausschließlich in Südtirol gelebt und gearbeitet und in diesem Jahrzehnt das Gesicht der Stadt Meran entscheidend mit beeinflusst. „Die Schule, erbaut als Musterschule im Sinne der sächsischen Heimatschutzbestrebungen ..., diente als Dorfschule des Ortes bis zum 4. Juli 1965. ... Ländliches Schulhaus. Hauptfront von bis in Firsthöhe reichendem Giebel betont. Söllerartig vorspringendes Eingangshaus mit polygonalem Ausbau im Mansardgeschoss. Schiefergedecktes Mansarddach, Dachreiter mit Uhr.“                                                            | 09207840 |
| Direkt Bild zu diesem Denkmal hochladen | Wohnstallhaus (Nr. 20) und Seitengebäude (Nr. 20a, Torhaus) eines ehemaligen Vierseithofes | Am Auenbach 20, 20a (Karte) | 19. Jahrhundert (Wohnstallhaus); bezeichnet mit 1857 (Seitengebäude)     | Ortsbildprägende Teile einer Hofanlage mit zeittypischen Fachwerk-Gebäuden von regionalgeschichtlichem Wert. - Seitengebäude (Torhaus): vermutlich multifunktionales Wirtschaftsgebäude mit Stallungen, Bergeraum sowie Altenteil, Erdgeschoss massiv, Porphyrgewände, Portal, alte Haustür, Durchfahrt, Obergeschoss Fachwerk, Krüppelwalmdach, Dach 2014 massiv geschädigt, so dass mit weiterem Verfall zu rechnen ist - Wohnstallhaus: Erdgeschoss massiv, Obergeschoss Fachwerk (verkleidet), Krüppelwalmdach, nachträglicher Garageneinbau, vermutlich um 1800 Vierseithof (siehe Meilenblatt) | 09207842 |
| Direkt Bild zu diesem Denkmal hochladen | Wohnstallhaus eines ehemaligen Vierseithofes                                               | Am Auenbach 21 (Karte)      | 2. Hälfte 18. Jahrhundert                                                | Stattlicher verputzter bzw. verkleideter Fachwerkbau mit zwei älteren straßenseitigen Anbauten, zeit- und landschaftstypischer Bau von regionalgeschichtlichem und ortsbildprägendem Wert. - Wohnstallhaus: breit lagerndes Wohnstallhaus mit massivem Erdgeschoss und Fachwerkobergeschoss – teils verputzt bzw. verkleidet, steiles Satteldach, straßenseitig zwei Anbauten – der eine massiv, der andere teilweise Fachwerk verputzt, beide mit Satteldach abschließend, vermutlich im 18. Jahrhundert erbaut, die Anbauten 19. Jahrhundert und jünger, das Gebäude prägt maßgeblich das Ortsbild, weiterhin zeugt es von der wirtschaftlichen Stärke der Bauernwirtschaften in diesem Landschaftsraum im 18. und frühen 19. Jahrhundert, woraus sich die wirtschaftsgeschichtliche und regionalgeschichtliche Bedeutung des Hauses ableitet - Scheune (Abbruch vor 2014): Fachwerk-Konstruktion, zur Hofseite verbrettert, Satteldach | 09207843 |
| Direkt Bild zu diesem Denkmal hochladen | Häuslerhaus                                                                                | Am Auenbach 29 (Karte)      | 1. Hälfte 19. Jahrhundert                                                | Ländliches Wohnhaus mit intakter Fachwerk-Konstruktion im Obergeschoss, Bestandteil der alten Dorfstruktur. Erdgeschoss massiv, Obergeschoss Fachwerk, eine Giebelseite massiv, Rückseite verkleidet, Krüppelwalmdach. | 09207844 |
| Direkt Bild zu diesem Denkmal hochladen | Wohnstallhaus und Scheune eines Bauernhofes                                                | Am Auenbach 36 (Karte)      | Bezeichnet mit 1861 (Wohnstallhaus); 2. Hälfte 19. Jahrhundert (Scheune) | Landschafts- und zeittypische Fachwerk-Gebäude in weitgehend originalem Zustand. - Wohnstallhaus: Erdgeschoss massiv, ein breites Fenster, Obergeschoss Fachwerk, Dachdeckung neu, Satteldach - Scheune: Fachwerk-Konstruktion, Satteldach | 09207846 |
| Direkt Bild zu diesem Denkmal hochladen | Wohnstallhaus eines Dreiseithofes                                                          | Am Auenbach 39 (Karte)      | 1. Hälfte 19. Jahrhundert                                                | Weitgehend originaler Fachwerk-Bau, dokumentiert die alte Dorfstruktur. Erdgeschoss massiv, Obergeschoss Fachwerk, Giebelseite massiv, Porphyrgewände, rückwärtig Wasserhaus, Satteldach, 2014 im Verfall begriffen, langjährig leerstehend. | 09207845 |
| Direkt Bild zu diesem Denkmal hochladen | Wohnstallhaus                                                                              | Am Auenbach 44 (Karte)      | 1. Viertel 19. Jahrhundert                                               | Landschaftstypisches Fachwerk-Gebäude in gutem Originalzustand, bau- und heimatgeschichtlich von Bedeutung. Erdgeschoss massiv, mit Veränderungen – u. a. zu große Fenster, Obergeschoss Fachwerk, aber beide Giebel massiv, Krüppelwalmdach, entweder kleiner Bauernhof oder Gartennahrung. | 09207839 |
| Direkt Bild zu diesem Denkmal hochladen | Häuslerhaus                                                                                | Am Auenbach 45 (Karte)      | Mitte 19. Jahrhundert                                                    | Bildprägendes Fachwerk-Gebäude im alten Ortskern, heimatgeschichtlich von Bedeutung. Erdgeschoss massiv, Porphyrgewände (nach Sanierung Holzeinfassung der Fenster), Obergeschoss Fachwerk (ursprünglich verkleidet), vor 2014 saniert, dabei Fachwerk erhalten, durch Wärmedämmung erfolgte eine Aufbretterung (Fachwerknachbildung), Mitteldrehflügelfenster entfernt und durch Einscheibenfenster ersetzt, das ursprüngliche Erscheinungsbild wurde stärker vereinfacht, Denkmalwert blieb trotz Vereinfachungen erhalten. | 09207838 |
| Direkt Bild zu diesem Denkmal hochladen | Häuslerhaus                                                                                | Am Auenbach 50 (Karte)      | Um 1800                                                                  | Direkt an der Dorfstraße stehender, bildprägender Fachwerk-Bau, guter Originalzustand, baugeschichtlich von Bedeutung. Erdgeschoss massiv, Obergeschoss Fachwerk, Satteldach mit Biberschwanzdeckung, Satteldach an zugewandter Traufseite weit vorkragend, seitlich und rückwärtig spätere Anbauten. | 09207833 |
| Direkt Bild zu diesem Denkmal hochladen | Häuslerhaus                                                                                | Am Auenbach 56 (Karte)      | 1. Hälfte 19. Jahrhundert                                                | Giebelständig zur Dorfstraße stehender Fachwerk-Bau, ortsbildprägend und von regionalgeschichtlichem Wert. Erdgeschoss massiv, Fenster sind verbreitert, Obergeschoss Fachwerk, Satteldach, sehr glatt saniert, nicht denkmalgerechte Fenster mit eingelegten Sprossen, Denkmalwert sehr gering (2014). | 09207831 |
| Direkt Bild zu diesem Denkmal hochladen | Seitengebäude (ehemaliger Pferdestall) eines Vierseithofes                                 | Am Auenbach 61 (Karte)      | 3. Viertel 19. Jahrhundert                                               | Markantes Seitengebäude mit dreibogiger Kumthalle und Fachwerk-Obergeschoss (verkleidet) in gutem Originalzustand von bau- und regionalgeschichtlichem Wert. Erdgeschoss massiv, Obergeschoss Fachwerk, im Erdgeschoss spätere Garageneinbauten, Satteldach mit Dacherker. | 09207828 |
|                                         | Ehemaliges Forsthaus                                                                       | Mühlental 1 (Karte)         | 1. Hälfte 19. Jahrhundert                                                | Landschaftstypisches Fachwerk-Gebäude in gutem Originalzustand von regional- und baugeschichtlichem Wert. Erdgeschoss massiv, Stichbogenportal, Obergeschoss Fachwerk, Giebelseite verkleidet, Satteldach, vor 2014 saniert. | 09207827 |
| Direkt Bild zu diesem Denkmal hochladen | Wohnhaus                                                                                   | Mühlental 5 (Karte)         | 1920er Jahre                                                             | Ehemaliges Sommerhaus eines Leipziger Buchhändlers, zeittypisches Wohnhaus von regionalgeschichtlichem Wert. Eingeschossiger Putzbau über rechteckigem Grundriss mit halbrundem Eingangsvorbau mit ionischen Halbsäulen, Fenster mit Klappläden, hohes Mansardwalmdach mit Biberschwanzdoppeldeckung. 2014 Sanierung, dabei originale Fenster entfernt durch nicht denkmalgerechte Kunststofffenster. Garten mit Rhododrendronpflanzungen am Eingangsbereich sowie Großgrün aus der Erbauungszeit des Hauses – u. a. Rotbuche, Schwarzkiefer, Linden. Garten während der Sanierung weitgehend zerstört. Rhododendren im Eingangsbereich entfernt. Im gegenwärtigen Zustand ist die Ausweisung als Gartendenkmal nicht mehr zu rechtfertigen (2014/Koch). | 09302859 |

## Nauhain
| Bild                                    | Bezeichnung                                                                                             | Lage                   | Datierung                                                                | Beschreibung | ID       |
| --------------------------------------- | --- | ---------------------- | ------------------------------------------------------------------------ | --- | -------- |
| Direkt Bild zu diesem Denkmal hochladen | Wegestein mit Ortsangabe                                                                                | (Flurstück 69) (Karte) | Um 1860                                                                  | Als Zeugnis alter Straßenverbindungen zwischen den Dörfern von regionalgeschichtlicher Bedeutung | 08992470 |
| Weitere Bilder                          | Kapelle St. Georg mit Ausstattung                                                                       | Nauhain (Karte)        | Um 1100 (Kirche); 1495 (Glocke); 1504 (Altar)                            | Ortsbildprägender Saalbau romanischen Ursprungs mit spätgotischem Choranbau, von großer bau- und ortsgeschichtlicher Bedeutung. Ehemalige Wallfahrts- und Feldkapelle, 1465 erstmals urkundlich erwähnt. Ursprünglich zu Kloster Buch als Nebenkirche gehörend. | 09248115 |
| Direkt Bild zu diesem Denkmal hochladen | Wohnstallhaus und Böschungsmauer                                                                        | Nauhain 19 (Karte)     | Um 1840                                                                  | Zeit- und landschaftstypisches Bauernhaus, durch seine dominante Lage ortsbildprägend, von heimatgeschichtlichem Wert. - zweigeschossiges Wohnstallhaus: Erdgeschoss massiv, Obergeschoss Fachwerk, teilweise mit Schiefer verkleidet, Krüppelwalmdach, klassizistischer Türstock - große Einfriedungsmauer: mit Naturstein, teilweise Stachetenzäune, wohl bauzeitlich Ursprünglich großer Vierseithof, Scheunen abgebrochen, Stallgebäude kein Kulturdenkmal. | 08992476 |
| Direkt Bild zu diesem Denkmal hochladen | Ehemaliger Vierseithof mit Wohnstallhaus, Scheune und Stallhaus                                         | Nauhain 20 (Karte)     | Um 1790                                                                  | Traditionelle Fachwerkbauten, das Wohnhaus mit Bauteilen aus dem frühen 18. Jahrhundert, von baugeschichtlicher Bedeutung. - zweigeschossiges Wohnstallhaus (um 1820, erweitert um Ende des 19. Jahrhunderts und um 1970): Erdgeschoss massiv, Obergeschoss Fachwerk, erneuert - Stallhaus (um 1780): Erdgeschoss teilmassiv, Obergeschoss Fachwerk - Scheune: Fachwerk Ursprünglich Vierseithof, eine Scheune abgebrochen. | 08992475 |
| Direkt Bild zu diesem Denkmal hochladen | Wohnstallhaus, Seitengebäude (Torhaus) und Scheune (außerhalb des Hofes) eines ehemaligen Vierseithofes | Nauhain 25 (Karte)     | 1. Hälfte 19. Jahrhundert (Wohnstallhaus und Torhaus); um 1900 (Scheune) | Das Ortsbild maßgeblich prägendes Bauensemble in Nachbarschaft der Nauhainer Kapelle von baugeschichtlicher, sozialgeschichtlicher und ortsbildprägender Bedeutung. Ursprünglicher Vierseithof mit außerhalb des Bauernhofes stehender Scheune. Heute sind nur noch zwei Gebäude des Bauernhofes gut erhalten, das eine Seitengebäude befindet sich in desolatem Zustand (kein Denkmal), die Scheune im Hof wurde abgebrochen (nur noch ein Kellerzugang erhalten). Das Gut beeindruckt durch die im Dorf sonst nicht anzutreffenden großen massiven Wohn- und Wirtschaftsgebäude aus dem beginnenden 19. Jahrhundert, woraus sich der baugeschichtliche Wert ableitet. Die Gebäude sind weitgehend authentisch erhalten, das trifft auch auf die außerhalb stehende Scheune zu. Aus der unmittelbaren Lage neben der Kapelle stellt sich die Frage nach einem Zusammenhang zu dieser. In der Literatur findet sich kein Hinweis auf die Funktion des Hofes, so dass wohl von einem Bauerngut auszugehen ist. - Wohnstallhaus: zweigeschossiger Massivbau, Türen mit waagerechter Verdachung, Fenstergewände mit je einer Hohlkehlung, hohes Krüppelwalmdach mit großem Dachhecht, um 1830 erbaut - Seitengebäude (Torhaus): im rechten Winkel zum Wohnstallhaus stehender Massivbau, zweigeschossig, Fenster je mit einer Hohlkehlung, große Tordurchfahrt, das Gebäude grenzt den Hof im Norden ab und steht demzufolge direkt neben der Kapelle - Scheune: zweigeschossiger verbretterter Fachwerkbau, 19. Jahrhundert, abschließend mit flachgeneigtem Satteldach, nördlich an das Torhaus angebaut, der Kapelle gegenüber stehend | 09305082 |
| Direkt Bild zu diesem Denkmal hochladen | Häusleranwesen                                                                                          | Nauhain 41 (Karte)     | Um 1800                                                                  | Gut erhaltenes Fachwerkhaus in dominanter Lage von baugeschichtlichem und ortsbildprägendem Wert. Zweigeschossiges Wohnhaus, Erdgeschoss massiv, Obergeschoss Fachwerk, eine Giebelseite massiv, Frackdach. | 09305081 |
| Direkt Bild zu diesem Denkmal hochladen | Häusleranwesen mit Scheune                                                                              | Nauhain 42 (Karte)     | Um 1840                                                                  | Gut erhaltenes Hausensemble in Fachwerkbauweise, baugeschichtlich von Bedeutung. - zweigeschossiges Wohnhaus: Erdgeschoss massiv, Obergeschoss Fachwerk, teilweise massiv, verschalt, Frackdach - kleine Scheune: eingeschossig mit hohem Drempel, Fachwerk, verschalt, mit Satteldach Typisches Häusleranwesen, Nebengebäude mit Stall 2014 bereits abgebrochen. | 08992459 |

## Neudörfchen
| Bild                                    | Bezeichnung                                                    | Lage                  | Datierung                                                                        | Beschreibung | ID       |
| --------------------------------------- | -------------------------------------------------------------- | --------------------- | -------------------------------------------------------------------------------- | --- | -------- |
| Direkt Bild zu diesem Denkmal hochladen | Herrenhaus eines großen Vierseithofes                          | Neudörfchen 2 (Karte) | Bezeichnet mit 1826                                                              | Repräsentatives, durch den Klassizismus geprägtes Bauernhaus in sehr gutem Originalzustand, landschaftsprägend sowie von orts- und baugeschichtlicher Bedeutung. Zweigeschossiger breit lagernder Putzbau, Mansardwalmdach, gestalterische Betonung der Mittelachse durch Dacherker, als Wohnstallhaus erbaut, der herrschaftliche Charakter wird insbesondere durch die Betonung der Mittelachse und die Größe des massiven Gebäudes suggeriert, der Haupteingang liegt jedoch seitlich versetzt zur Mittelachse und wird durch ein Porphyrportal mit Inschrifttafel und waagerechter Verdachung gestalterisch hervorgehoben. | 09207754 |
| Direkt Bild zu diesem Denkmal hochladen | Wohnstallhaus, Scheune und Seitengebäude eines Häusleranwesens | Neudörfchen 6 (Karte) | 18. Jahrhundert (Wohnstallhaus, Seitengebäude und Scheune); um 1800 (Bauernhaus) | Landschaftsprägende Hofanlage, Hofstruktur intakt, authentisch erhaltene, sehr alte Fachwerk-Gebäude von großer hausgeschichtlicher, sozialgeschichtlicher und landschaftsprägender Bedeutung. Geschlossen erhaltenes kleines Häusleranwesen, welches bäuerliches Bauhandwerk und Wirtschaften sowie die Lebensbedingungen seiner Entstehungszeit im 18. Jahrhundert gut dokumentiert. - Kleiner Schuppen/Seitengebäude: Fachwerk-Bau, auf massivem Sockelgeschoss mit einriegligem Fachwerk im Obergeschoss, Satteldach, erhalten blieb ein bauzeitliches Mitteldrehflügel-Fenster - Scheue: eingeschossiges Fachwerk-Gebäude (eventuell mit Drempelgeschoss), Satteldach - Wohnstallhaus: zweigeschossig, Erdgeschoss massiv, Obergeschoss Fachwerk einrieglig, weiter Dachüberstand Hoftraufseite, Satteldach, rückwärtig wurde das Gebäude verbreitert | 09207768 |

## Saalbach
| Bild                                    | Bezeichnung                                                                       | Lage                               | Datierung                                                                                | Beschreibung | ID       |
| --------------------------------------- | --------------------------------------------------------------------------------- | ---------------------------------- | ---------------------------------------------------------------------------------------- | --- | -------- |
| Weitere Bilder                          | Eisenbahnviadukt (Viadukt Limmritz)                                               | (Flurstücke 184 und 162/9) (Karte) | 1846–1852                                                                                | Vierzehnbogiger Viadukt über die Zschopau der Bahnstrecke Riesa–Chemnitz, von großer baugeschichtlicher, landschaftsprägender und verkehrsgeschichtlicher Bedeutung (siehe auch Döbeln, Ortsteile Limmritz und Ziegra, 09208041) | 09307084 |
| Direkt Bild zu diesem Denkmal hochladen | Vierseithof mit Wohnstallhaus, Scheune, Seitengebäude und Torhaus, Hofpflasterung | Saalbach 5 (Karte)                 | 1751 datiert (Wohnstallhaus); 18. Jahrhundert (Seitengebäude); 20. Jahrhundert (Scheune) | Geschlossen erhaltener Bauernhof von ortsbildprägender und baugeschichtlicher Bedeutung. Alle Gebäude grundlegend saniert, dabei Farbgebung nicht denkmalgerecht, vermutlich auch teilweise Fachwerk ersetzt, trotzdem überwiegt Erhalt der originalen Bausubstanz, prägt maßgeblich die Landschaft und das Ortsbild. - Wohnstallhaus: Erdgeschoss massiv, Obergeschoss Fachwerk, Anbau Ende 19. Jahrhundert - Stall/Scheune: Erdgeschoss massiv, Obergeschoss Fachwerk, teilweise verschalt, verschindelt - Torhaus: Erdgeschoss massiv, Obergeschoss Fachwerk - Scheune: massiv | 09248041 |

### Ehemaliges Denkmal (Saalbach)
| Bild                                    | Bezeichnung                       | Lage               | Datierung                 | Beschreibung | ID       |
| --------------------------------------- | --------------------------------- | ------------------ | ------------------------- | --- | -------- |
| Direkt Bild zu diesem Denkmal hochladen | Wohnstallhaus eines Vierseithofes | Saalbach 2 (Karte) | 1. Hälfte 18. Jahrhundert | Früher Fachwerkbau in gutem Originalzustand von baugeschichtlicher Bedeutung. Erdgeschoss massiv, Obergeschoss Fachwerk, teilweise verschalt, Anbau 19. Jahrhundert, Fenstergewände Naturstein. Zwischen 2018 und 2020 abgerissen. | 09248040 |

## Schönerstädt
| Bild                                    | Bezeichnung | Lage                         | Datierung | Beschreibung | ID       |
| --------------------------------------- | --- | ---------------------------- | --- | --- | -------- |
| Direkt Bild zu diesem Denkmal hochladen | Wohnstallhaus | Schönerstädt 22 (Karte)      | 18. Jahrhundert | Landschaftstypisches Bauernhaus mit Fachwerkkonstruktion im Obergeschoss und auffällig hohem Satteldach von bau- und regionalgeschichtlichem Wert. Erdgeschoss massiv, Obergeschoss Fachwerk verkleidet, Giebelseiten Fachwerk, Satteldach mit neuer Deckung, saniert vor 2014 unter weitgehender Wahrung der Originalsubstanz und des ursprünglichen Erscheinungsbildes. | 09207806 |
| Direkt Bild zu diesem Denkmal hochladen | Häuslerhaus | Schönerstädt 24 (Karte)      | 1. Hälfte 19. Jahrhundert | Dorfbildprägendes Fachwerk-Wohnhaus in relativ gutem Originalzustand, regionalgeschichtlich von Wert. Erdgeschoss massiv, Steingewände, Obergeschoss Fachwerk, Giebelseite massiv, Satteldach, Haus vor 2014 saniert, Fachwerk verbrettert, vermutlich neuer Eingangsvorbau, durch Sanierung und vorherige Baumaßnahmen Denkmalwert gemindert. | 09207807 |
| Direkt Bild zu diesem Denkmal hochladen | Häusleranwesen mit Häuslerwohnhaus, Seitengebäude und Schuppen sowie Bauerngarten | Schönerstädt 30 (Karte)      | Mitte 19. Jahrhundert (Häusleranwesen); 19. Jahrhundert (Seitengebäude und Schuppen)                                                                             | Bildprägend im Dorfkern in unmittelbarer Nähe zur Kirche gelegenes Anwesen mit Fachwerk-Gebäuden in gutem Originalzustand, ortsentwicklungs- und baugeschichtlich von großer Bedeutung. - Wohnhaus: Erdgeschoss massiv, Obergeschoss Fachwerk, Satteldach (Frackdach), Holzgewände im Erdgeschoss - Fachwerk-Schuppen - Seitengebäude: Erdgeschoss massiv, Obergeschoss Fachwerk, Giebelseite Fachwerk (verkleidet), Satteldach Den drei Gebäuden vorgelagert ist ein kleiner Bauerngarten, welcher als Fläche noch erlebbar ist, seine Bepflanzung entspricht jedoch nicht historischen Bauerngärten. | 09207804 |
| Direkt Bild zu diesem Denkmal hochladen | Wohnstallhaus und Seitengebäude eines Dreiseithofes | Schönerstädt 32 (Karte)      | 17. Jahrhundert (Seitengebäude); 18. Jahrhundert (Wohnstallhaus)                                                                                                 | Besonders wertvolle Fachwerk-Bauten mit geschweiften Andreaskreuzen (Seitengebäude), wohl Hof mit der ältesten erhaltenen Bausubstanz des Ortes, hausgeschichtlich von besonderer Bedeutung. - Wohnstallhaus: Erdgeschoss massiv, Obergeschoss Fachwerk, Satteldach (gedeckt mit Dachpappe), eine Giebelseite Fachwerk, zweite Giebelseite Fachwerk mit Schieferornament, Backofenanbau (Ofen ist nicht erhalten) - Seitengebäude: Erdgeschoss massiv, Obergeschoss Fachwerk, Schwelle mit Schiffchenkehlung, profilierte Balkenköpfe, geschweifte Andreaskreuze, Kopfbänder, Giebelseite: geschweifte Kopfbänder, Gebäude wurde möglicherweise erweitert, ein Mitteldrehflügel- oder -schiebefenster blieb erhalten, es wäre möglich, dass das Gebäude ursprünglich im Obergeschoss eine Oberlaube aufwies | 09207808 |
| Weitere Bilder                          | Dorfkirche und Kirchhof Schönerstädt (Sachgesamtheit) | Schönerstädt 37 (Karte)      | 1652 | Sachgesamtheit Dorfkirche und Kirchhof Schönerstädt mit den Einzeldenkmalen: Kirche, Mauer, Gedenktafel und Kriegerdenkmal für die Gefallenen des Ersten Weltkrieges (09207809); ortsbildprägende Saalkirche mit Fachwerkturm von großer ortsgeschichtlicher Bedeutung. Das Ortsbild maßgeblich prägende Saalkirche mit verschiefertem Fachwerkturm. Die Kirche wurde nach Brand 1652 unter Einbeziehung baulicher Reste des Vorgängerbaus aus dem 13. Jahrhundert wieder aufgebaut und 1727–1729 umgebaut. Umgestaltungen im Inneren erfolgten 1820–1823, Restaurierungen 1964 sowie nach 1990. Verputzter Bruchsteinbau mit Eckquaderungen, eingezogenem, gerade abschließendem Chor, darüber Fachwerkturm (verschiefert) mit Satteldach, dieser bekrönt von oktogonalem sehr hohem Dachreiter mit Glockendach (1727–1729). Das Kirchenschiff wird durch ein hohes Walmdach mit Biberschwanzdeckung und Fledermausgaube bedeckt. Erhalten blieb das romanische Portal in rundbogiger Blendnische mit feinprofilierter Archivolte und Gewände. Im Inneren flachgedeckt mit Emporen an der Süd- und Westseite, deren Brüstungen Marmorimitationen, bezeichnet mit 1652, zieren. Zur Ausstattung gehören eine polygonale Kanzel, wohl 17. Jahrhundert, sowie Schnitzfiguren eines spätgotischen Altars aus dem beginnenden 16. Jahrhundert Die Buntglasfenster im Chor fertigte 1964 Christian Rietschel. | 09303689 |
| Weitere Bilder                          | Kirche mit Ausstattung, Einfassungsmauer des Kirchhofs, Gedenktafel und Kriegerdenkmal für die Gefallenen des Ersten Weltkrieges der Dörfer Langenau und Schönerstädt (Einzeldenkmale der Sachgesamtheit 09303689) | Schönerstädt 37 (Karte)      | 1652, im Kern 13. Jahrhundert (Kirche); Anfang 16. Jahrhundert (Einzelfigur); bezeichnet mit 1652 (Empore); wohl 17. Jahrhundert (Kanzel); 1964 (Kirchenfenster) | Einzeldenkmale der Sachgesamtheit Dorfkirche und Kirchhof Schönerstädt; Saalkirche mit Fachwerkturm von ortsbildprägender, ortsgeschichtlicher sowie baugeschichtlicher Bedeutung sowie Denkmäler von ortsgeschichtlichem Wert. Die Kirche ist umgeben vom alten Kirchhof, welcher durch Bruchsteinmauern (teils Böschungsmauern) eingefasst wird. Auf dem Kirchhof blieben keine historischen Grabsteine erhalten. Neben dem Kirchenportal wurde nach 1920 eine Bronzetafel mit den Namen der im Ersten Weltkrieg gefallenen Einwohner von Langenau und Schönerstädt angebracht. Weiterhin errichtete die Gemeinde Schönerstädt für ihre im Ersten Weltkrieg gefallenen Gemeindemitglieder vor dem Kirchturm noch einen Gedenkstein, der teilweise die gleichen Namen wie die Gedenktafel trägt. Die Geschichte des Dorfes, das alltägliche Leben der Dorfbewohner, wurde wesentlich durch die lange Jahrhunderte existierende Kirche mitbestimmt, so dass sie für die Dorfgeschichte eine große ortsgeschichtliche Bedeutung erlangt. Die qualitätvolle architektonische Gestaltung und bauliche Authentizität begründen zudem die große baugeschichtliche Bedeutung dieser Dorfkirche. | 09207809 |
| Direkt Bild zu diesem Denkmal hochladen | Wohnstallhaus, zwei Seitengebäude und Scheune eines Vierseithofes | Schönerstädt 38, 38a (Karte) | vor 1874 (Seitengebäude und Scheune); um 1876 (Wohnstallhaus) | In seiner Struktur erhaltener kleiner Bauernhof mit original erhaltenen Fachwerk-Gebäuden, direkt an der alten Poststraße von Waldheim gelegen (zu den sogenannten „Straßenhäusern“ gehörend), regionalgeschichtlich bedeutsam. - Seitengebäude: Erdgeschoss massiv, zwei Steinportale mit profilierter Verdachung, Obergeschoss Fachwerk, Giebelseiten massiv, Krüppelwalmdach, Scheune: Fachwerk, Giebelseiten massiv, Krüppelwalmdach - 2. Seitengebäude: eingeschossig, massiv, Satteldach - Wohnstallhaus: zweigeschossig, massiv, Portal mit Verdachung, Satteldach, laut Freiberger Meilenblatt mit Aktualisierungen bis 1876 und Äquidistenkarte Bl. Leisnig von 1874 ergibt sich die Schlussfolgerung, dass das Gebäude zwischen 1874 und 1876 neu erbaut wurde. | 09207826 |

## Seifersdorf
| Bild                                    | Bezeichnung | Lage                                    | Datierung | Beschreibung | ID       |
| --------------------------------------- | --- | --------------------------------------- | --- | --- | -------- |
| Weitere Bilder                          | Halbmeilenstein | (an der B 176, Flurstück 135/4) (Karte) | Nach 1858 | Königlich-Sächsischer Meilenstein, verkehrsgeschichtliches Zeugnis. Die königlich-sächsischen Meilensteine waren Nachfolger der kursächsischen Postmeilensäulen. Am 1. September 1858 begann der Straßenbau-Ingenieur Wilke mit der Neuvermessung der Sächsischen Straßen. Diese Neuvermessung bildete die Grundlage für die Einführung des neuen Vermessungssystems. Dieses umfasste Stationssteine, Meilensteine, Halbmeilensteine, Abzweigsteine und Grenzübergangssteine. Die Stationssteine fanden am Anfang und Ende von Poststrecken Aufstellung. Auf ihnen waren die Namen und die Entfernung der an der Strecke liegenden Städte verzeichnet. Die Meilensteine standen unmittelbar an der Straße. Auf der einen Seite des Steins stand Name und Entfernung des Ausgangsortes und auf der anderen Name und Entfernung des Ortes am Ende der Poststrecke. Die Halbmeilensteine sollten den Streckenverlauf kennzeichnen. Beiderseits war eine Krone angebracht. eine Beschriftung war nicht üblich. Abzweigsteine standen an Abzweigungen von der Hauptroute und trugen in der Regel nur den Namen der nächsten Poststation ohne Entfernungsangabe. Auf den Grenzübergangssteinen war die Bezeichnung „Königreich Sachsen“ verzeichnet. Auf der anderen Seite enthielten diese Ortsnamen und Entfernungen. Zwischen Stationssteinen und Ganzmeilensteinen betrug der Abstand 1 Meile (das entspricht 7,5 km). Demnach bestand der Abstand zwischen Stationsstein und Halbmeilenstein und zwischen Halbmeilenstein und Ganzmeilenstein ½ Meile= 3,75 km. Seit 1875 galt im gesamten Deutschen Reich (also auch im Königreich Sachsen) das Meter als offizielles Längenmaß. Die Steine wurden aus diesem Grund vielfach auf das neue Maß umgeändert. Alle Steine wurden aus Sandstein hergestellt. | 09208034 |
| Weitere Bilder                          | Dorfkirche und Kirchhof Seifersdorf (Sachgesamtheit) | Seifersdorf (Karte)                     | 13. Jahrhundert im Kern (Kirche) | Sachgesamtheit Dorfkirche und Kirchhof Seifersdorf, mit den Einzeldenkmalen: Kirche, Einfriedungsmauer, Kriegerdenkmal für die Gefallenen des Ersten Weltkrieges und Grabmal für Eva Rosine Ehrlich (09207824); orts- und landschaftsprägende Saalkirche mit Chorturm auf Anhöhe gelegen, ortsgeschichtliche Bedeutung, straßenbildprägend auch die parallel zur Straße verlaufende Stützmauer. Der Denkmalwert der Kirche ergibt sich aus ihrer großen Bedeutung für die Ortsgeschichte (beispielsweise das Alltagsleben der Dorfbewohner), ihrem baugeschichtlichen Wert (erhaltene romanische Baudetails sowie authentischer Baubestand aus der Zeit um 1800) und der schon genannten Bedeutung für das Orts- und Landschaftsbild. | 09303690 |
| Weitere Bilder                          | Kirche, Einfriedungsmauer, Kriegerdenkmal für die Gefallenen des Ersten Weltkrieges und Grabmal für Eva Rosine Ehrlich (Einzeldenkmale der Sachgesamtheit 09303690) | Seifersdorf (Karte)                     | 13. Jahrhundert im Kern (Kirche); 1845 (Grabmal Ehrlich); 1903 (Orgel); um 1920 (Kriegerdenkmal)                                                   | Einzeldenkmale der Sachgesamtheit Dorfkirche und Kirchhof Seifersdorf; orts- und landschaftsprägende Saalkirche mit Chorturm auf Anhöhe gelegen, ortsgeschichtliche Bedeutung, straßenbildprägend auch die parallel zur Straße verlaufende Stützmauer. Durch die Lage auf einer Anhöhe oberhalb des Dorfes das Orts- und Landschaftsbild maßgeblich prägende Saalkirche romanischen Ursprungs. 1800 nach Abriss des romanischen Vorgängerbaus neu errichtet, wobei wohl Reste des romanischen Vorgängerbaus aus dem 13. Jahrhundert einbezogen wurden. Im Inneren 1900 Veränderungen durch Fritz Drechsler aus Dresden. Weiterhin 1973 Veränderungen des Altarraums. „Putzbau mit Chorturm, dieser mit hohem verschiefertem Abschluss. An der Südwestecke des Turmes ein Kopf aus Sandstein in hoher rechtwinkliger Nische, wohl romanisch, Innen flachgedeckt, Emporen an drei Seiten. Korbbogenartiger Triumphbogen mit Kämpfern.“ - Kirche: Putzbau, an der Südwestecke des Turmes hohe Nische mit Kopf aus Sandstein (romanisch), Innen: flach gedeckt mit hölzerner Empore, Apsis mit geradem Abschluss, Porphyrtaufstein, Porphyrgedenkplatte für Gefallene des Zweiten Weltkrieges - auf Kirchhof: - Kriegerdenkmal Erster Weltkrieg: nach 1918, Steinstele mit Helm, Inschriften - Grabdenkmal für Eva Rosine Ehrlich von 1845 - Friedhofsmauer: Bruchstein (Porphyr), den Kirchhof fast vollständig umschließend | 09207824 |
| Direkt Bild zu diesem Denkmal hochladen | Nördliches Seitengebäude und Scheune eines Vierseithofes | Seifersdorf 1 (Karte)                   | Bezeichnet mit 1862 (Seitengebäude); 1906 (Scheune)                                                                                                | Landschaftstypische Fachwerkbauten, ortsbildprägende Bestandteile eines in seiner Struktur erhaltenen Vierseithofes, heimatgeschichtliche Bedeutung. - Seitengebäude: Erdgeschoss massiv, zwei entstellende Garageneinbauten, profilierte Porphyrgewände, Porphyrportal mit Verdachung (datiert), Obergeschoss Fachwerk, Satteldach, eine Giebelseite massiv - Scheune: Fachwerk-Konstruktion, Satteldach, zwei große Scheunentore, Porphyrportal zum Keller | 09207822 |
| Direkt Bild zu diesem Denkmal hochladen | Scheune und Seitengebäude eines Dreiseithofes sowie Einfriedung des ehemaligen Bauerngartens                                                                        | Seifersdorf 4 (Karte)                   | 1. Hälfte 19. Jahrhundert (Scheune); 2. Hälfte 19. Jahrhundert (Seitengebäude); um 1900 (Einfriedung)                                              | In hohem Maße straßenbildprägende Fachwerk-Gebäude, als weitgehend original überlieferte ländliche Wirtschaftsgebäude des 19. Jahrhunderts von baugeschichtlichem Wert. - Scheune: Fachwerk-Konstruktion, zum Teil verkleidet, Giebelseite mit Schieferornament, Satteldach - Seitengebäude: Erdgeschoss massiv, zur Hofseite entstellende Garageneinbauten, Obergeschoss Fachwerk - vor dem Wohnhaus (kein Denkmal): Eisenzaun mit reicher Verzierung, Anfang. 20. Jahrhundert | 09207821 |
| Direkt Bild zu diesem Denkmal hochladen | Häuslerhaus | Seifersdorf 6 (Karte)                   | Um 1700 | Fachwerk-Bau aufgrund des hohen Alters der Holzkonstruktion von großer hausgeschichtlicher Bedeutung (Thüringer-Leiter-Motiv, Kopfstreben, profilierte Schwelle). Erdgeschoss massiv, Obergeschoss Fachwerk, Giebelseite Fachwerk, rückwärtig späterer Anbau, Satteldach (neue Deckung), einriegliges Fachwerk, saniert vor 2014, alle Holzverbindungen geblattet. | 09207820 |
| Direkt Bild zu diesem Denkmal hochladen | Scheune und Seitengebäude eines Dreiseithofes | Seifersdorf 10 (Karte)                  | 2. Hälfte 18. Jahrhundert | In ihrer Hofstruktur erhaltene Anlage mit weitgehend originalen Fachwerk-Gebäuden, ortsbildprägend sowie regionalgeschichtlich von Bedeutung. - Scheune: Fachwerk-Konstruktion, Satteldach - Seitengebäude: Erdgeschoss massiv, Steingewände, Obergeschoss Fachwerk-Konstruktion, zweiriegeliges Fachwerk, steiles Satteldach (neue Deckung) | 09207819 |
| Direkt Bild zu diesem Denkmal hochladen | Häuslerhaus mit Nebengebäude | Seifersdorf 15 (Karte)                  | Um 1900 | Das Ortsbild maßgeblich prägende Putzbauten vermutlich aus dem ausgehenden 19. und beginnenden 20. Jahrhundert in gutem Originalzustand von baugeschichtlichem, sozialgeschichtlichem und ortsbildprägendem Wert. In der Ortsmitte gelegenes Hausensemble, bestehend aus einem massiven Wohnhaus und einem kleinen zweigeschossigen verputzten Ziegelbau mit 1 × 2 Fensterachsen und großem Schornstein. Beide Gebäude dürften um 1900 erbaut worden sein, wobei das Wohnhaus möglicherweise zu diesem Zeitpunkt prägend überformt wurde. Das steile Satteldach dieses Hauses lässt eigentlich eine frühere Erbauungszeit vermuten. Das größere Gebäude dürfte eindeutig als Wohnhaus erbaut worden sein, während das Nebengebäude als Werkstattgebäude genutzt wurde, beispielsweise als Schmiede (Vermutung). Im Giebeldreieck dieses Hauses findet sich ein altes Mitteldrehflügelfenster, welches sich eventuell im Wohnhaus befunden hatte. Die Häuser gehören zu den wenigen Bauten im Dorf, welche ihre maßgebliche Prägung um 1900 erfuhren. Sie dokumentieren damit vor allem auf Grund ihrer Authentizität das Bauhandwerk ihrer Entstehungszeit bzw. Umbauzeit. Der Denkmalwert ergibt sich aus der baugeschichtlichen, aber auch ortsbildprägenden Bedeutung. | 09305560 |
| Direkt Bild zu diesem Denkmal hochladen | Seitengebäude (Kellerhaus) | Seifersdorf 17 (Karte)                  | Mitte 19. Jahrhundert | An den Hang gebautes Kellerhaus mit Fachwerkobergeschoss, in dieser Bauweise nur noch vereinzelt im nördlichen Teil des Landkreises Mittelsachsen anzutreffen, woraus sich eine große baugeschichtliche Bedeutung ableitet. Hoher massiver Unterbau zum Ausgleich der Hanglage, Satteldach (neue Dachdeckung). | 09207815 |
| Direkt Bild zu diesem Denkmal hochladen | Scheune und Seitengebäude eines Vierseithofes | Seifersdorf 20 (Karte)                  | Um 1800 | Landschaftsprägende, prächtige Fachwerk-Bauten eines in seiner Struktur erhaltenen Vierseithofes, L-förmiger Grundriss. - Seitengebäude: Erdgeschoss massiv, Obergeschoss Fachwerk, Dacherker mit Aufzug, Stichbogenportal mit Schlussstein, drei nachträgliche Garageneinbauten, Krüppelwalmdach - Scheune: Fachwerk-Konstruktion, Rundbogenportal aus Porphyr (Kellerzugang), Krüppelwalmdach | 09207811 |
| Direkt Bild zu diesem Denkmal hochladen | Häusleranwesen | Seifersdorf 21 (Karte)                  | 1. Hälfte 18. Jahrhundert | Landschaftstypisches Häusleranwesen mit alter Fachwerk-Konstruktion (Thüringer-Leiter-Motiv, Kopfstrebe) von großer baugeschichtlicher Bedeutung. Erdgeschoss massiv, mit Überformungen, Obergeschoss Fachwerk, Satteldach, neue Dachdeckung, liegende Dachfenster, Fledermausgauben. | 09207814 |
| Direkt Bild zu diesem Denkmal hochladen | Wohnstallhaus, Scheune, Seitengebäude, weiteres Seitengebäude (mit Kumthalle) und Garten eines Vierseithofes                                                        | Seifersdorf 25 (Karte)                  | 1. Hälfte 19. Jahrhundert (Wohnstallhaus); bezeichnet mit 1856 (1. Seitengebäude); 2. Hälfte 19. Jahrhundert (2. Seitengebäude); um 1900 (Scheune) | Prächtige Hofanlage, architektonisch wertvolle Gebäude, ein Seitengebäude mit auffälligem Uhrenturm, Pferdestall mit dreibogiger Kumthalle, baugeschichtlich, ortsbildprägend und sozialgeschichtlich von Bedeutung. - Wohnstallhaus: Erdgeschoss massiv, Obergeschoss in Teilen Fachwerk, in Teilen massiv, zum Teil breite Fenster, Stall: massiver Bau, Segmentbogenfenster im Obergeschoss, Seitengebäude: zweigeschossig, massiver Bau, Rundbogentor mit Schlussstein, Uhrenturm mit Haube - Scheune: Massivbau (Anf. 20. Jahrhundert) - Garten: Ziergarten mit hölzernem Zaun östlich des Wohnstallhauses - südlich der Scheune Hühnerhof mit Obstwiese, nördlich des Wohnstallhauses ebenfalls Obstwiese | 09207813 |
| Direkt Bild zu diesem Denkmal hochladen | Wohnstallhaus, Scheune, Durchfahrtsscheune, Seitengebäude und Garten eines Vierseithofes                                                                            | Seifersdorf 27 (Karte)                  | 1800 (Wohnstallhaus); 1. Hälfte 19. Jahrhundert (Seitengebäude); 19. Jahrhundert (Scheune)                                                         | Prächtige Hofanlage mit intakter Struktur, landschaftstypische Fachwerk-Bauten in gutem Originalzustand, maßgeblich das Ortsbild prägend, baugeschichtlich, landschaftsgestaltend und regionalgeschichtlich von Bedeutung. - Wohnstallhaus: Erdgeschoss massiv, Obergeschoss Fachwerk, Satteldach (neue Deckung, liegende Dachfenster), Steingewände, Porphyrportal, Giebelseite im Obergeschoss verkleidet, Rückseite erweitert - Scheunen: Fachwerk-Konstruktion, Rundbogenportal als Kellerzugang - Seitengebäude: L-förmiger Grundriss mit Scheune, Erdgeschoss massiv, Obergeschoss Fachwerk, Satteldach - Bauerngarten: mit Holzlattenzaun eingefriedeter Nutzgarten südöstlich des Hofes | 09207812 |
| Direkt Bild zu diesem Denkmal hochladen | Häuslerhaus | Seifersdorf 30 (Karte)                  | Um 1700 | Ortstypischer Fachwerk-Bau in gutem Originalzustand von baugeschichtlichem Wert. Erdgeschoss massiv, mit Überformungen, Obergeschoss Fachwerk, Satteldach (neue Dachdeckung), eine Giebelseite massiv, ursprünglich kleineres Haus mit einriegligem Fachwerk im Obergeschoss – vermutlich um 1700, um 1800 erweitert und wahrscheinlich massiv unterfahren, saniert vor 2014, guter Originalzustand. | 09207816 |
| Direkt Bild zu diesem Denkmal hochladen | Häuslerhaus | Seifersdorf 31 (Karte)                  | 2. Hälfte 17. Jahrhundert | Aufgrund der alten Fachwerk-Konstruktion von großem baugeschichtlichen Wert (Fachwerk mit Thüringer-Leiter-Motiv und Kopfstreben). Erdgeschoss massiv, Obergeschoss Fachwerk (zum Teil verbrettert), Giebelseiten Fachwerk, mehrfach umgebautes und erweitertes Fachwerkhaus, die Giebelseite mit geblatteten Kopfstreben und einriegligem Fachwerk im Obergeschoss möglicherweise frühes 17. Jahrhundert (Ständerbau nicht auszuschließen), es folgte eine Erneuerung bzw. Erweiterung mit Thüringer Leiter – Fachwerkobergeschoss (um 1720), dann vermutlich um 1800 oder in der 1. Hälfte des 19. Jahrhunderts eine weitere Erneuerung oder Erweiterung nun mit zweiriegligem Fachwerk, teils verbrettert, das Gebäude wurde im Lauf der Zeit massiv unterfahren, bemerkenswert ist auch ein kleines Fenster im Erdgeschoss mit Mitteldrehflügelfenster und Holzrahmung. Abgeschlossen wird das Haus durch ein steiles Satteldach. Man kann annehmen, dass der Dachstuhl aus dem 17. Jahrhundert erhalten geblieben ist. Das Haus gehört zu den ältesten erhaltenen Häusern des Dorfes. Für die hausgeschichtliche Forschung ist dieses Haus auf Grund der verschiedenen Bauphasen/Umbauphasen im Stil der jeweiligen Zeit von besonderem Interesse, so dass das Haus eine große baugeschichtliche Bedeutung erlangt. | 09207817 |

## Steina
| Bild                                    | Bezeichnung | Lage                    | Datierung                                                                                          | Beschreibung | ID       |
| --------------------------------------- | --- | ----------------------- | -------------------------------------------------------------------------------------------------- | --- | -------- |
|                                         | Eisenbahnviadukt (Viadukt Steina) | (Flurstück 125) (Karte) | 1846–1852                                                                                          | Eisenbahnbrücke über die Dorfstraße, 15-bogiger Viadukt aus Naturstein der Bahnstrecke Riesa–Chemnitz (6255; sä. RC), prägend für die Landschaft von großer technik-, verkehrs- und regionalgeschichtlicher Bedeutung. Trog erneuert, Naturstein, 225,45 m lang, 36,25 m hoch und 8,5 m breit, 15 Bögen. | 09248047 |
|                                         | Eisenbahnviadukt (Viadukt Kummersmühle) | (Flurstück 125) (Karte) | 1846                                                                                               | Sechsbogige Eisenbahnüberführung der Bahnstrecke Riesa–Chemnitz (6255; sä. RC), verkehrsgeschichtlich und landschaftsprägend von Bedeutung. Naturstein, Trog erneuert, Futtermauer Schiefer, trocken vermauert, Maße: 110,0/10,2/8,2 m. | 09248039 |
| Direkt Bild zu diesem Denkmal hochladen | Vierseithof mit Wohnstallhaus, zwei Seitengebäuden und Scheune                                                                                                | Am Kellerberg 3 (Karte) | Um 1700 (Seitengebäude); 1756 Dendro (Wohnstallhaus); nach 1900 (Scheune); um 1910 (Seitengebäude) | Geschlossen erhaltener Bauernhof mit Bauten aus dem 17. bis 20. Jahrhundert in sehr gutem Originalzustand von hausgeschichtlichem, sozialgeschichtlichem sowie ortsbildprägendem Wert. | 09303536 |
| Direkt Bild zu diesem Denkmal hochladen | Wohnstallhaus, Seitengebäude, Scheune, Hofpflasterung und zwei Linden als Torbäume am Haupttor eines Vierseithofes                                            | Dorfstraße 3 (Karte)    | Um 1800                                                                                            | Gut erhaltenes Ensemble ländlicher Wohn- und Wirtschaftsgebäude von ortsbildprägender, bau- und sozialgeschichtlicher Bedeutung. - Wohnstallhaus: zweigeschossiger Bau, Erdgeschoss massiv, Obergeschoss Fachwerk, mit Satteldach, Giebel schieferverkleidet, mit eingeschossigen Anbauten der 1970er Jahre - 1. Seitengebäude: zweigeschossiger Bau, Erdgeschoss massiv, Obergeschoss Fachwerk mit Satteldach, teils verbrettertes Fachwerk - 2. Seitengebäude: zweigeschossiger Bau, Erdgeschoss massiv, Obergeschoss Fachwerk mit Satteldach - Scheune: zweigeschossiger Bau, Erdgeschoss massiv, Obergeschoss Fachwerk, wohl Ende 19. Jahrhundert verändert | 09248044 |
| Direkt Bild zu diesem Denkmal hochladen | Mühlengebäude mit Seitengebäude und Toreinfahrt (Bachmühle)                                                                                                   | Dorfstraße 23 (Karte)   | Um 1680, 1708 datiert                                                                              | Sehr alte, das Landschaftsbild prägende Fachwerkgebäude, Schrotmühle, bau- und ortsgeschichtlich von Bedeutung. - Mühlenwohnhaus: zweigeschossiger Bau über L-förmigem Grundriss, Erdgeschoss und Teile des Obergeschosses massiv, Obergeschoss Fachwerk, teils schieferverkleidet - Seitengebäude: Erdgeschoss massiv, Fachwerkobergeschoss mit teilweise erhaltenen Mitteldrehflügelfenstern - Toreinfahrt: mit originalem Tor und Hofpflasterung, Zuwegung (Pflaster) | 09248042 |
| Direkt Bild zu diesem Denkmal hochladen | Häuslerhaus | Dorfstraße 28 (Karte)   | 1767 Dendro                                                                                        | Landschaftstypischer Fachwerkbau, jüngere massive An- und Umbauten, heimatgeschichtliche Bedeutung. Das Gebäude wurde 1768 errichtet (Bauholz im Winter 1767/68 geschlagen, Dendrochronologie). Bei dem Ursprungsbau mit massivem Erdgeschoss in Lehm, Fachwerkobergeschoss und Satteldach handelte es sich um ein typisches mitteldeutsches Wohnstallhaus, dessen Erdgeschoss in Flur und Küche in der Mitte, Wohnbereich auf der einen und Stallteil auf der anderen Seite unterteilt war. Für das ehemalige Häusleranwesen ist eine charakteristische Eigentümerschaft nachweisbar, wozu Handwerker, Landarbeiter und Gemeindediener gehörten. Neben dem Haupterwerb hielten sie etwas Vieh und betrieben Obst- und Feldbau. Im Lauf der Zeit wurde das Haus durch Anbauten erweitert (zunächst auf der Westseite Mitte des 19. Jahrhunderts, dann 1937 nördlicher Anbau); zudem erfolgte der teilweise Austausch des Fachwerks durch Mauerwerk. Trotz dieser Veränderungen ist der Ursprungsbau als Kern des Gebäudes gut ablesbar. Die Erweiterungen sind gleichermaßen Teil der Geschichte des Objekts und tragen damit auch zu seinem Aussagewert bei. Dieser besteht zum einen darin, dass das Gebäude die regionaltypische ländliche Fachwerkbauweise dokumentiert, zum anderen verweist es auf die Wohn- und Lebensverhältnisse von Häuslern, die in der Vergangenheit ein Teil der Dorfbevölkerung waren. Die Entstehung des Anwesens ist hier zudem mit einem besonderen Abschnitt der Ortsgeschichte verbunden. Nach dem Siebenjährigen Krieg lagen die Bauerngüter des Dorfes Steina darnieder, sodass die Bauern beschlossen, die gemeinschaftliche „Frohnhufe“ für den Bau von Wohnhäusern zu verkaufen. Der Erlös sollte dem Aufbau ihrer Höfe dienen. Von den damals neu entstandenen Häuslergrundstücken zeugt heute in authentischer Form nur noch das Haus Dorfstraße 28. Unter den genannten Aspekten erlangt das Objekt eine seinen Denkmalwert begründende heimatgeschichtliche Bedeutung. | 09306928 |
| Direkt Bild zu diesem Denkmal hochladen | Wohnstallhaus, ein Seitengebäude (Auszugshaus), Hofpflasterung, Toreinfahrt (im Süden des Hofes) und Allee entlang der Zufahrt eines Vierseithofes (Gut Helm) | Dorfstraße 37 (Karte)   | Um 1800                                                                                            | Dominant liegendes Bauerngut, geschlossen erhalten mit zeit- und landschaftstypischen Wohn- und Wirtschaftsgebäuden, baugeschichtlich, ortsgeschichtlich und städtebaulich von Bedeutung. Gut erhaltene Hofanlage mit Hofpflasterung, Zuwegung und Baumallee. - Wohnstallhaus: zweigeschossiger Bau, Erdgeschoss massiv, Obergeschoss Fachwerk mit Walmdach, Fenster und Türen im Erdgeschoss in Porphyr, Giebelseiten schieferverkleidet - 1. Seitengebäude (Stallscheune): zweigeschossiger Bau, Erdgeschoss massiv, Obergeschoss Fachwerk, Walmdach, Fenster und Türen im Erdgeschoss Porphyr, Giebelseiten schieferverkleidet - 2. Seitengebäude (Stallscheune, Remise): nur Erdgeschoss erhalten, massiv mit Toreinfahrt, Austraghaus: zweigeschossig, Erdgeschoss massiv, Obergeschoss Fachwerk, Satteldach, Giebel schieferverkleidet - Scheune (kein Denkmal): massiv, um 1934 - Schuppen: nur Erdgeschoss erhalten, massiv mit barockem Türstock - Allee aus Winter-Linden (Tilia cordata) und Rosskastanien (Aesculus hippocastanum) entlang des Zufahrtsweges | 09248043 |

## Wallbach
| Bild                                    | Bezeichnung                                                                                               | Lage                | Datierung                          | Beschreibung | ID       |
| --------------------------------------- | --- | ------------------- | ---------------------------------- | --- | -------- |
| Direkt Bild zu diesem Denkmal hochladen | Wohnstallhaus und Scheune eines Dreiseithofes                                                             | Wallbach 21 (Karte) | Um 1800                            | Zeit- und landschaftstypische ländliche Wohn- und Wirtschaftsgebäude eines Bauernhofes, ortsbildprägend, baugeschichtlich von Bedeutung. - Wohnhaus: zweigeschossiger Bau, Erdgeschoss massiv, Obergeschoss Fachwerk, zwei klassizistische Türstöcke, Fenstergewände teilweise Natursteingewände, Obergeschoss Fachwerk, Krüppelwalmdach - Scheune: Fachwerkbau mit massiven Stützmauern, Satteldach, Holzerker verbrettert - Seitengebäude: Erdgeschoss massiv, Obergeschoss Fachwerk, Dachstuhl abgetragen – Denkmalwert nach Entfernen des originalen Daches nicht gegeben (Streichung 2014) | 09248117 |
| Weitere Bilder                          | Mühlengut bestehend aus Turmholländer (mit Mühlentechnik), Scheune und Wohnhaus (Holländermühle Wallbach) | Wallbach 47 (Karte) | 1886 (Mühle); nach 1886 (Wohnhaus) | Mühlenensemble gehört zu den wenigen vollständig erhaltenen Windmühlenanwesen mit Nebengebäuden im Landkreis Mittelsachsen und prägt durch seine Insellage inmitten der landwirtschaftlich geprägten Landschaft von landschaftsprägender und ortsgeschichtlicher Bedeutung, darüber hinaus aufgrund der erhaltenen Technik technikgeschichtlich bedeutend. Mühlenanwesen, bestehend aus der Turmholländer mit teilweise erhaltener Mühlentechnik, einem Wohnhaus und einer Scheune. Als Lohnmühle 1886 erbaut, bis 1942 Antrieb durch Windkraft, ab 1943 elektrisch, 1956 Betrieb eingeschränkt, Weiterführung bis 1979, von der Technik waren zum Zeitpunkt der Denkmalausweisung beispielsweise die Königswelle mit Antrieb, der Mahlgang mit altem Rüttelzeug, ein Steinkran, eine Schälmaschine u. a. erhalten. - Wohnhaus: zweigeschossig, massiv, verputzt, mit Satteldach, teilweise Fenster- und Türgewände aus Naturstein, Anbau um 1950 - Scheune: Massivbau, verputzt, mit Satteldach - Windmühle: Turmholländer, dreigeschossig, Bruchstein (im oberen Bereich auch Ziegelmauerwerk), verputzt, konische Bauform, Fenstereinfassungen (Porphyrtuff) und Türportale, geschweiftes Zeltdach (Haube) mit Dachaufsatz für die Flügelwelle und gegenüberliegender Öffnung für die Windrose, bauzeitliche Mühlentechnik weitgehend erhalten, Ruten- und Windrosenfragmente erhalten - gepflasterte Hofzu- und -abfahrt: aus Granit Eines der wenigen vollständig erhaltenen Mühlenanwesen mit Nebengebäuden. | 08992451 |

## Wendishain
| Bild                                    | Bezeichnung | Lage                              | Datierung                                                                                                  | Beschreibung | ID       |
| --------------------------------------- | --- | --------------------------------- | --- | --- | -------- |
| Direkt Bild zu diesem Denkmal hochladen | Wegebrücke | (Flurstück 102/6) (Karte)         | Um 1800 | Bogenbrücke in Natursteinmauerwerk, ursprünglich wohl für die Zufahrt zu dem südwestlich der Ortslage gelegenen Steinbruch errichtet, baugeschichtliche Bedeutung | 08992473 |
| Direkt Bild zu diesem Denkmal hochladen | Wegestein | (Flurstück 50) (Karte)            | Um 1860 | Schlichter Stein mit Ortsangaben von ortsgeschichtlicher Bedeutung | 08992469 |
|                                         | Wegesäule | (Flurstücke 2983 und 386) (Karte) | Um 1923 | Aus Porphyrtuff mit Inschrift, Dokument der örtlichen Verkehrsgeschichte | 08967592 |
| Weitere Bilder                          | Dorfkirche und Kirchhof Wendishain (Sachgesamtheit)                                                                       | Wendishain (Karte)                | 1883 (Lutherlinde)                                                                                         | Sachgesamtheit Dorfkirche und Kirchhof Wendishain, mit folgenden Einzeldenkmalen: Dorfkirche, Lutherlinde, Kirchhofsmauer, Kriegerdenkmal und Grabmal Kunze (08992460); ortsbildprägende Kirche umgeben von altem Kirchhof, bau- und ortsgeschichtlich von Bedeutung. Die Dorfkirche steht dominant im Dorf. Als Mittelpunkt des dörflichen Alltags erlangt das original erhaltene Bauwerk ortsgeschichtliche und ortsbildprägende Bedeutung. Das trifft ebenso auf den die Kirche umgebenden Kirchhof, dessen Einfassungsmauer, die Lutherlinde und das Kriegerdenkmal zu. Als Bauwerk, dessen ältesten Bauteile romanischen Ursprungs sind, dokumentiert die markante Dorfkirche auch exemplarisch 700 Jahre Kirchenbaugeschichte sächsischer Dorfkirchen, woraus sich auch eine baugeschichtliche Bedeutung der Kirche ergibt. | 09305174 |
|                                         | Dorfkirche mit Ausstattung, Kirchhofsmauer, Kriegerdenkmal und Grabmal Kunze (Einzeldenkmale der Sachgesamtheit 09305174) | Wendishain (Karte)                | Um 1350 (Kirche); 1834 (Kanzelaltar); 1860 (Orgel); 1862 (Grabmal Kunze)                                   | Einzeldenkmale der Sachgesamtheit Dorfkirche und Kirchhof Wendishain; ortsbildprägende Saalkirche mit Langhaus und Westturm umgeben von altem Kirchhof, bau- und ortsgeschichtlich von Bedeutung. - Saalkirche: massiv, verputzt, mit geradem Chorschluss und segmentbogigen Fenstern, Natursteingewände aus Rochlitzer Porphyr, teilweise erneuert, Satteldach, Westturm: teilmassiv, Glockenstube Fachwerk, verschalt mit Satteldach und Dachreiter, im Inneren zweigeschossige Holzemporen umlaufend an drei Seiten, klassizistischer Kanzelaltar (1834) - Kirchhofsmauer: umlaufendes Bruchsteinmauerwerk - Kriegerehrenmal Ersten Weltkrieg: Stele mit Flammenschale und Relief aus Granit, nach 1918 - Lutherlinde: 1883 am Zugang zum Kirchhof anlässlich des 400. Geburtstages von Martin Luther gepflanzt - Grabmal Kunze: nördlich der Kirche am Zugangsweg zum Kircheneingang - Grabmal für Johann Wilhelm Kunze (Gutsauszügler in Töpeln, 1796–1862) und dessen Ehefrau Johanne Rosine Kunze (1806–1865): als typischer Grabstein des 19. Jahrhunderts in anspruchsvoller Gestaltung geschichtlich wertvoll | 08992460 |
| Direkt Bild zu diesem Denkmal hochladen | Ehemaliges Spritzenhaus                                                                                                   | Wendishain (Karte)                | 2. Hälfte 19. Jahrhundert                                                                                  | Kleiner ländlicher Zweckbau aus Bruchsteinmauerwerk, von heimatgeschichtlichem Wert. Vermutlich im 19. Jahrhundert erbautes ehemaliges Spritzenhaus in landschaftstypischer Bauweise. Vermutlich im 19. Jahrhundert erbautes ehemaliges Spritzenhaus in landschaftstypischer Bauweise. Eingeschossiger verputzter Bruchsteinbau mit giebelseitigem zweiflügligem Holztor (erneuert) mit Ziegelausgleichsbogen und Schlussstein, Abschluss durch Satteldach. Schon seit jeher stellen Brände eine ernste Bedrohung für Leben sowie Hab und Gut der Bewohner von Ortschaften dar. Immer wieder kam und kommt es zu Brandereignissen, die in Städten und Gemeinden zu Maßnahmen zur Brandverhütung und Brandbekämpfung führten. Wichtige gesetzliche Vorschriften bildeten in Sachsen die 1719 erlassene „Generalverordnung, wie in Dero Churfürstentum... Feuersbrünste abzuwenden und bei deren Entstehung allenthalben sich zu verhalten“ und die 1775 durch Friedrich August Herzog von Sachsen erlassene „Dorffeuerordnung für das Königreich Sachsen“, in denen Maßnahmen zum vorbeugenden Brandschutz und zur Brandbekämpfung vorgeschrieben wurden. So entstanden bereits im 19. Jahrhundert Freiwillige Feuerwehren, die über Feuerspritzen verfügten. Damit im Zusammenhang entstanden die sogenannten Spritzenhäuser zum Unterstellen der Feuerspritze. Wenn man sich die verheerenden Auswirkungen mittelalterlicher, aber auch neuzeitlicher Stadtbrände (das trifft auch auf Brände in Dörfern zu) vor Augen führt, kann man ermessen, welche Bedeutung der Brandbekämpfung im Gemeindeleben zukam. Insofern erlangt dieses Zeugnis der örtlichen Feuerwehrgeschichte aus dem 19. Jahrhundert eine große ortsgeschichtliche, aber auch feuerwehrgeschichtliche Bedeutung. | 09305186 |
| Direkt Bild zu diesem Denkmal hochladen | Freiheitseiche | Wendishain (Karte)                | 1913 | Ortshistorische Bedeutung. Freiheitseiche (Quercus robur), 1913 in Erinnerung an das Ende des napoleonischen Befreiungskrieges gepflanzt, wird begleitet von drei ehemals geschnittenen Winter-Linden (Tilia cordata). | 09305687 |
| Direkt Bild zu diesem Denkmal hochladen | Zwei Türgewände der alten Mühle                                                                                           | Wendishain 3 (Karte)              | Bezeichnet mit 1861                                                                                        | Zeittypische Baudetails von ortsgeschichtlichem Wert. Türgewände (eines bezeichnet mit 1861 „F.W. NAUMANN“) mit Segmentbögen und Supraporte, darüber Plinthe aus Sandstein. Das Gebäude ist im Verfall begriffen. Die Türportale weisen keine Besonderheiten auf, ihr Denkmalwert ist als sehr gering einzuschätzen. | 08992463 |
| Direkt Bild zu diesem Denkmal hochladen | Wohnstallhaus eines Dreiseithofes                                                                                         | Wendishain 4 (Karte)              | 1658/1663 datiert; bezeichnet mit 1769                                                                     | Fachwerkhaus mit älterem Hausteil, um 1663 erbaut, von großer hausgeschichtlicher Bedeutung. Das Wohnstallhaus besteht aus zwei Bauwerksteilen. Der jüngere südwestliche Teil, 1764 angefügt, ersetzte offenbar einen Vorgängerbau, an den, den Befunden zufolge, der heute ältere nordöstliche Teil mit Kreuzstrebengefüge am Giebel zum Dorf als eigenständiger Abbund um 1663 angefügt worden ist. Das Erdgeschoss wurde nachträglich massiv ausgebildet. Das Gebäude schließt mit einem Satteldach ab. Die Konstruktion des Fachwerks ist im nördlichen Teil des Landkreises Mittelsachsen durchaus selten anzutreffen. Mit einer Erbauungszeit um 1663 (laut dendrochronologischer Untersuchung 1658/1663 erbaut) gehört das Gebäude zu den ältesten erhaltenen Wohnstallhäusern dieses Territoriums und besitzt somit einen hohen Aussagewert zur Volksbauweise, woraus sich die große haus- und heimatgeschichtliche Bedeutung des Hauses ableitet. - zweigeschossiges Wohnstallhaus: Erdgeschoss massiv, Obergeschoss Fachwerk, Satteldach, Türgewände Naturstein mit Inschrift „1769“ - Seitengebäude: Erdgeschoss teilmassiv, Fachwerk, Obergeschoss Fachwerk, Dachstuhl um 1975 abgetragen - Scheune: teilmassiv, Fachwerk, Dachstuhl um 1975 abgetragen - Austraghaus (?): zweigeschossiges Wohnhaus, massiv, Fenster- und Türgewände aus Naturstein, Satteldach | 08992465 |
| Direkt Bild zu diesem Denkmal hochladen | Häusleranwesen | Wendishain 6 (Karte)              | Um 1720 | Gut erhaltenes Fachwerkwohnhaus aus dem beginnenden 17. Jahrhundert von großer baugeschichtlicher Bedeutung. Zweigeschossiges Häuslerhaus, im Erdgeschoss massiv, das Obergeschoss teilweise massiv sowie Fachwerk mit barocken Stielen unter den Fensteröffnungen und Fußstreben bzw. K-Streben, Abschluss durch Satteldach. Das Haus wurde traufseitig erweitert. Ebenso erfolgte an der westlichen Giebelseite ein Garagen- und Balkonanbau (nicht denkmalwürdig). Bemerkenswert ist der von der zugewandten Seite zugängliche Keller, zu dem eine Rundbogentür seitlich der Haustür führt. Mit einer geschätzten Bauzeit um 1720 gehört das Gebäude zu den ältesten ländlichen Wohnhäusern des Dorfes, aber auch zu den ältesten ländlichen Wohnhäusern im nördlichen Teil des Landkreises Mittelsachsen. Damit kommt dem Gebäude ein großer Aussagewert zum ländlichen Bauen jener Zeit zu, woraus sich die baugeschichtliche Bedeutung des Hauses ableitet. | 08992472 |
|                                         | Wohnstallhaus, Auszugshaus und zwei Scheunen sowie Gang zwischen Auszugshaus und Scheune eines Dreiseithofes              | Wendishain 19 (Karte)             | Um 1800 (Wohnstallhaus und Auszugshaus); 2. Hälfte 18. Jahrhundert (Gang zwischen Scheune und Auszugshaus) | Gut erhaltenes Ensemble ländlicher Wohn- und Wirtschaftsgebäude, baugeschichtlich und ortsbildprägend von Bedeutung. - zweigeschossiges Wohnstallhaus: Erdgeschoss massiv, teilweise erneuert, Obergeschoss Fachwerk, Satteldach - drei Scheunen, davon zwei mit Fachwerk, Satteldächer - Auszugshaus: mit Fachwerk im Erdgeschoss, prägt durch Lage an Straße das Straßenbild | 08992464 |
| Direkt Bild zu diesem Denkmal hochladen | Häusleranwesen | Wendishain 24 (Karte)             | Vermutlich 2. Hälfte 17. Jahrhundert                                                                       | Hausgeschichtlich bedeutsames Fachwerkhaus mit sehr alter Fachwerkkonstruktion. Vermutlich in der 2. Hälfte des 17. Jahrhunderts erbautes Häuslerhaus. Zweigeschossig mit massivem Erdgeschoss und Fachwerkobergeschoss, Hausabschluss durch Satteldach. Es kann davon ausgegangen werden, dass das Gebäude ursprünglich auch im Erdgeschoss eine Fachwerkkonstruktion aufwies, die später durch verputztes Mauerwerk ersetzt wurde. Das Obergeschoss zeigt auf seiner zugewandten Traufseite eine einriegelige Fachwerkkonstruktion mit aufgeblatteten Kopf- und Fußstreben sowie Docken in den Brüstungsfeldern des Fachwerks (Thüringer Leiter). Diese Fachwerkkonstruktion ist charakteristisch für das ausgehende 17. und beginnende 18. Jahrhundert, wobei es hier regionale Unterschiede gibt. Die Giebelseiten des Hauses sind verbrettert bzw. verschiefert. Dem rückwärtigen Anbau kommt kein Denkmalwert zu. Die in diesem Landschaftsraum relativ selten anzutreffende sehr alte Fachwerkkonstruktion begründet die große haus- und ortsgeschichtliche Bedeutung des Hauses. - zweigeschossiges Wohnstallhaus: Erdgeschoss massiv, Obergeschoss Fachwerk mit geschweiften Stielen, teilweise verschalt, Satteldach - Anbau: 2. Hälfte 20. Jahrhundert, kein Kulturdenkmal | 08992462 |
| Direkt Bild zu diesem Denkmal hochladen | Häusleranwesen mit angebautem Nebengebäude                                                                                | Wendishain 25 (Karte)             | 1628 Dendro                                                                                                | Seltenes und sehr altes Fachwerkhaus von außerordentlich großer hausgeschichtlicher Bedeutung. Vermutlich ehemaliges Häusleranwesen, 1628 (entsprechend dendrochronologischer Untersuchung) erbaut. Zweigeschossig mit nachträglich massiv aufgeführtem Erdgeschoss mit zu großen Fensteröffnungen und verändertem Zugang. Obergeschoss Fachwerk mit geschweiften Andreaskreuzen, Füllhölzern und Schwelle mit Schiffchenkehlung sowie aufgeblatteten Kopfbändern. Die Fensteröffnungen wurden nachträglich leicht vergrößert. Hausabschluss durch Satteldach. Abgewandte Traufseite erweitert. Im Inneren des Hauses ursprüngliche hintere Traufseite noch erhalten. Nach gegenwärtigem Erkenntnisstand gehört dieses Haus zu den ältesten noch erhaltenen ländlichen Wohnhäusern in Sachsen, die Fachwerkkonstruktion mit geschweiften Andreaskreuzen und mit Schiffchenkehlung versehener Schwelle und Füllhölzern ist in diesem Landschaftsraum kaum noch anzutreffen. Aus der Seltenheit der Fachwerkkonstruktion und dem hohen Alter des Hauses leitet sich dessen außerordentlich große hausgeschichtliche Bedeutung ab. - zweigeschossiges Wohnhaus: Erdgeschoss massiv, Obergeschoss Fachwerk mit Andreaskreuzen, Fenster teilweise erneuert, Satteldach - zweigeschossiger Anbau: Erdgeschoss massiv, Obergeschoss Fachwerk, verschiefert, Satteldach | 08992461 |
| Direkt Bild zu diesem Denkmal hochladen | Ehemaliger Gasthof | Wendishain 46 (Karte)             | 1810 | Ortsbildprägendes Wohnstallhaus, bau- und ortsgeschichtlich von Bedeutung. Zweigeschossiger Massivbau mit Krüppelwalmdach, teilweise barocke Fenster- und Türgewände aus Naturstein, Stalltrakt mit Kreuzgratgewölben und Gurtbögen, ursprünglich Dreiseithof mit Scheune und Seitengebäude (kein Kulturdenkmal). | 08992455 |
| Direkt Bild zu diesem Denkmal hochladen | Wohnstallhaus eines Bauernhofes                                                                                           | Wendishain 47 (Karte)             | Um 1860 | Zeit- und landschaftstypisches Bauernhaus, baugeschichtlich von Bedeutung. Ursprünglich Vierseithof mit Kumthalle (kein Kulturdenkmal) und Scheune (abgebrochen). - zweigeschossiges Wohnstallhaus: massiv, Fenster- und Türgewände aus Naturstein, Satteldach - Seitengebäude: Erdgeschoss massiv, Obergeschoss Fachwerk, verputzt, Satteldach - Einfriedungsmauer trocken verlegt: teils mit gusseisernem Zaun | 08992453 |
| Direkt Bild zu diesem Denkmal hochladen | Wohnstallhaus und zwei Seitengebäude eines Vierseithofes                                                                  | Wendishain 61 (Karte)             | Um 1860 (Wohnstallhaus); um 1890 (Seitengebäude)                                                           | Wohnstallhaus und nördliches Seitengebäude mit teils verkleidetem Fachwerkobergeschoss, südliches Seitengebäude massiv in Bruchstein und Ziegel, heimatgeschichtliche Bedeutung. - Wohnstallhaus: Erdgeschoss massiv, Obergeschoss Fachwerk, Türgewände um 1800, Naturstein, eine Giebelseite und große Teile der abgewandten Traufseite Ziegelmauerwerk – dort wurde um 1900 vermutlich das Fachwerk entfernt - nördliches Seitengebäude: Erdgeschoss massiv, Obergeschoss Fachwerk, teilweise verschalt, Zwerchhaus, Satteldach - südliches Seitengebäude: um 1890 vermutlich als Pferdestall und anderweitiges Stallgebäude mit Bergeräumen im Obergeschoss erbaut, massiv – Ziegelmauerwerk im Obergeschoss, im Erdgeschoss teils oder vollständig Bruchsteinmauerwerk, mit Türmchenaufsatz, Satteldach, verputzt mit „deutschem Band“-Fries, Haus im Inneren teils entkernt, Stallgewölbe nicht mehr erhalten, im Obergeschoss fehlen Trennwände, die Treppen teils eingestürzt, die Balkenköpfe im Obergeschoss größtenteils stark geschädigt, das Dach wurde vermutlich zu einem Drittel durch Nässeeinwirkung stark geschädigt - Scheune: später als Stall umgebaut, Satteldach mit Schieferdeckung (kein Kulturdenkmal), laut dendrochronologischer Untersuchung 1792 und 1795 (zwei Proben an hofseitigen Sparren), Gutachten Heußner Petershagen, 19. Januar 2016. | 08992454 |
| Direkt Bild zu diesem Denkmal hochladen | Wohnstallhaus eines ehemaligen Dreiseithofes                                                                              | Wendishain 64 (Karte)             | Um 1720 | Bauernhaus mit seltener und sehr alter Fachwerkkonstruktion von großer hausgeschichtlicher Bedeutung. Erdgeschoss massiv, teilweise mit preußischen Kappen (laut Eigentümer war das Haus ursprünglich kleiner), Obergeschoss Fachwerk, teilweise massiv erneuert, klassizistische Türstöcke mit barocken Stielen, ursprünglich Dreiseithof mit Scheune und Seitengebäude (abgebrochen), Fachwerk mit K-Streben und Docken in den Brüstungsfeldern (Thüringer Leiter), sehr steiles Satteldach, saniert vor 2014. | 08992458 |
| Direkt Bild zu diesem Denkmal hochladen | Wohnstallhaus, Scheunen und zwei Seitengebäude eines Vierseithofes (Gut Oberndorf)                                        | Wendishain 68 (Karte)             | Um 1820 | Gut erhaltenes Ensemble ländlicher Wohn- und Wirtschaftsgebäude in Fachwerkbauweise von baugeschichtlicher und ortsbildprägender Bedeutung. - Wohnstallhaus: Erdgeschoss massiv, Obergeschoss Fachwerk, mit Anbau, Satteldach, Fenster erneuert - zwei Stall- und Remisengebäude: Erdgeschoss massiv, Obergeschoss Fachwerk, teilweise mit bauzeitlichen Fenstern, Fenster- und Türgewände aus Naturstein, Sattel- bzw. Krüppelwalmdach - Scheune: teilmassiv, Fachwerk, Krüppelwalmdach, teilweise abgetragen | 08992456 |
| Direkt Bild zu diesem Denkmal hochladen | Wohnstallhaus, Scheune und Remisengebäude eines Vierseithofes (Gut Roßberg)                                               | Wendishain 70 (Karte)             | Um 1720 (Wohnstallhaus); 19. Jahrhundert (Remisengebäude); vermutlich 2. Hälfte 19. Jahrhundert (Scheune)  | Geschlossen erhaltener Bauernhof mit sehr altem Wohnstallhaus, baugeschichtlich von Bedeutung. - zweigeschossiges Wohnstallhaus: Erdgeschoss massiv, Obergeschoss Fachwerk (teilweise massiv erneuert), Rähm aus einem Balken, Fenster erneuert, teilw. Kopfstreben und Thüringer Leiter sowie K-Streben, steiles Satteldach - Scheune: teilmassiv, Fachwerk, teils verschalt, Satteldach - Remisengebäude: Fachwerk, teilmassiv, zeitweise verschalt mit Satteldach - 2. Scheune: Streichung 2014, Denkmalwert nicht gegeben, weil baulich überformt und Dach nicht erhalten ist | 08992457 |
| Weitere Bilder                          | Pfarrhaus mit Seitengebäude, gegenüberliegendem Bergkeller, Einfriedungstor sowie Pfarrgarten                             | Wendishain 76 (Karte)             | Um 1820 | Spätbarockes Pfarrhaus in bemerkenswert gutem Originalzustand, von orts- und baugeschichtlicher Bedeutung. - Pfarrhaus: zweigeschossiger Massivbau mit hohem Walmdach, Fenster und Türgewände Rochlitzer Porphyr, spätere Schule (?) - Remisenflügel: um 1900 mit Natursteingewänden, zweigeschossig - Einfriedung: Eingangstor mit schmiedeeisernen Flügeln und Reste des Ziergitterzauns an der Südostgrenze des Pfarrgartens - Pfarrgarten: Pfosten der Einfriedung um den ehemaligen Nutz- und Ziergarten direkt am Haus sowie als Abgrenzung zur nordwestlich gelegenen Obstwiese | 08992452 |

## Tabellenlegende
- Bild: Bild des Kulturdenkmals, ggf. zusätzlich mit einem Link zu weiteren Fotos des Kulturdenkmals im Medienarchiv Wikimedia Commons. Wenn man auf das Kamerasymbol klickt, können Fotos zu Kulturdenkmalen aus dieser Liste hochgeladen werden:
- Bezeichnung: Denkmalgeschützte Objekte und ggf. Bauwerksname des Kulturdenkmals
- Lage: Straßenname und Hausnummer oder Flurstücknummer des Kulturdenkmals. Die Grundsortierung der Liste erfolgt nach dieser Adresse. Der Link (Karte) führt zu verschiedenen Kartendiensten mit der Position des Kulturdenkmals. Fehlt dieser Link, wurden die Koordinaten noch nicht eingetragen. Sind diese bekannt, können sie über ein Tool mit einer Kartenansicht einfach nachgetragen werden. In dieser Kartenansicht sind Kulturdenkmale ohne Koordinaten mit einem roten bzw. orangen Marker dargestellt und können durch Verschieben auf die richtige Position in der Karte mit Koordinaten versehen werden. Kulturdenkmale ohne Bild sind an einem blauen bzw. roten Marker erkennbar.
- Datierung: Baubeginn, Fertigstellung, Datum der Erstnennung oder grobe zeitliche Einordnung entsprechend des Eintrags in der sächsischen Denkmaldatenbank
- Beschreibung: Kurzcharakteristik des Kulturdenkmals entsprechend des Eintrags in der sächsischen Denkmaldatenbank, ggf. ergänzt durch die dort nur selten veröffentlichten Erfassungstexte oder zusätzliche Informationen
- ID: Vom Landesamt für Denkmalpflege Sachsen vergebene, das Kulturdenkmal eindeutig identifizierende Objekt-Nummer. Der Link führt zum PDF-Denkmaldokument des Landesamtes für Denkmalpflege Sachsen. Bei ehemaligen Kulturdenkmalen können die Objektnummern unbekannt sein und deshalb fehlen bzw. die Links von aus der Datenbank entfernten Objektnummern ins Leere führen. Ein ggf. vorhandenes Icon  führt zu den Angaben des Kulturdenkmals bei Wikidata.

## Ausführliche Denkmaltexte
1. ↑  Stadtpark Reinhardtsthal: 

Trotz gewisser Vereinfachungen und dem Einfügen des VdN-Denkmals blieb die Anlage weitgehend original erhalten und bildet ein eindrucksvolles Zeugnis städtischer Grünanlagen ihrer Entstehungszeit, woraus sich der gartengeschichtliche Wert der Anlage ableitet (Quelle: Stadtarchiv Hartha, Akte Hartha und seine Ortschaften).
  - Geschichte:
    - 1926–1933 Anlage des Stadtparks „Am Reinhardtstal“ durch Umgestaltung des Grünbergschen Gartens und unter Verwendung eines Überschusses vom Heimatfest 1929 durch Dipl.-Ing. Schnabel (Stadtbauamt Hartha) und Stadtgärtner Kretzschmar
    - 20. Mai 1933 feierliche Eröffnung
    - nach 1948 Umgestaltung des Mittelteils und Errichtung eines VdN-Gedenksteines (und Umbenennung des Stadtparks in Thälmann-Breitscheid-Park)
    - 1991 Instandsetzungsarbeiten durch ABM, sämtliche Entwurfs-, Bestands- und Ausführungspläne im Stadtarchiv Hartha

Von der ursprünglichen Anlage sind erhalten (siehe hierzu gartendenkmalpflegerische Bestandserfassung):
  - bauliche Schutzgüter:
    - Einfriedung: östliche Einfriedungsmauer (bunter Theumaer Schiefer) mit zwei Kugelsteinen (Unterbau bunter Theumaer Schiefer, Kugel Zementbeton) und Erinnerungstafel
    - Wegesystem: wassergebundene Decke, Stufen und Wegekanten Theumaer Schiefer
    - Teich: Ufer zugewachsen, mit östlichem Mauerabschluss (ehem. in buntem Theumaer Schiefer), zwei Wasserspeier in Form von Löwenköpfen nicht mehr vorhanden, Kugelsteinbrunnen (ehemals Unterbau Beton und Theumaer Schiefer, ehemals Kugel aus Nirostastahl mattglänzend)
    - Brücke, Mauer mit Geländer und Brunnen 1991 erneuert
    - Ausstattungen: zehn Kugelsteine, vier davon original erhalten (Unterbau bunter Theumaer Schiefer, Kugel Zementbeton), ursprünglich fünf Kinderfiguren (Muschelkalk): Saxophon- und Tubabläser, Trommler, Ziehharmonika- und Gitarrenspieler, 1991 Kopien davon angefertigt und aufgestellt, heute nur vier Sockel vorhanden, drei Kopien im Stadtbauhof Hartha eingelagert, im Eingangsbereich steinerner Pflanzkübel (bunter Theumaer Schiefer). Ursprünglich war in einer seitlichen Bucht des Teiches der Harth’sche Frosch aufgestellt, als Sitzgelegenheiten dienten weiße Bänke.

  - Vegetation:
    - Bäume: Linden-Reihe an der Einfriedungsmauer, Säulen-Eichen-Allee (Quercus robur ‚Fastigiata‘, zweireihig, gegenständig), Reste der westlichen Bepflanzung aus Silber-Ahorn (Acer saccharinum) und Trauer-Weide (Salix alba ‚Tristis‘) und der nördlichen/südlichen Randbepflanzung aus Spitz-Ahorn (Acer platanoides), rotblättrigem Berg-Ahorn (Acer pseudoplatanus ‚Schwedleri‘) und rotblühender Kastanie(Aesculus x carnea)
    - Sträucher: Rhododendron, Flieder (Syringa vulgaris) und Weißdorn, Koniferen im Mittelteil um 1948 gepflanzt
    - Flächen für Wechselpflanzungen
2. ↑  Stadtpark: 

Geschichte:
  - 1909/um 1913 Entwürfe für einen Schmuckplatz in Hartha von Otto Moßdorf und Rudolf Kolbe
  - um 1913 Ausführung des Entwurfes von R. Kolbe und Benennung der Anlage als Wettin-Platz
  - 1938–1940 Umgestaltung bzw. Instandsetzung durch die Planungsabteilung des Reichsheimstättenamtes der Deutschen Arbeitsfront (H. Poeth) und Stadtbauamt Hartha (Dipl.-Ing. Kleinmann), Umbenennung in Hans-Schemm-Platz
  - 1992 Instandsetzungsarbeiten durch ABM, sämtliche Entwurfs-, Bestands- und Ausführungspläne im Stadtarchiv Hartha

Von der ursprünglichen Anlage sind erhalten (siehe hierzu gartendenkmalpflegerische Bestandserfassung):
  - Bauliche Schutzgüter:
    - Wegesystem mit Rondell und 4 Sitzplätzen inklusive der Fußwege (wassergebundene Decke, Kleinpflaster Granit, Betonkante) mit Pflanzstreifen und Baumscheiben (Beton), die restlichen Wegeinfassungen (Beton) an den Kreuzungspunkten Fußweg – Parkweg aus der Zeit um 1940

  - Vegetation:
    - Bäume: Linden im Rondell, vier Kastanien (Aesculus hippocastanum) im nordwestlichen und vier Berg-Ahorn (Acer pseudoplatanus) im südöstlichen Sitzplatz, drei Kastanien am mittleren Weg, vier Scheinzypressen (Chamaecyparis) und zwei Weißdorne (Crataegus) am östlichen Eingang, südliche und westliche Randbepflanzung aus Birken (Betula pendula), Hainbuche (Carpinus betulus) und Rotbuche (Fagus sylvatica) sowie die Baumreihen an der Franz-Mehring-, Richard-Wagner- und Südstraße und die Allee an der Sonnenstraße (zweireihig, gegenständig) aus Krim-Linde (Tilia x euchlora) und Platane (Platanus x hispanica)
    - Sträucher: Rhododendron, Pfeifenstrauch (Philadelphus), Johannisbeere (Ribes), Hainbuche (Carpinus betulus) und Weißdorn (Crataegus) im südlichen Teil
    - Flächen für Wechselpflanzungen

  - Sonstige Schutzgüter: Geländemodellierung und Raumgliederung
3. ↑  Dorfkirche Gersdorf: 
  - Kirche: Klassizistische Saalkirche, 1801–1805 von Johann Gottlieb Illgen erbaut. Der Neubau ersetzte die durch Blitzschlag vernichtete Vorgängerkirche. Schlichter Putzbau mit geradem Ostabschluss und prägenden hohen Rundbogenfenstern. Die ursprünglichen Eingänge, heute teils zugesetzt bzw. umgebaut, weisen noch die ursprüngliche Dreieckgiebelverdachung auf. Das Hauptportal, mit Korbbogen abschließend, entstand 1906. Das Kirchenschiff wird durch ein Walmdach abgeschlossen. Der niedrige Westturm wird durch eine geschweifte Haube mit Laterne hervorgehoben. Im Inneren erfolgten zwischen 1895 und 1909 umfangreiche Umgestaltungen. Dort finden sich an drei Seiten eingeschossige Emporen. Zur Ausstattung gehören ein um 1520 entstandener Kruzifix von Peter Breuer, Buntglasfenster von 1906 mit Darstellung der Taufe und der Emmausjünger sowie ein um 1840 entstandenes Sakramentshäuschen.
  - Kriegerdenkmal Erster Weltkrieg: Nördlich der Kirche befindet sich eine Denkmalanlage für während des Ersten Weltkrieges gefallene, aus der Gemeinde stammende Soldaten. Zentral angeordnet wurde ein Steinblock auf abgetrepptem Sockel mit gekreuzten Schwertern, Eisernem Kreuz und Lorbeerlaub sowie Inschrift. Das Denkmal wird flankiert von fünf im Halbkreis angeordnete, aufrecht stehende Steinplatten, welche teilweise mit Schwertern, Ehrenkränzen und Lorbeerlaub dekoriert sind. Inschriften, falls diese vorhanden waren, sind heute nicht mehr lesbar.
  - Soldatengräber: Unweit der Denkmalanlage für die Gefallenen des Ersten Weltkrieges befinden sich vier in einer Reihe aufgestellte steinerne Grabkreuze für während des Zweiten Weltkrieges gefallene Soldaten. Sie entsprechen in ihrer Gestaltung den allgemein üblichen Soldatengräbern jener Zeit.
  - Kirchhofmauer: Der Kirchhof wird fast vollständig durch eine hohe Bruchsteinmauer eingefasst, die teilweise auch als Stützmauer fungiert. Der Kirchhof ist von Norden, Süden und Osten zugänglich. Dabei handelt es sich um schlichte Tore. Lediglich der Nordzugang wurde als Tor ausgebildet.
  - Parentationshalle: Neben dem Nordaufgang stehender, kleiner eingeschossiger Putzbau mit üblichem Zugang an der Giebelseite. Sowohl die Fenster, als auch die Türöffnung werden durch Rundbögen abgeschlossen. Über der Eingangstür befindet sich wie bei der Kirche auch eine Dreiecksgiebelverdachung.
  - Mord- und Sühnekreuz: Das Kreuz befand sich ca. 20 m vom heutigen Standort. Dort wurde das Kreuz 1924 (Kuhfahl), nach anderer Quelle 1914 (Pfau) ausgegraben und an den Standort neben dem Friedhofstor versetzt. Im Volksmund wird dieses Mord- und Sühnekreuz auch als „Messerstein“ bezeichnet, abgeleitet vom eingemeißelten Messer. Das „lammförmige“ Kreuz mit den annähernden Abmessungen von  69 cm × 64 cm × 26 cm wurde aus Nordischem Granit hergestellt. Der Stein ist asymmetrisch, vermutlich aufgrund der vorgefundenen Steinform. Die Form brachte dem Stein auch den Namen „Lamm“ ein. Der Sage nach soll ein Gersdorfer Kind von Zigeunern erstochen worden sein, worauf den Mörder „seine gerechte Strafe“ traf.
4. ↑  Kapelle St. Georg in Nauhain: 

Dieser kleine Kirchenbau unterscheidet sich grundlegend von den üblichen sächsischen Dorfkirchen. Das hohe Alter sowie die beschriebene bauliche Singularität begründet die große baugeschichtliche Bedeutung des Gebäudes. Aus dem vermuteten Zusammenhang zum Kloster Buch ergibt sich zugleich die große regionalgeschichtliche Bedeutung des Gotteshauses. Bemerkenswert sind auch der künstlerisch herausragende Altar von Peter Breuer, aber auch die sehr alte Glocke, die wohl zu den ältesten erhaltenen Glocken in sächsischen Dorfkirchen gehört. Zu den weiteren wertvollen Ausstattungsstücken gehört eine Eisenglocke einer Hallenser Gießerei aus dem Jahr 1495, die sich heute noch im Turm befindet. Die Kapelle wurde um 1637 bei kriegerischen Auseinandersetzungen teilweise zerstört. Im Jahr 1888 erfolgte eine Erneuerung. Nach 1897 wird sie erneut für Gottesdienste genutzt. Nach 1991 werden die Kirche und der Altar restauriert. Bei Renovierungsarbeiten stieß man auf romanische Putze und Ausmalungen. Nach wie vor finden in der Kirche Gottesdienste sowie auch Hochzeiten statt. Der Denkmalwert der Kirche und ihrer Ausstattung ergibt sich danach aus der großen regionalgeschichtlichen, baugeschichtlichen und kunstgeschichtlichen Bedeutung.

In der Publikation „Denkmale im Landkreis Döbeln“, Heft 1, 1998 erschien der Beitrag „Eine romanische Kapelle – Nauhain“ von Karl-Heinz Seifert, in dem die Kapelle wie folgt gewürdigt wurde: „Die Nauhainer Kapelle gilt als ein besonderes Kleinod des mittelsächsischen Raumes mit einer interessanten Geschichte. Sie bestand ursprünglich nur aus dem jetzigen Turm, dem sich eine romanische Apsis anschloß. Nach Abbruch der Apsis um 1500 fügte man hinter dem Triumphbogen einen geräumigen Chor an.“ „Die großartige Architektur wie die vorhandene Ausstattung sind nur in der Abhängigkeit vom Kloster zu verstehen. Der Gedanke liegt sehr nahe, daß es sich hier um eine ‚Wegekapelle‘ für Pilger handelte.“

"Massivbau (Naturstein) als kleine, ursprünglich über quadratischem Grundriss errichtete Saalkirche, um 1100 (vermutlich Burgkapelle, später Wallfahrtskirche), Westturm mit Satteldach und barockem Dachreiter, Choranbau um 1500 mit 3/8-Schluss, Vorhangbogenfenstern und schiefergedecktem Walmdach, Turm und Schiff um 1780 aufgestockt, Schiff und Chor mit Kreuzgratgewölbe überspannt, dreiseitig eingeschossige Empore, spätgotischer Flügelaltar von 1504 von Peter Breuer, im Schrein Figurengruppe der „Anna Selbdritt“ (Dehio Sachsen II. 1998.).
5. ↑  Vierseithof Seifersdorf 1:

Das Seitengebäude und die Scheune sind Teile eines Vierseithofes, der am östlichen Rand des Reihendorfes Seifersdorf liegt. Das Seitengebäude nimmt die nördliche, die Scheune die östliche Hofseite ein. Nach der Inschrift am Türportal wurde das Seitengebäude 1862 errichtet oder möglicherweise nur verändert, die Initialen G. F. gehören zum damaligen Hofbesitzer G. Franz. Es handelt sich um einen zweigeschossigen Fachwerkbau mit massivem Erdgeschoss und Satteldach. Die zweirieglige Fachwerkkonstruktion, die an der Hofseite freiliegt, zeigt die für das 19. Jahrhundert typische sehr gleichmassive Bauweise, lediglich nach Osten vergrößern sich die Abstände der Ständer, zudem gab es hier offensichtlich eine Ladeöffnung. Am äußeren Erscheinungsbild wirken zudem die in Porphyrtuff hergestellten Gewände die Erdgeschossöffnungen mit, insbesondere das gut proportionierte Türportal.  Das Dachwerk ist als Kehlbalkendach mit einfach stehendem Stuhl ausgebildet. Die verblatteten Kopfbänder an den Stuhlsäulen sind ein Indiz, dass das Gebäude im Kern vor 1862 entstand. Im Inneren haben sich verschiedene historische Ausstattungselemente erhalten, so Türblätter, die ebenfalls eher aus der 1. Hälfte des 19. Jahrhunderts stammen, und Schmuckfliesen im Flur. Jüngere und jüngste Veränderungen betreffen den Einbau von zwei Garagentoren im ehemaligen Stallbereich und die massive Erneuerung der Giebel.

Die große Scheune wurde 1906 fast vollständig neu errichtet. Hofbesitzer war damals K. Wilhelm Franz. Die Ausführung erfolgte durch Baumeister Hummitzsch & Sohn. Bei dem Neubau in traditioneller Fachwerkbauweise hielt man bemerkenswerterweise an der Ausfachung mit Lehmstaken fest. Vom Vorgängerbau wurde der tonnengewölbte Keller an der Nordseite übernommen. Die Scheune ist im Wesentlichen im ursprünglichen Bestand von 1906 erhalten. Stellenweise wurde die Ausfachung mit Steinen erneuert.

Das nördliche Seitengebäude und die Scheune der Hofanlage sind Zeugnisse der früheren ländlichen Bau- und Lebensweise in der Region. Sie dokumentieren, dass der traditionelle, jahrhundertelang vorherrschende Fachwerkbau auch noch im 19. und sogar bis ins 20. Jahrhundert hinein für bäuerliche Bauten hier von Bedeutung war. Fachwerkgebäude wie die in Rede stehenden Objekte prägen nach wie vor die Kulturlandschaft im mittelsächsischen Hügelland und im Erzgebirgsvorland und veranschaulichen deren Geschichte. Für Seifersdorf gehören sie zum struktur- und ortsbildbestimmenden historischen Baubestand, der auf die Ortsentwicklung verweist. Unter diesen Aspekten erlangen sie heimatgeschichtliche Bedeutung. Die Scheune ist als spätes Beispiel eines in althergebrachter Form ausgeführten Fachwerkbaus mit Lehmstaken zusätzlich von besonderem Interesse.
6. ↑  Vierseithof Am Kellerberg 3 in Steina:

Der Vierseithof (ehemals Steina Nummer 14) liegt im Unterdorf Steinas, nördlich der Siedlung „Am Kellerberg“ und unweit der Einmündung des Fuchsbaches in den Steinaer Bach. Die Hofanlage ist einer der 17 Bauernhöfe der „Urhufen“ Steinas und befindet sich vermutlich schon seit dem 13. Jahrhundert (gesichert seit 1594) an gleicher Stelle. Er gehört daher auch zum archäologischen Relevanzbereich „Historischer Dorfkern“ Steinas. Die Feldhufe des Gutes grenzt im Osten an die des Hofes Steina Nummer 16, dem schon 1377 erwähnten „östlichen Vorwerk“ Steinas und späterem Gut Däweritz.

Die älteste namentliche Erwähnung eines Hofbesitzers des Gutes Nummer 14 datiert auf das Jahr 1594. Damals erwarb ein Hans Schreyer das Gut von Asmus Thile. Schreyer besaß das Gut 13 Jahre, bis es 1607 von Thomas Teicher übernommen wurde. Dieser saß nur 8 Jahre auf dem Hof. Die Besitzer wechselten nun rascher Folge – 1615 Lorentz Hermsdorf, 1617 Aßmus Kühn (ein Verwandter des Vorwerkbesitzers Hans Kühn) und 1630 Paul Emmrich.

Die Folgen des Dreißigjährigen Krieges gingen auch am Gut Nummer 14 nicht spurlos vorbei. Das Vorwerk „zur Harthe“ / „zum Stein“ (Steina Nummer 1) stand schon seit 1635 leer, das „östliche Vorwerk“ (Steina Nummer 16) seit 1637. Daher werden plündernde und marodierende Söldner sicher auch hier dazu geführt haben, dass der Acker brach lag und die Hofgebäude verfielen. Dies änderte sich erst mit dem Kauf des Gutes durch Abraham Voigt im Jahre 1666. Er war der erste von 10 aufeinanderfolgenden Hofbesitzern der Familie Voigt. Der Hof ist heute Wohnsitz der Eigentümer Marita und Harald Voigt sowie des Altbauern Arndt Voigt.

Das Aussehen des „Voigt-Hofes“ Steina Nummer 14 im 18. Jahrhundert kann man rekonstruieren anhand zweier Kartenquellen: Sowohl in den um 1800 vom „Sächs.-Ing.-Korps“ unter Friedrich Ludwig Aster aufgenommenen „Sächsischen Meilenblättern“, als auch in der „Gemarkungsreinkarte“, Blatt 3 von Steina (aufgenommen 1840) ist ein nach Norden offener Dreiseithof dargestellt.

Die Zufahrt zum Gut erfolgte von der südlichen Dorfstraße aus, führte in einem Bogen östlich um das Gut herum und mündete in einem Wirtschaftsweg, der zu den nördlichen Feldern weiterführte. Die Hofzufahrt mit den Erntewagen erfolgte durch die östliche große Durchfahrtsscheune, während die heutige Zufahrt nur ein Fußweg war.

Die große Durchfahrtsscheune des 18. Jahrhunderts wurde um 1900 zur „Hocheinfahrtsscheune“ umgebaut. Um die Einfahrt von Norden in den Oberstock zu gewährleisten, baute man das bisherige Kehlbalken-Sparrendach unter Verwendung der alten Gefügehölzer zum Pfettendach um. Zu DDR-Zeiten wurde die Scheune im Süden um ca. 20 % eingekürzt, um eine neue Hofzufahrt herzustellen.

Gegenüber der Scheune steht an der westlichen Hofseite das Wohnhaus. Es ist ein typisches quergeschlossenes „Mitteldeutsches Wohnstallhaus“ des 18. Jahrhunderts mit dreizoniger Einteilung des Erdgeschosses. Im mittleren Flurbereich lag früher vermutlich die Küche, dahinter ein angebauter Backofen. Linker Hand befindet sich noch heute die Wohnstube, rechter Hand war der Stallbereich.

Den Oberstock dokumentiert der typische Mittelgang mit Stuben und Kammern beiderseits. Die hofseitige Fachwerk-Außenwand wurde zu DDR-Zeiten durch Ziegelmauerwerk ersetzt. Bei der Instandsetzung der westlichen Außenwand wurde von einem Schwellenbalken eine dendrochronologische Probe genommen. Sie ergab das Fälljahr 1756. Aus dieser Zeit stammt vermutlich auch der vollständig erhaltene Dachstuhl des Kehlbalken-Sparrendaches mit stehendem Stuhl. Die Deckung des steilen Satteldaches (ca. 53° Neigung) war früher Stroh, heute Schiefer.

Die südliche Hofseite begrenzt das vermutlich älteste Gebäude des Gutes – der ehemalige Pferdestall. Die Pferdestallungen (heute Werkstatt) befanden sich früher im östlichen Teil des massiven Erdgeschosses, während nach Westen eine Kammer (früher Kutscherstube?, heute Werkstatt) lag. In dieser ehemaligen Kammer deuten Aussparungen der Deckenbalken auf das frühere Vorhandensein einer eingebauten Holzbalkendecke mit Kriechern und Deckern. Die Aussparungen enden ca. 2 m vor der Hofwand – vielleicht ein Hinweis auf die Existenz eines früheren Laubenganges oder einer offenen Kummet-Halle. Im Oberstock des Pferdestalls befand sich früher vermutlich die Auszugswohnung, während ab ca. 1900 ein Wohnhaus in Waldheim diese Funktion übernahm.

Am vollständig erhaltenen Oberstock-Fachwerk sowie am Dachstuhl erkennt man, dass das Gebäude ursprünglich kürzer war und später nach Osten verlängert wurde. Vor allem die unterschiedlichen Figuren der Eckverstrebungen weisen auf zwei verschiedene Bauzeiten hin.

Die Verstrebung der Nordwestecke (Ursprungsbau) stellt einen sogenannten „K-Verband“ (halber Mann) dar, der von einer Strebe und einem viertelkreisförmigen Kopfband gebildet wird. Ähnliche Kopfbänder befinden sich an zwei weiteren Ständern des Fachwerkes. Vergleichbare Fachwerkfiguren findet man in Steina nur an der südlichen Außenwand der Bachmühle (erbaut 1706). Die Verstrebung der Nordostecke besteht dagegen nur aus einer durchgehenden Eckstrebe zwischen Schwelle und Rahmenholz. Dies ist typisch für den Fachwerkbau bis Ende des 18. Jahrhunderts.

Die beiden unterschiedlichen Bauphasen lassen sich auch am Dachstuhl des vollständig erhaltenen Kehlbalken-Sparrendaches mit einfach stehendem Stuhl ablesen. Die Stuhlsäulen des Ursprungsbaues laufen an den Giebelseiten bis zum Dachfirst durch („Spitzsäulen“). Der ältere stehende Stuhl besteht aus einem doppelten Rähm.

Dem Pferdestallgebäude gegenüber steht an der nördlichen Hofseite der Kuhstall (früher Schweinestall) mit Taubenschlag im Dachgeschoss. Der heutige verputzte Ziegelbau ersetzte um 1900 ein abgebranntes Vorgängergebäude. Im Winkel zwischen Kuhstall und Wohnhaus errichtete Armin Voigt in den 1930er Jahren einen Eiskeller im Hang sowie ein rundes Futtersilo. Der Bauerngarten des Hofes befindet sich mindestens seit dem 18. Jahrhundert vor dem Südgiebel des Wohnhauses.
  - Auszugshaus: ursprünglich mit Pferdestall und Heuboden. Ältester Teil des Hauses um 1700/1720 erbaut. Zweigeschossiges Gebäude über längsrechteckigem Grundriss, Erdgeschoss massiv mit Fenster- und Türgewänden aus Rochlitzer Porphyrtuff, Obergeschoss teilweise verkleidet bzw. verschiefert, Hoftraufseite fachwerksichtig mit Fußstreben und gebogenen Kopfstreben (Halber Mann), schiefergedecktes Satteldach. Im Inneren im Eingangsbereich alte Holzwerkstatt, dort angewendelte Treppe ins Obergeschoss (evtl. ausgehendes 19. Jahrhundert bzw. beginnendes 20. Jahrhundert), im Obergeschoss Auszugsstube mit verputzten Wänden und farbigem Begleitstrich. Kehlbalkendach mit Scherenkopfbändern giebelseitig, die Sparren sind in die Deckenbalken gezapft, doppelter Mittelunterzug, ein Giebel Ziegelmauerwerk mit Rundfenster. Am Dachstuhl eindeutig erkennbar, dass Gebäude an der ehemaligen Giebelseite erweitert wurde.
  - Scheune: Erdgeschoss massiv, Drempel Fachwerk verbrettert, Satteldach. Hocheinfahrt. Erbauungszeit um 1800, im 19. Jahrhundert umgebaut.
  - Seitengebäude: Kuhstall, früher Schweinestall, heute Pferdestall mit Heuboden und Holzlager im Obergeschoss. Zweigeschossiger Massivbau mit Frontgiebel und Satteldach. Um 1900 erbaut.
  - Wohnstallhaus: Erdgeschoss massiv, Obergeschoss größtenteils massiv und verkleidet. Zwischenzeitlich waren Betongewände eingebaut worden, die nun durch Porphyrgewände ersetzt worden sind. Im Inneren stark umgebaut, jedoch mit Rücksicht auf die ursprüngliche Gestaltung. Erhalten blieben preußische Kappengewölbe im ehemaligen Stallbereich einschließlich der zugehörigen Guss-Säulen. Im Obergeschoss blieb der Kammergang, allerdings mit neuen Türen, erhalten. Bemerkenswert ist das originale Kehlbalkendach mit doppeltem Unterzug, einfach stehendem Stuhl, eine Stuhlsäule führt bis zum First.

Der Bauernhof war ein Einhufengut. Durch seine Geschlossenheit und seinen größtenteils wertvollen Gebäudebestand kommt dem Hof baugeschichtliche, sozialgeschichtliche sowie ortsbildprägende Bedeutung zu.